# Bois de marine

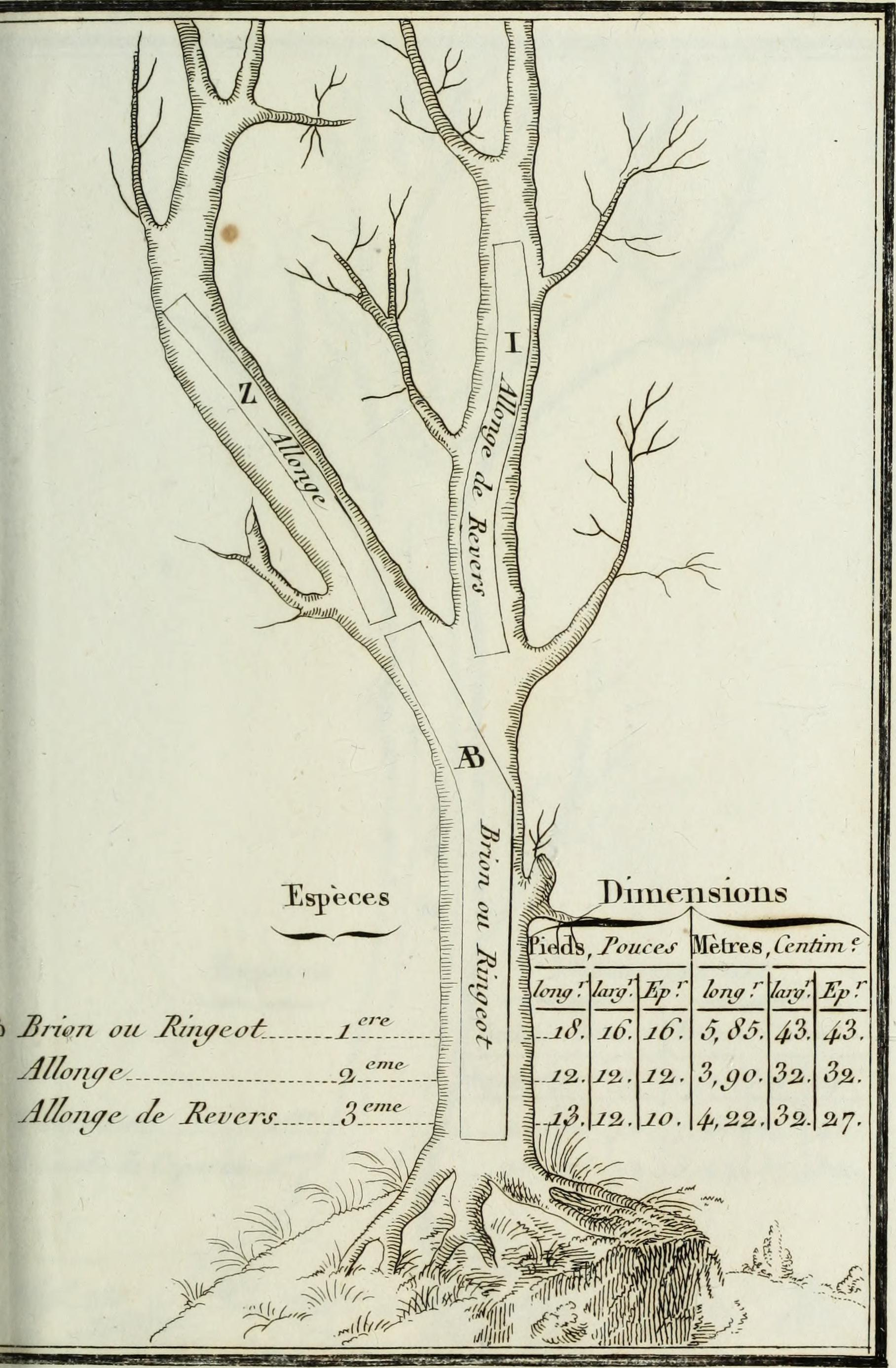
Louis Joseph Marie Achille Goujon. Des bois propres aux constructions navales, manuel à l'usage des agents forestiers et maritimes. 1807

La marine a employé des bateaux qui étaient en bois, jusque dans les années 1855-1870. On désigne sous le nom de bois de construction ou de bois de marine, les arbres et les bois que leur configuration et leurs qualités rendent propres à la construction des navires, de même que les mâts et vergues.

## Bois droits, bois longs, bois tors

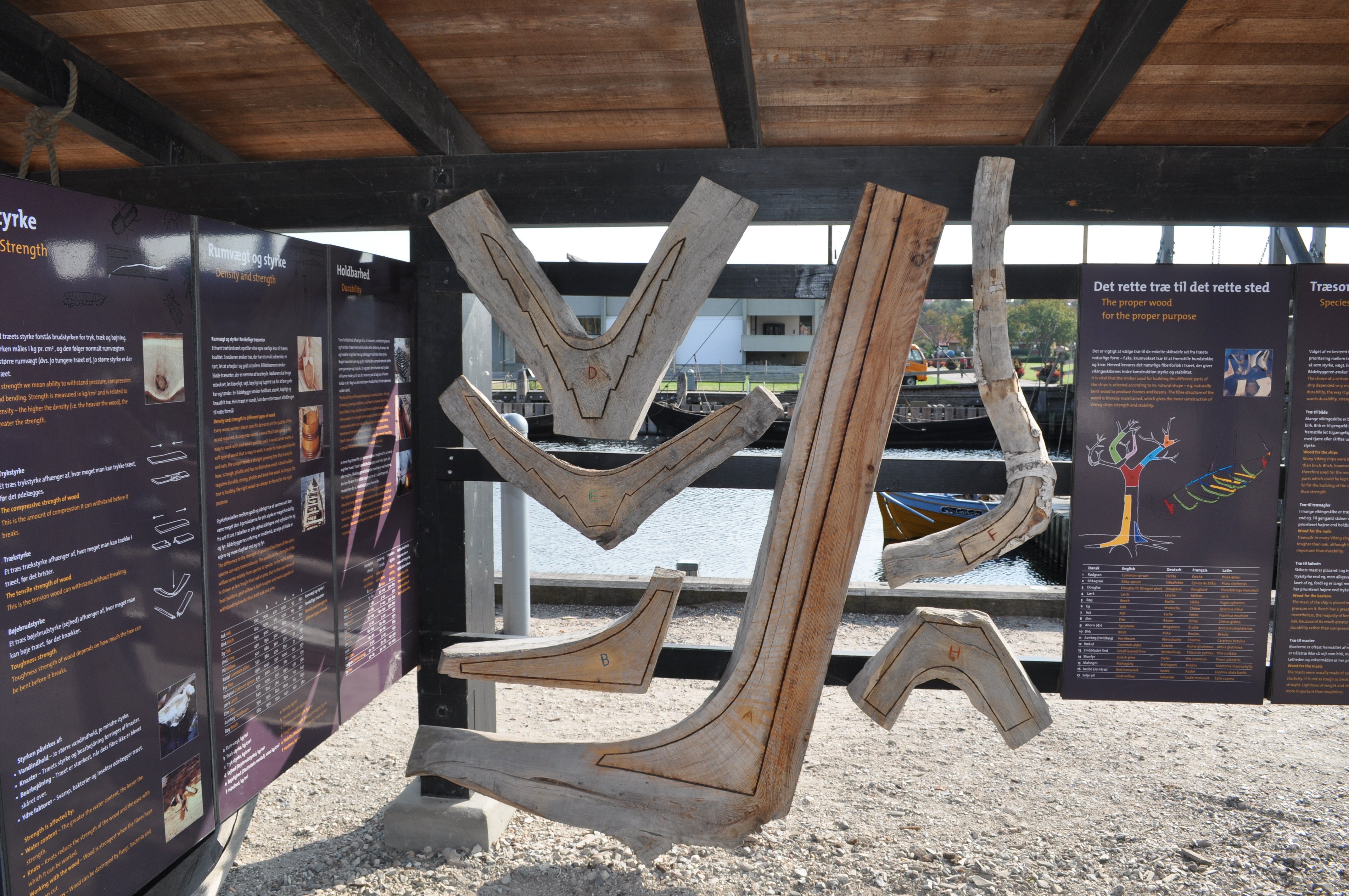
Genoux et courbes

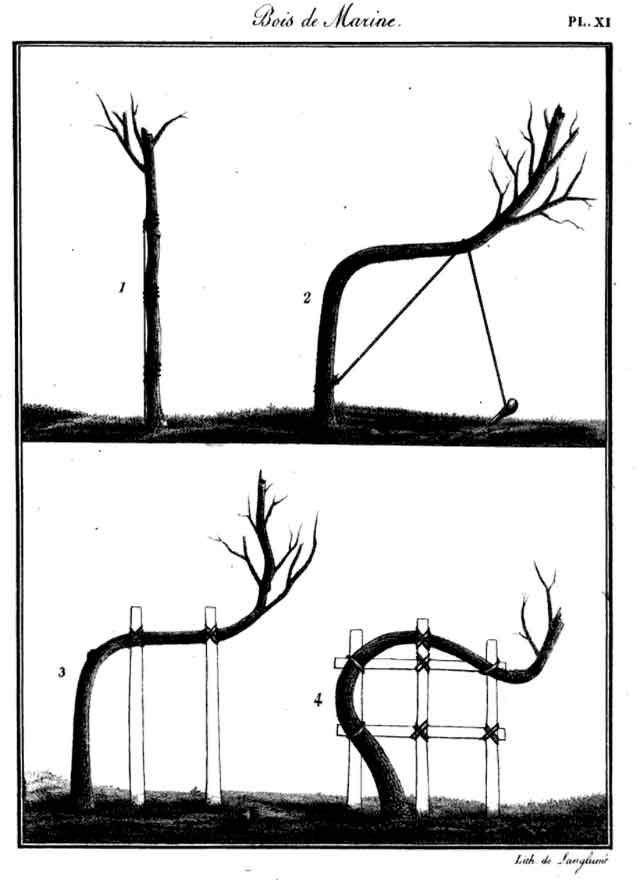
Jacques-Joseph Baudrillart. 1825. Bois-de-marine.-Planche-XI

Lorsque la charpenterie des bâtiments de terre choisit des bois droits de fil pour des éléments de poutre et des poteaux bien droits, la charpenterie navale choisissait des bois dont le fil n'était jamais strictement droit, et aussi des arbres tordus pour des éléments de charpente, mâture exceptée, qui jamais n'étaient parfaitement droits. Matériau anisotrope, la résistance du bois varie considérablement selon la direction de la force appliquée, c'est-à-dire parallèle, radiale ou tangentielle au fil du bois. Le bois est le plus résistant lorsque sollicité dans la direction du fil, en traction ou en compression. Cette propriété est mise à profit dans des poteaux en bois placés « bois debout » et dans la construction de marine, où la forme tout en courbe de la coque conditionne l'orientation des lignes de force, on a recherché les bois dans lesquels le fil du bois est naturellement courbe, comme plus aptes à reprendre les efforts. Il n'y a que les arbres en pleine futaie, les arbres de futaie régulière, qui fournissent de belles et longues pièces de bois bien droites; les arbres isolés fournissent des bois tors. On pouvait distinguer suivant leur port:
- les arbres isolés, les arbres de pleine lumière[2] – ils sont sujets à être tranchés, chevillés et roulés, parce qu'ils s'étendent beaucoup en branches dont l'insertion est quelquefois très-avant dans le tronc; ces arbres sont surtout frappés par le vent de tous côtés; leur bois est néanmoins ferme, de bonne qualité, excellent surtout pour résister au frottement dans les machines où il était employé, et pour quantité d'ouvrages qui exigeaient de la force; ces arbres fournissaient à la marine les bois tors, « qui résistent longtemps aux injures de l'air[3]».
- les arbres de lisière et du bord des forêts – ils se rapprochent plus de la situation des arbres isolés que de ceux de l'intérieur[3]; les arbres de lisière ont souvent un tronc incliné et un houppier dissymétrique[2], leurs bois sont ordinairement plus durs que ceux des futaies et ne fournissent pas ordinairement de grandes pièces droites, mais ils donnaient de bonnes pièces courbes[3];
- les arbres sur les fossés qui entourent les terres cultivées, partout où l'habitude n'est pas d'émonder les chênes[4]; en Angleterre, la préférence allait aux chênes rudes poussant dans les haies vives et qui ont suffisamment de place pour développer leurs branches[5]: ce bois y est finalement devenu très rare à cause de la démolition généralisée des haies vives lorsque le maïs a commencé à être cultivé de manière extensive[6] fin XVIIIe siècle; on a alors recommandé l'usage du mélèze comme arbre de substitution, afin de produire un approvisionnement suffisant en bois en un minimum de temps, et des millions de mélèzes sont ainsi plantés[7].
- les bois fortement anémomorphosés, qui ont grandi sur des sols exposés à un vent dominant, sur les terres littorales ou sur des crêtes, etc. – caractérisés par leur port en drapeau[2] ils sont appelés à l'international selon l'expression allemande « krummholz » (bois coudé), expression qui découle de l'usage en marine pour la fabrication des courbes, ils prennent aussi en allemand le nom de « knieholz » (bois de genou) qui est vu comme un synonyme de « krummholz », les courbes sont d'autre part appelée en anglais « knee » (genou)[8];
- les bois de compression qui se forment typiquement dans les portions de tiges penchées ou courbées et dans les branches des conifères: le végétal s'efforce de reprendre une position normale et réagit (bois de réaction). Le mot russe крень (kren') pour bois de compression désigne aussi l'abattage en carène d'un navire (крень ou кренгование, krengovanie, voir aussi le lexique de la marine en russe). Preobrazhensky dans son Dictionnaire étymologique de la langue russe note par ailleurs la similitude du mot крень avec le français carène[9]. Dans le dialecte de la province d'Arkhangelsk la significations supplémentaire suivantes du mot « крень » est donnée, sorte de contre-quille en bois de conifère, un patin permettant à un bateau de glisser sur la glace[10].
- les racines – ce n'était pas la seule provenance des bois courbes, on en tirait aussi des racines.

On établissait donc pour les bois de chêne qui servent à la construction des vaisseaux, une distinction entre « bois droits » – ou plus exactement en « bois longs », parce qu’une partie des bois que l’on comprenait dans cette classe, étaient un peu courbes – et en bois tors:
- la classe des bois longs comprend les pièces dont on fait les quilles, les baux ou barrots, les étambots, les serre-banquières, les hiloires, les bordages, les vaigres, etc.[11];
- Henri Louis Duhamel du Monceau appelle les bois tors, « courbants », « bois courbes », ou « bois tord », ou « bois de gabarit », « ces termes sont tous synonymes »[11]. Antoine Joseph de Fréminville distingue « droits » (de « haute futaie » ou simplement « de futaie »), « tors » et « courbe »; les tors et les courbes prennent la dénomination générale de bois courbants; chacune de ces classes se subdivise en cinq catégories, selon les constructions auxquelles on peut les destiner; la première est celle qui est propre aux plus forts vaisseaux; la cinquième sert aux embarcations[1] (Les bois de gabarit sont toutes les pièces propres à faire les étraves, les contre-étraves, les porques, les courbes d'étambot, d'arcasses et autres, les varangues de fond, et acculées, celles de porques, les guirlandes, les membres comme genoux de fond, première, seconde et troisième allonge, les allonges de revers, celles d’écubier, les pièces de tour, pointes de préceintes[11], etc.). On trouve aussi le terme de « vissage[12]»
- Parmi les bois tors employé dans la construction des vaisseaux, les courbes forment une catégorie à part, très rare et recherchées[13]. Les courbes servent le plus ordinairement à lier les baux avec les membres du navire; ils font ensemble une liaison solide, lorsqu'ils sont exactement joints aux baux et aux côtes du vaisseau, sur lesquelles on les cheville, de manière que l'angle de chaque courbe soit parfaitement emboîté dans l'angle formé par le bord et les baux[14]; les baux non-seulement des ponts, mais aussi du faux-pont et des gaillards, des chambres et du tillac. Ils prennent les noms de « courbes des baux » ou « gousset de barrot[15] »; les noms peuvent être suivis du nom de la membrure à laquelle les courbes se raccordent « courbes de tillac », « courbes de chambre », « courbes de pont », « courbes de gaillard ». Suivant leur position, ces courbes sont aussi nommées « verticales », « horizontales », ou obliques[14]. On tire traditionnellement les courbes de la tête des arbres: la plus forte branche, et d'autre part le corps de l'arbre forment courbe, leur jonction s'appelle « collet »[14].

Le bois sans branches, et qui n'est garni que de son écorce, est dit être en grume; celui qui n'a reçu aucune espèce de travail et qui est seulement dépouillé de son écorce, s'appelle « bois brut »; le bois de brin est l'arbre sans écorce et sans branches employé dans sa grosseur naturelle (le bois de charpente est équarri, mais non, encore, refendu par la scie); le bois de tin sert à faire des tins; le bois de démolition provient de navires condamnés; le bois de rebut est celui qui est refusé aux recettes, etc..

### Gabariage

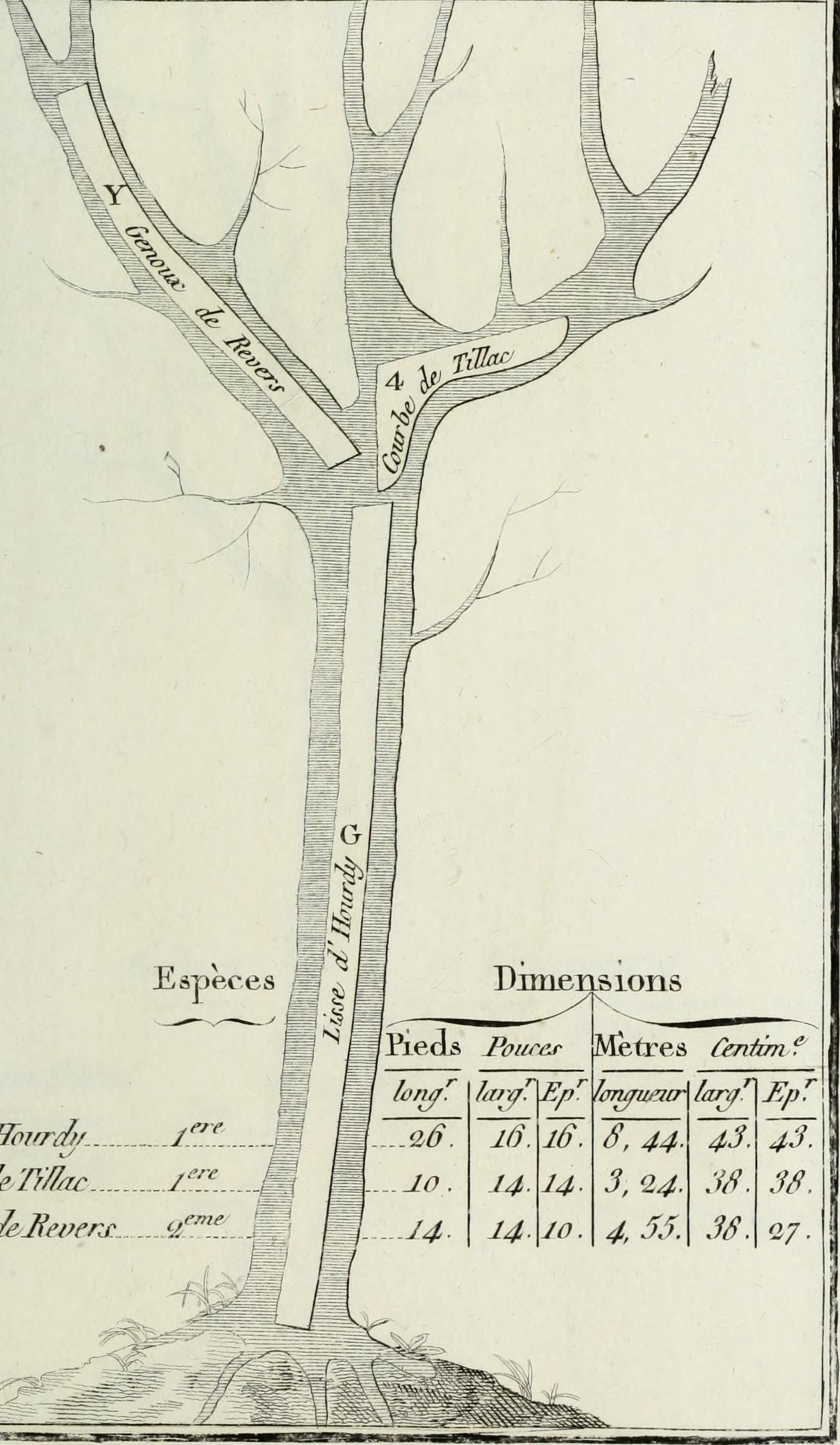
Louis Joseph Marie Achille Goujon. Des bois propres aux constructions navales, manuel à l'usage des agents forestiers et maritimes. 1807

La construction d'un navire commençait par le choix des bois en forêt, l'agent forestier se faisait accompagner par un agent de la marine. Le martelage – marque de réservation qu'habituellement les agents des Eaux et Forêts font avec leur marteau des arbres à exploiter – était pour la marine ici effectué par les agents de marine, les seuls à avoir travaillé dans les ports à la construction des navires, et les seuls à posséder la connaissance des bois nécessaire pour apprécier toutes les qualités que devaient avoir les arbres de marine. Lorsqu'un arbre était frappé de cette manière, sa destination ne pouvait être changée.
Suivait le gabariage, qui pouvait s'effectuer en forêt, pratique que l'on réservait à des constructions bien ordonnées. On donnait de cette façon, à chaque pièce équarrie, une destination précise. Mais la plupart du temps on ne donnait aucune destination précise à la pièce qui était grossièrement dégrossie. Toutes les pièces de gabarit devaient être droites sur deux faces opposées; il n’y avait que leur différente courbure qui fasse connaître les usages auxquels elles pouvaient être employées: on pouvait grossièrement déterminer le nom, la destination et le prix des pièces en estimant leur flèche rapportée à leur section et leur longueur, au moyen d'un simple cordeau tendu bien raide d'un bout à l'autre de la pièce, ce qui formait une corde, la courbe étant signifiée par la pièce de bois. Les bois longs qu’on livrait dans les ports, étaient à deux ou trois pouces près équarris à vive-arête.
Lorsque les arbres n'étaient pas équarris en forêt, le gabariage se faisait à l'arsenal, une salle des gabarits était prévue à cet effet.
La présence d'un peu d'aubier sur les arêtes d'une pièce finie n'était pas considérée comme un défaut absolu; au contraire si l'aubier s'y trouvait réparti également sur toute la longueur et sous la forme de petits prismes de section constante, c'était la preuve qu'une courbure avait été construite avec une pièce brute de la dimension strictement nécessaire, et que, de plus, sa forme primitive avait été soigneusement conservée. Pour une pièce courbe parfaitement à vive arête et exempte d'aubier, il était à peu près certain au contraire qu'elle provenait d'une pièce d'un très fort échantillon dont la plus grande partie avait été enlevée en pure perte, et dans laquelle le fil du bois avait été profondément tranché pour forcer sa courbure naturelle.

### Sciage
L'essor de la marine de commerce néerlandaise au XVIe siècle, indissolublement liée au « Siècle d'or néerlandais » est grandement redevable à l'invention en janvier 1595, par Cornelis Corneliszoon van Uitgeest d'un moulin à vent actionnant une scierie, une scierie à vent, en néerlandais houtzaagmolen. Le mouvement circulaire de l'arbre au moyen d'un vilebrequin est converti en mouvement de va-et-vient. En 1607 il y avait à Alkmaar deux scieries à vent, et dans le reste de la Hollande sept ou huit: quatre dans la région du Zaan, peut-être une à Hoorn (1595-1596), une à Dordrecht (1607), une à Haarlem (1607). Après l'octroi de dix ans accordé à Cornelis dans les années 1630, le nombre de moulins s'accrut surtout à Zaandam. Les constructeurs de navires se trouvaient d'abord dans les villes comme Amsterdam, Hoorn, Enkhuizen, Edam, desservies par des guildes de scieurs opposées à l’implantation de scierie à vent, qu'ils voient comme une menace pour leur gagne-pain. Les scieries à vent qui s'implantent dans des zones rurales non desservies par les guildes, finissent par drainer toute l'industrie navale. Ces scieries pourront traiter 60 billes en 4 à 5 jours, alors que le sciage à la main de la même quantité de bois prenait 120 jours. Cette innovation technologique et son intégration étroite avec les chaînes d'approvisionnement et les chantiers navals permettront aux Hollandais de construire des centaines de navires de haute mer au début du XVIIe siècle, consommant au passage annuellement près de 320 000 m3 de chêne. La Hollande pourra donc à cette époque s'appuyer sur un approvisionnement stable de bois d'origine diversifiées et des apports technologiques efficaces, à une époque où d'autres nations maritimes, telles que le Portugal, l'Espagne, la France et l'Angleterre, luttaient pour approvisionner leurs marines.
La Maison du tsar Pierre le Grand à Zaandam enregistre la visite de l'empereur de Russie venu s'initier aux technique de construction navales néerlandaises en 1697. Il est notoire que peu avant cette époque la scie était inconnue ou absente en Russie. Les scieries à vent accompagnent la colonisation hollandaise puisqu'on en trouve une première à Java en 1684.

### Bois et forme des navires
Premièrement, les matériaux ont conditionné la forme des navires (sampans, pirogue monoxyle, etc.); l'art du charpentier s'est manifesté par la suite. Entre 1600 et 1800, les premiers traités de construction navale sont rédigés, la construction des navires, passe progressivement du domaine de compétence du charpentier de marine, à celui des ingénieurs de marine; en France ce passage est la manifestation de la prise de contrôle étatique sur l'industrie réalisée par Colbert puis de Seignelay. Il n'y eut toutefois jamais de changement rapide du temps de la marine en bois: il y eut très peu de différence entre le HMS Sovereign of the Seas de Phineas Pett (en) construit en 1637 pour la Ship Money (en) Fleet, et les derniers navires de guerre en bois. Cela était en partie dû au conservatisme, mais surtout au type de bois – les bois tors – nécessaire à leur construction. « The limitations of the tree proved the limitations of the ship », les limitations de l'arbre ont déterminé celles du navire déclara Fred T. Jane; certaines parties de la membrure du navire nécessitaient déjà les plus grands chênes disponibles; le tonnage a augmenté quelque peu. Mais le deuxième HMS Royal George de 1788 n'avait que 12 pieds (3,6576 m) de plus en longueur et 2 pieds (0,6096 m) de plus en largeur que le HMS Royal Sovereign de 1719.
Les navires eux-mêmes n'étaient pas frappé d'obsolescence; si l'espérance de vie d'un navire ne dépassait pas les quinze ans, beaucoup de navires recevaient une refonte, des réparations qui portaient leur espérance de vie au-delà de cinquante ans. Le HMS Royal William construit à l'arsenal de Portsmouth en 1719 participa à plus de soixante ans, à la levée du Siège de Gibraltar par Richard Howe en 1782, et il portait encore le drapeau du port Admiral (en) à Spithead en 1805 (il est démantelé en 1813). Le HMS Cornwallis de 1813 construit en teck est démoli 140 ans après son lancement. Sur le USS Constitution, autorisé par le Naval Act of 1794 et préservé jusqu'à nos jours, 4% des bois du navire sont d'origine.

### Bois d'assemblage
La construction navale a innové dans les assemblages en bois, pour obtenir des tailles particulières de bois à moindre frais. HMS Victory, construit de 1759 à 1765, est ingénieusement assemblé à partir d'un grand nombre de chênes passables, les plus petits et donc les moins chers. Chacune des poutres du pont inférieur mesure 17 pouces sur 20 pouces et jusqu'à 50 pieds de long et transporte six tonnes de canon. Ces bois, bien que très gros, sont bien de la taille à laquelle poussaient alors les chênes ; pourtant chacun est assemblé (on dit écarvé) à partir de trois chênes plus petits, économisant environ un quart du coût d'un seul grand arbre. Les mâts étaient également écarvés.
Le corps d'un mât était en général un pin ou un sapin, d'un seul brin donc, c'est-à-dire d'une seule pièce, mais les mâts sur les grands bâtiments, tels que vaisseaux, frégates et grandes corvettes (Morel), le grand mât, le mât de misaine de presque tous les bâtiments qui excédaient en dimension les brigs de 20 bouches à feu (Duhamel), étaient trop forts pour qu'un seul arbre puisse les former, et l'on y suppléait donc par des assemblages.
L'empâture décrit la « jonction de deux pièces de bois qui se croisent en se joignant bien entièrement l'une contre l'autre ». Ainsi l'on dit l'empâture des varangues avec les genoux. C'est aussi l'assemblage des pièces de quille ou autres avec « écart ». L'« écart » est le lieu de la jonction ou réunion de deux bordages préceintes ou autres pièces de charpente employés dans la construction d'un vaisseau; On dit par exemple « écarver » pour réunir deux mâts bout à bout. On préfère quelquefois de nos jours le terme d'« enture ».

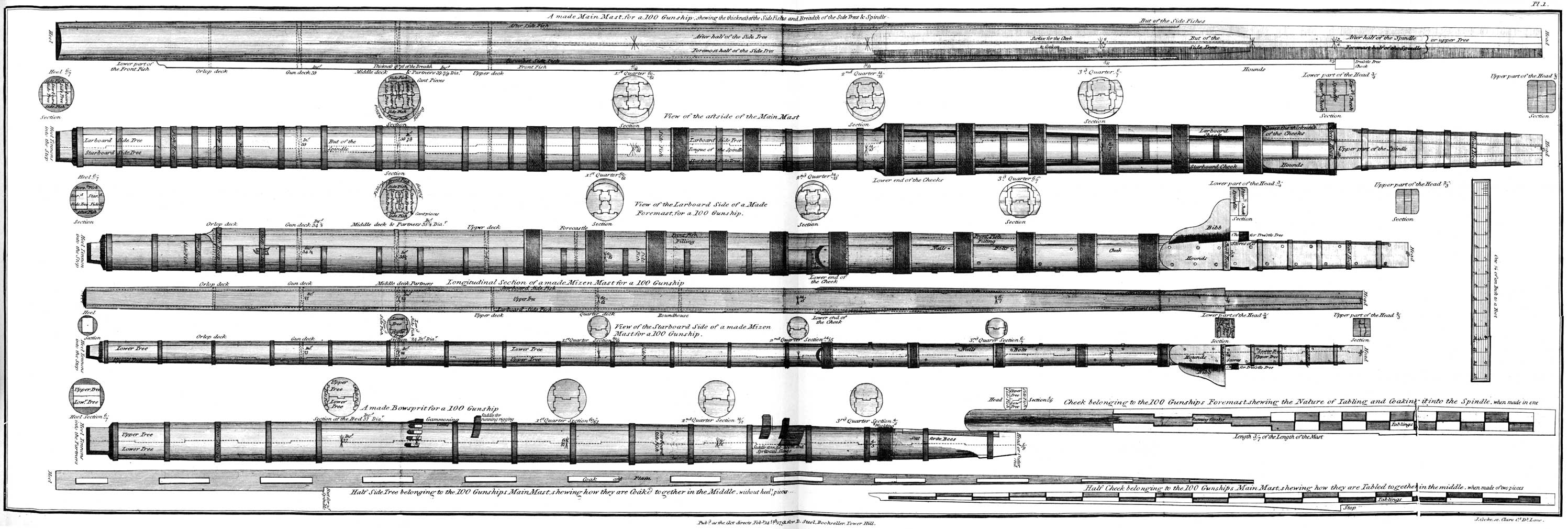
David Steel. The Éléments and Practice of Rigging And Seamanship, 1794. Plate 1. Mast construction, 100 Gunship.

## Essences dans la marine historique
Théophraste renseigne sur l'usage des essences de bois dans la construction navale. Dans le langage poétique, les anciens font usage du nom des essences pour désigner les navires: pour Virgile, pinus devient synonyme de navire; pour Claudien, c'est fagus; pour divers autres poètes, c'est alnus, robur ou quercus et ulmus. Sur l'aire méditerranéenne, le pin (pour les pièces droites et les mâts), le cyprès (cupressus sempervirens, la forme de l'arbre antique n'était pas la forme élancée que l'on connaît aujourd'hui), l'orme (qui pourrit en eau douce), l'érable, le frêne, l’acacia le sapin et le mélèze ont été utilisés.
Aux XVIIe et XVIIIe siècles, les membrures des vaisseaux de la Marine royale française sont généralement en chêne, ainsi que la plus grande partie des bordages. Pour border la carène, on emploie, quelquefois, le hêtre ; et, pour les parties supérieures, le sapin ou autre bois peu pesant. Il est, toutefois, des navires qu'on veut rendre très légers, et qui sont presque entièrement en sapin. Le cèdre est un très bon bois de construction. Le hêtre, le frêne et le sapin servent pour faire des avirons ; l'orme pour les pompes, caisses de poulies, moques, barres, affûts et anspects ; le gaïac pour les réas et rouleaux ; le peuplier pour les sculptures ; le noyer et même l'acajou pour les meubles du bord ; le sureau pour les modèles. Le pin et le sapin donnent d'excellentes pièces de mâture ; les meilleurs pour cet objet sont les bois gras qui viennent de Pologne ou de Russie, et sont, spécialement, nommés bois ou « mâts du Nord ».

### Le chêne pour la coque
En Italie (Quercus peduncolata, Quercus sessiliflora), en France (Quercus robur, Quercus petraea et dans les Pyrénées Quercus ilex), aux États-Unis (Quercus virginiana), au Québec (Quercus alba puis Quercus rubra), au Portugal et en Espagne (selon Fernando Olivera, Quercus suber, Quercus ilex, Quercus coccifera), en Angleterre ou en Russie, la principale matière qui entre dans architecture navale est le chêne.
Jusqu'en 1804, dans la Royal Navy, seuls quatre types de bois sont utilisés dans les membrures des navires du roi : chêne, orme, hêtre et sapin; parmi eux, le chêne était de loin le plus utilisé, et s’il y avait eu suffisamment de chêne, il n’y aurait pas eu de désir d’utiliser d'autre bois; comme le dit John Evelyn (1620-1706) dans Sylva, it is « tough, bending well, strong and not too heavy, nor easily admitting water », (le bois de chêne est résistant, pas trop lourd, se courbe bien et ne laisse pratiquement pas passer l’eau). Mais il ne suffit pas que les navires soient construits en chêne, ce doit être du chêne anglais, de préférence des comtés du sud-est, en particulier du Sussex. La particularité du chêne d’Angleterre est son individualité inhabituelle en matière de forme, relevée par l'historien de marine Robert G. Albion: on peut trouver des chênes sur le continent qui poussent par milliers dans de vastes forêts, avec des troncs presque uniformément droits et minces, pratiquement dépourvus de branches ; par contre, les chênes anglais prennent souvent une grande variété de formes, nécessaires à l'obtention des bois tors; en particulier les chênes rudes poussant dans les haies vives, qui ont suffisamment de place pour développer leurs branches. On suppute que les chênes anglais acquièrent leur résistance particulière par le vacillement constant avec le vent, ce qui leur donne des formes étranges tout en renforçant leur bois. Malgré de nombreux défauts de croissance, le chêne anglais produit du bois admirablement bien adapté aux besoins de la marine. Son principal inconvénient est la lenteur de sa croissance, ce qui exige en matière de politique forestière un siècle de prévision ; mais cette lenteur même de la croissance est très souvent un élément de force du bois. Les premières lois de préservation des chênes adoptées par le Parlement anglais datent du XVIe siècle. Le bois courbe de chêne est par la suite devenu très rare fin XVIIIe siècle à cause de l'arrachage généralisé des haies vives lorsque le maïs a commencé à être cultivé de manière extensive.
Essence dominante en France, le chêne de différentes qualités: dur, tendre et gras. Les bois durs croissent dans les pays méridionaux: notablement, Quercus ilex est un arbre tortu, branchu et de petite taille qui aime les terrains secs et sablonneux aérés, à l'exposition du midi; sa croissance est très lente; son bois est très lourd, dur, et compacte, et sert à faire du rais de roue et des essieux en bois, et on l'emploie aussi en marine, tant en France qu'en Espagne. Les chênes des régions septentrionales sont plus tendres et ceux qui viennent dans des terrains marécageux sont gras; On emploie les bois gras dans la partie submergée des coques car, dans les hauts, ils pourrissent rapidement; les bois du midi sont ceux qui se conservent le mieux à l'air. Les essences de chênes, d'ormes, de châtaigniers ne prospèrent véritablement que dans les terrains secs; Quercus robur et Quercus petraea, tous deux employés en marine, sont les deux seuls à ne pas être essentiellement méditerranéens. Quercus petraea trouve un terrain idéal dans la Forêt de Tronçais plantée par Colbert, et Quercus robur dans la vallée de l'Adour. En Bretagne (Au XIXe siècle) les fournisseurs expérimentés recherchent Quercus robur comme étant moins souvent gras que Quercus petraea.
À partir de la fin XVIIe siècle, une pénurie de bois oblige la marine anglaise à importer du bois provenant de la Baltique ; et à partir de 1806 – le blocus continental instauré par Napoléon Bonaparte– depuis le Canada. En 1865, dans les chantiers navals de Québec, Quercus alba a remplacé Quercus rubra dans la construction des navires, pour les contre-quilles, les bauquières, les barrots et le premier pont. L'orme et le mélèze sont utilisés pour la membrure et le bordé.
Aux États-Unis, Quercus virginiana a été employé et est toujours employé dans les multiples rénovation du USS Constitution ; parce qu'il est dur et résistant, et parce que sa teneur élevée en tanin le rend résistant à la pourriture sèche; il est si dense qu’il s’enfonce dans l’eau douce. Le USS Constitution oppose aux boulets britanniques qui rebondissent sur sa muraille une résistance indéfectible qui lui vaut le surnom d’Old Ironsides. La U.S.Navy possède toujours de vastes forêts de live-oak et certains arbres sont déjà réservés à l’usage exclusif des multiples restaurations du USS Constitution.
En raison de la présence d'acide tannique dans le bois de chêne, les fixations en fer dans le chêne ont rapidement rouillé ou se sont corrodées, les parties en chêne ont donc été fixées avec des boulons en cuivre ou en zinc.

### Le pin pour la mâture
Aux XVIIe et XVIIIe siècles, les mâts des marines d'Europe venaient essentiellement de la Baltique et de la Norvège, et lorsque l'Angleterre soutiendra le commerce avec ses colonies début XVIIIe siècle, d'Amérique du Nord vers l'Angleterre. Ils venaient aussi pour la Hollande de la Forêt-Noire via le Rhin.
Les « mâts du Nord », ont un grain fin et serré, des fibres rapprochées, la substance résineuse est abondante et distribuée par couches régulières, ils ont une longue durée de vie; souvent plus de trente ans. Cette qualité supérieure s'achetait autrefois à Riga. « Les pins qu’on emploie pour la mâture des vaisseaux, ont quelquefois leur bois si chargé de résine, qu’on peut apercevoir la lumière du soleil au travers d’une planche qui aurait près d’un demi-pouce d'épaisseur; et dans les pays abondants en pins, les paysans s'éclairent la nuit avec des copeaux de pin qui brûlent comme des flambeaux ».
Dans la marine hollandaise, du temps de Nicolaes Witsen le pin était également utilisé pour la coque des navires de commerce; plus léger que le chêne, les navires fabriqués dans ce matériau étaient plus haut sur l'eau, ce qui leur permettait d'emporter aussi plus de chargement; le bois de pin était plus difficile à cintrer. Il n'était pas assez résistant pour autoriser son utilisation dans les navires de guerre, à l'extérieur comme à l'intérieur, où sur tout autre navire exposé aux chocs. Dans la marine suédoise le pin est principalement travaillé pour les pièces peu courbes de la membrure, les bordages et la mâture. Aussi droit que le sapin, il est moins putrescible et acquiert les mêmes dimensions. Le sapin a un bois blanchâtre d'un grain plus fin on le préfère pour les boiseries parce qu'il devient plus lisse sous le rabot que le bois du pin. À défaut de ce dernier on l'emploie en marine pour faire des vergues et des épars.
Plusieurs variétés de pin sont utilisées dans la construction navale en Russie: le pin jaune, poussant dans le centre de la Russie. En raison de sa légèreté, de sa résistance, de sa ténacité et de son élasticité, il va principalement aux mâts; Le pin rouge (minerai) pousse dans la bande nord de la Russie, dans des endroits secs et élevés. Il est utilisé sur les bordés et sur les ponts; le pin blanc (mendovaia) pousse dans les endroits marécageux et inondés. Il est utilisé pour des travaux temporaires qui ne nécessitent pas de force et de résistance particulières. Le mélèze qui pousse dans le nord de la Russie a une solidité est plus grande que celle d'un pin; il ne subit pas les attaques des vers, résiste plus longtemps à la pourriture et s'enflamme plus difficilement que les autres essence. Dans les navires en bois, il remplace parfois le chêne dans les parties droites de la coque du navire: quille, baux, etc. L'acacia pousse dans le sud de la Russie; il est principalement utilisé pour la production de gournables, pour la fixation des bordages.
Les ports qui commercialisent le bois de mâture, commercialisent aussi le goudron de pin, fabriqué à partir de cette même résine, indispensable pour le calfatage. Ces produits sont nommés collectivement « munitions de marine » (Navale stores – mâts, vergues et beauprés, brai, goudron et térébenthine). On évite d'employer les mêmes arbres, pour le gemmage et pour la mâture. Les bois dont on a extrait complètement la résine par le gemmage à mort, comme cela se pratique dans les Landes devient cassant et donne des mâts de qualité inférieure.
En 1640, la production de mât en pin blanc devient la première industrie majeure de la Nouvelle-Angleterre.

### Le teck
D'après Pline, Ptolémée et le Périple de la mer Erythrée, la côte du Kanara, comme le Malabar et le Konkan, était du temps de la Rome antique, déjà le lieu d'un commerce maritime, aussi de bois: santal, teck, blackwood et ébène. Le teck de la côte ouest de l'Inde était recherché et largement utilisé pour la construction navale, notamment dans le golfe Persique. Les Portugais après la conquête de Goa, se servirent abondamment du teck local pour la construction navale jusqu'à l'arrivée des Anglais en 1799. Les premiers traités de marine portugais renseignent sur son usage.
Le teck, du tamoul tēkku (தேக்கு), bois notablement imputrescible comparativement au chêne et à tout autre bois employé dans la marine, se révèle indispensable pour la construction navale, surtout dans les eaux tropicales présentant des conditions d'humidité et de chaleur propices à la pourriture. Le teck va être l'objet de la prédation des marines coloniales : sur la Côte de Kanara en Inde par les Britanniques, en Birmanie après la Première guerre anglo-birmane (en) ; en Indonésie par la VOC néerlandaise, particulièrement à Java à partir de 1620. À Java, un système de travail forcé, le Blandong, est instauré début XVIIIe siècle pour l'extraire des forêts jusqu’aux chantiers de marine. Le teck fournit les chantiers de construction locaux, ce n'est que plus tard au XIXe siècle que l'on fera venir du teck en Europe. Le teck a entre autres avantages celui d’être inatteignable par la pourriture sèche, qui détruit les marines européennes ; d'autre part il ne corrode pas les fixations en fer, ce que les tanins inclus dans le chêne réalisent. Le teck donne suffisamment d'assurance pour qu'on recommande au XIXe siècle de le mettre en œuvre « verd »,.

### Autres essences tropicales
Eusideroxylon zwageri est toujours employé pour la construction des pinisi indonésiennes.
L'épave du San Diego, galion marchand construit à Cebu, la plus grande île des Philippines, rapidement aménagé à Cavite pour affronter les Hollandais le 10 décembre 1600, date où il sombre dans les eaux de la Baie de Manille, renseigne sur les habitudes de constructions locales des Espagnols. Les prélèvement de bois sur l'épave ont permis d'identifier six essences locales de bois, toujours employées aujourd'hui dans la construction des navires parmi lesquelles Calophyllum inophyllum, appelé Bitaog dans les Philippines, employé pour la quille et la membrure, et Dipterocarpus grandiflorus, l’Apitong.
En Malaisie au XIXe siècle, on fait commerce pour la marine de bintangore, tchingal marah, tchingal puti (mâts et espars), pénagra (courbes), krangie, marabou, dadarou, jumpeknis, bougas.
Swietenia macrophylla a probablement été utilisé par la marine espagnole dans ses possessions américaines. Le HMS Erebus de 1826 et le HMS Terror de 1813 étaient tous deux construits en acajou. Chlorocardium rodiei en Amérique du Sud a été employé de même que Mora excelsa.
Juniperus bermudiana, le genévrier des Bermudes, a fait la réputation des navires construits dans les Bermudes (Bermuda sloop (en)). HMS Bermuda (1805) (en), le navire négrier Barton, de 1801 (en) et le bien connu HMS Pickle de 1800 étaient en cèdre des Bermudes.
El Realejo devient le port le plus important du Nicaragua. Sont exploités cedro (Cedrela), Caoba (Swietenia), guácimo (Guazumo), modern negro (Gliricidia sepium), palo cuadrado (Macrocnemum glabresceus), et sapodilla (Achras sapota), fameux pour sa résistance aux teredos.
En Afrique du Sud, le Stinkwood (Ocotea bullata), l ’Outeniqua yellowwood (Afrocarpus falcatus) et le Real Yellowwood (Podocarpus latifolius) seront utilisés.
L'acajou pousse aux Antilles et en Amérique centrale (acajou hondurien). Le second est plus fort, le premier est plus beau, il est utilisé pour la finition des bateaux des yachts impériaux russes et pour le bordé des bateaux démineurs (Минный катер (ru)).

### Autres essences européennes
Nombreuses essences sont utilisées en construction traditionnelle comme le robinier, le châtaignier , l'orme, le frêne, le mélèze.
Le mélèze, Sapins épicea pour la mâture, mats et espars, pont et bordés
Le cèdre et le hêtre pour les bordés, le Robinier et châtaignier pour les couples de par leur flexibilité lors du travail du bois sous étuve.
L'orme pour la quille et varangues.
Le frêne pour les avirons.

### Période de coupe
Duhamel assure que dans le royaume de Naples et en plusieurs endroits d'Italie, en Catalogne aussi et dans le Roussillon, la coupe se faisait en juillet et en août. Dans d'autres pays d'après ce même auteur, la coupe se faisait à n'importe quelle période de l'année. Une forte tradition hivernale se développe dans certains pays septentrionaux, particulièrement en France et en Angleterre; ce qui peut simplement s'expliquer, dans un monde longtemps essentiellement agricole : le bûcheronnage était une activité de morte-saison, pratiquée par des agriculteurs, ou par des bûcherons professionnels qui louaient leurs bras dans les champs en été. L'hiver avait une emprise beaucoup plus grande sur les terres et sur les eaux qu'il ne l'a à notre époque; le Petit Âge glaciaire qui s'installe du XIVe siècle et dure jusqu'au XIXe siècle englobe une bonne partie de l'épopée navale européenne. Le débardage et le charroyage des grumes était facilité sur des rivières et des terres gelées (le gel peut multiplier par 8 ou 10 la portance du sol); le transport par flottage généralisé en Europe et en Amérique du Nord jusque dans les années 1950 se faisait à la débâcle et lorsque les rivières sont grossies de l'eau de fonte. Les besoins de la manutention des grumes ne circonscrivent pas de manière rigide la période où les grumes devaient être abattues. Les grumes finalement pouvaient être stockées dès l'été, mais cela ne pouvait se faire qu'à la condition que les grumes puissent être stockées de manière sure; à l'abri des attaques des insectes et des champignons, ce qui ne peut se faire autrement qu'à des températures inférieures à 0 °C, ou immergées dans l'eau, l'abattage se faisait donc en période hivernale. Un facteur qui ne peut être négligé tient au rapport que l'homme entretient avec le « règne végétal », qui a fini quelquefois par ritualiser les pratiques d'abattage : sauf pour les arbres sempervirents l'arbre en hiver finalement prend toutes les apparences de la mort.
La question de l’« abattage hors sève », est un thème éculé, qui puise à l'idée ancienne et erronée que la sève, considérée comme un obstacle à la conservation du bois (une fois l'arbre abattu), se réfugie dans les racines le temps de l'hiver. Ce premier modèle de circulation végétale n'est plus d'actualité début XVIIe siècle lorsque l'hypothèse dominante se calque sur les travaux de William Harvey, qui a établi et fait la démonstration de la circulation sanguine générale (de Motu Cordis, 1628). Les botanistes déduisent des travaux de Harvey qu’il existe chez les plantes une circulation de la sève analogue à la circulation du sang chez les animaux: la sève irait ascendante à l'intérieur du tronc ou de la tige, et descendante à la périphérie du tronc. L'exploitation hivernale des arbres désormais se fonderait sur l'axiome unique corrigé: « Pendant l'hiver, alors que la végétation est engourdie les arbres contiennent moins de sève qu'à toute autre saison. ». Stephen Hales (1677-1761), un élève d'Isaac Newton, dans sa Statique des végétaux est le premier à étudier expérimentalement le mouvement de l'eau dans la plante, ajoutant à la pression racinaire qui est déjà connue, la transpiration des feuilles comme moteur de la sève brute. Duhamel du Monceau (1700-1782) dans La Physique des arbres de 1763, se place en vulgarisateur de Hales, mène aussi différentes expériences sur la qualité des bois relativement à leur période d'abattage, et écorne au passage les traditions en vigueur. Il trouve qu'il y a au moins autant de sève dans les arbres en hiver qu'en été. Rumford lui-même arrive par ses propres expériences à la conclusion que la sève est en quantité moins importante en été, et il la trouve si étrange, cette observation heurte tellement les opinions reçues, qu'il n'en tient pas compte et préfère l'« attribuer à quelque circonstance fortuite et exceptionnelle ». Pour justifier l'exploitation des arbres en hiver nous dit en 1863, Antoine-Auguste Mathieu, inspecteur des forêts, « il ne convient donc pas d'invoquer une moindre teneur en sève, puisque c'est l'inverse qui a lieu, il faut s'appuyer sur la qualité différente de cette substance », etc.. L'épopée de la marine en bois arrive sur son déclin. La compréhension transport de l'eau dans les plantes, ne se fera véritablement qu'à partir du début du XXe siècle. Peu importe la théorie en vigueur, le constructeur de navire, le savant ou même l'exploitant forestier, se mue souvent en augure ou en Pythie, et détermine l’abattage hivernal de même que la lunaison, pour obtenir des bois imputrescibles et résistants.
Parmi les anciens, Hésiode, Théophraste, Pline et Columelle préconisaient l'hiver, Caton la fin de l'été, et Vitruve l'automne comme la période la plus propice à l'abattage des arbres.
Tous les chantiers navals anglais préféraient le chêne abattu en hiver pour les navires de guerre, et les raisons données par les savants pour expliquer sa supériorité étaient souvent égales à celles données par les hommes de terrain pour expliquer leur préférence. Ce problème est constamment au premier plan jusqu'à la période de fer. Les partisans de la supériorité de l'abattage hivernal accordent par exemple un grand poids à l'utilisation supposée du chêne d'hiver dans le HMS Sovereign of the Seas construit très lentement de 1635 à 1637, avec du bois du nord de l'Angleterre, supposé par Pepys et d'autres avoir été écorcé et abattu en hiver. Robert Plot cinquante ans après, trouve les bois toujours sains et si durs qu'un clou peut à peine y être enfoncé. Le fait est nous dit l'Encyclopaedia Britannica, qu'il a été reconstruit une demi-douzaine de fois, et que le seul bois ancien et original resté se trouve dans la partie la plus basse de sa coque, toujours immergé dans l'eau salée à l'extérieur, et lavé avec l'eau de cale à l'intérieur. Préservé de cette manière des attaques fongiques, le bois de cette partie, lorsqu'il est brisé, est parfaitement sain mais assez noir, ayant l'apparence d'un bois carbonisé.
Le HMS Achilles (1757) (en), construit avec le bois d'arbres abattus hiver 1757, est encore sain vingt ans après sa construction; on constate en 1784 qu'il a besoin de réparations considérables, mais aucune guerre n'étant en vue, il est démoli. En 1775, comme il y a une accumulation suffisante de bois abattu dans son écorce en hiver dans le chantier naval de Chatham, un essai est réalisé dans la construction du Montague, lancé en 1775 puis désarmé en ordinaire; il subit de petites réparations en 1782 et 1790, et n'est pas remis en service avant 1793: il obtient une autre petite réparation en 1795, et est remis en état nécessitant une grosse réparation en 1800; il est démonté en 1808. Ce n'est pas un mauvais score, mais qui ne prouve rien, d'autant plus que le bois a été mis en œuvre bien sec. Le sloop HMS Hawk lancé en 1793 est une expérience beaucoup plus intéressante : construit pour moitié en chêne écorcé printemps 1787 et abattu automne 1790, pour l'autre moitié abattue début printemps, tous bois provenant du même domaine; il est dix ans plus tard, dans un tel état de décomposition qu'il est démonté; et l'examen monte que les deux moitiés sont pourries de la même manière. Un rapport produit début XIXe siècle par l'Amirauté anglaise sur l'état des forêts anglaises, insiste encore et toujours sur l’importance du moment de l'abattage sur la durabilité du bois.

L'abattage hivernal est une pratique invariable jusqu'à la première année du règne de Jacques Ier Stuart en 1604, qui entérine l'abattage hivernal, mais aussi, pour encourager le tannage, interdit d'abattre entre le 1er avril et le 30 juin (sous peine de confiscation des arbres, ou de doubler leur valeur monétaire, à l'exception du bois qui était nécessaire pour les navires, les moulins et les maisons appartenant au roi). L'industrie du tan impose d'exploiter les arbres au printemps, lorsque l'écorce ne s'est pas encore lignifiée, ce qui place les tanneurs dans leur pratique, en concurrence directe avec les constructeurs en bois. Samuel Pepys invite Robert Plot à écrire un discours pour l'édification de Sa Majesté, touchant au sujet de la meilleure saison pour l'abattage du bois. Plot recommande d'écorcer le bois au printemps et de laisser le tronc dénudé exposé aux éléments tout l'été: 

« It is found by long Experience, that the Trunk and Body of the Trees, when barked in the Spring, and left standing, naked, all the Summer exposed to the Sun and Wind, are so dried and hardened, that the Sappy Part in a Manner becomes as firm and durable as the Heart itself. »

 On choisit Bushey Park pour expérimenter les dires de Plot, mais l'expérience est abandonnée lorsque le roi est déposé l'année suivante. Les autorités de Portsmouth en 1717 offrent même une prime de 5 pour cent au prix du chêne abattu en hiver, pour compenser la perte de l'écorce. En 1808, alors que le prix du tan atteint des sommets, l'acte de Jacques est abrogé : John Burridge auteur d'un traité sur la pourriture sèche (Naval dry rot) en 1824 associe la prolifération de pourriture sèche à la nouvelle pratique qui consiste à de plus en plus couper les arbres au moment de l'écorçage (et il propose une alternative à cette pratique). Selon le Quarterly Review, début XIXe siècle la quantité de bois coupé en hiver fournie aux chantiers de construction ne formerait que 5% de l'approvisionnement total en bois.

En France, Colbert fait allusion plus d'une fois à la période la plus favorable pour l'abattage des arbres : octobre, novembre, décembre et non l'été. Le 29 juillet 1679, Colbert écrit à l'intendant de Lyon au sujet de l'époque des coupes:

« Vous m'avez cy-devant écrit que le meilleur temps pour la coupe des arbres estoit dans le décours des lunes de janvier, février et mars. Je suis surpris donc que vous ayez fait abattre dans le décours de cette dernière lune quelques pieds d'arbres vu qu'il est à craindre que les pièces qui en proviendront ne se gastent, ainsy qu'il est arrivé à celles qui ont eslé cy-devant coupées en cette saison. »

— Colbert, Dép. conc. de la mar. fol.408.
L'ordonnance de 1669, rédigée sous l’impulsion de Colbert article 40, au titre de « Assiette Balivage », défend de couper les bois de futaies et taillis, après le 1er avril de chacune année. L'usage et la commune observance, sans qu'il ait rien d'écrit, veut que la coupe des arbres se fasse du 1er octobre, jusqu'au dernier avril, soit sept mois. L'article 7 du titre II du livre 23 de l'ordonnance pour les armées navales & arsenaux de marine du 15 avril 1689 explicitement fait défenses d'abattre les bois en temps de sève. Buffon en 1738 recommanda que les arbres ne soient pas abattus avant la troisième année après l'écorçage.

### Défauts, qualités et caractérisation des bois
Le bois utilisé dans la marine devait satisfaire, en plus des exigences habituelles du bois, à des exigences de forme, résistance, poids et élasticité (les deux dernières conditions s'appliquaient aux mâts). Fondamentalement, le principal discriminant se faisait entre les bois aptes à résister au contact de l'eau (donc le bordé et la quille, presque toujours en chêne) et le reste, ce qui pouvait permettre de multiples solutions. Toutes les grandes marines européennes, de la mer du Nord à la Méditerranée, attribuaient un rôle dominant aux essences de chêne, mais il ne fallait pas penser à des distinctions trop rigides: l'utilisation de conifères comme bordage, compte tenu de la bonne résistance de nombreuses essences de bois à une immersion prolongée dans l'eau de mer, est aussi documentée. Le problème principal était celui de la résistance des bois à une forte altération due surtout à l'attaque des mollusques, crustacés et champignons, parmi les plus importants les teredini, particulièrement les limnoria. Déjà connus des Grecs et des Romains, les teredini étaient considérés comme un problème sérieux en raison de leur capacité à construire de nombreux galeries, qui compromettent totalement la stabilité des structures en bois. La résistance aux agressions, était liée non seulement à la durabilité intrinsèque des essences de bois adoptées, mais aussi à la salinité, à la température de l'eau et à l'ensoleillement, qui déterminait des écarts importants dans la pérennité des bateaux naviguant dans les zones tropicales, en Méditerranée ou dans le mers du Nord.
Les jeunes bois de chênes étaient recherchés en France, mais ils ne fournissaient pas les échantillons nécessaires pour les constructions considérables, ce qui nécessitait d'employer de vieux bois, et quelquefois des bois sur le retour; aussi arrivait-il souvent que pour les pièces de grandes dimensions – lisse d'hourdi, étambot, pièces d'étrave ou de quilles – très peu de celles qui arrivaient sur le chantier pouvaient être effectivement utilisés: on ne leur trouvait aucun vice apparent mais quand on les travaillait, on y découvrait des veines que l'on sondait et la pièce se déclarait « pourrie au cœur ». Cela rendait la construction des vaisseaux de premier rang difficile à estimer. La quantité de pièces qu'il fallait assembler était d'autant plus grande que les bois fournissaient moins de longueur, qu'il fallait multiplier les membrures, ce qui rendait les coques extrêmement pesantes. Les principaux défauts des bois étaient des nœuds pourris ou qui tendaient à propager la pourriture, des branches qui, cassées ou endommagées, donnaient voie à l'eau qui gâtaient le bois, des gélivures. On faisait un examen sérieux, au moyen de la tarière, de la hache, de l'herminette ou du ciseau; si la pièce se nettoyait, si la pourriture ne s'était pas propagée, elle pouvait être de service. Le bois roulé était un bois dont les cernes de croissance étaient séparées et ne faisaient pas corps, un arbre qui pendant qu'il était en sève, était extrêmement battu et fatigué par les vents, de manière que les cernes de croissance de chaque année n'avaient pas fait corps les uns avec les autres; ce bois sans force n'était pas bon à être débité. Les bois des pays méridionaux étaient sujets à se gercer, se fendre, « mais comme cela provenait de la force du bois, cela avait peu d'inconvénients »; on contenait la pièce à l'endroit de ces gerçures, avec des liens ou étriers de fer; extérieurement elle se calfatait fort bien. L'aubier était nettoyé.
On utilisait des bois de réaction qui se forment typiquement dans les portions de tiges penchées ou courbées et dans les branches; le végétal s’efforce de reprendre une position normale en « réagissant »; il en résulte des caractères anatomiques plus ou moins distinctifs; pour les dicotylédones du bois de tension et pour les conifères du bois de compression.
Les bois étaient dits flottants ou fondriers, selon qu'ils avaient, d'eux-mêmes, la propriété de se tenir sur l'eau, ou celle de couler au fond, selon que leur pesanteur spécifique ou densité était moindre ou plus grande, à volume égal, que celle de l'eau; ainsi, celle-ci étant exprimée par 1, la densité du chêne tourne aussi autour de 1. La densité du chêne souvent proche à supérieur de celle de l'eau était critique, beaucoup de chênes flottés terminaient leur voyage au fond de la rivière.
La principale cause de la perte des vaisseaux provenait de défectuosités ou d'accidents de mâture. En accord avec Nicolas Arnoul, intendant de marine à Toulon, Colbert convint d'enquêter pour chaque vaisseau, la provenance, les saisons d'abattage, l'âge, la couleur de leurs bois, les qualités et les défauts des mâts des navires en état de naviguer ; ces investigations durent également porter sur les mâts rompus depuis deux ou trois ans et devaient permettre de tirer des conclusions de la comparaison des bois tirés des Pyrénées avec les bois du Nord.

## Chantiers historiques

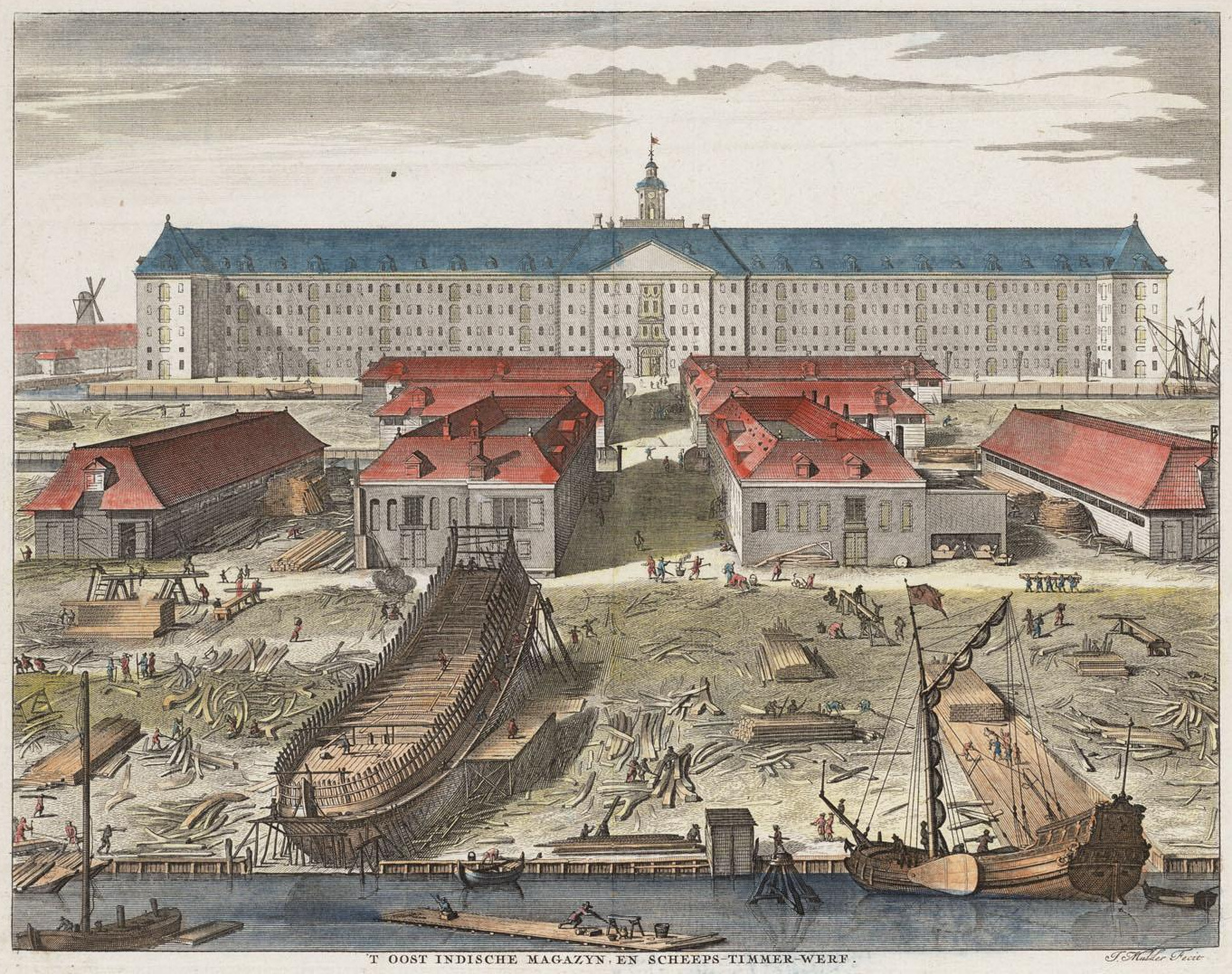
Joseph Mulder - Vue sur l'Oost-Indisch Magazijn à Amsterdam (Oostenburg). 1726.

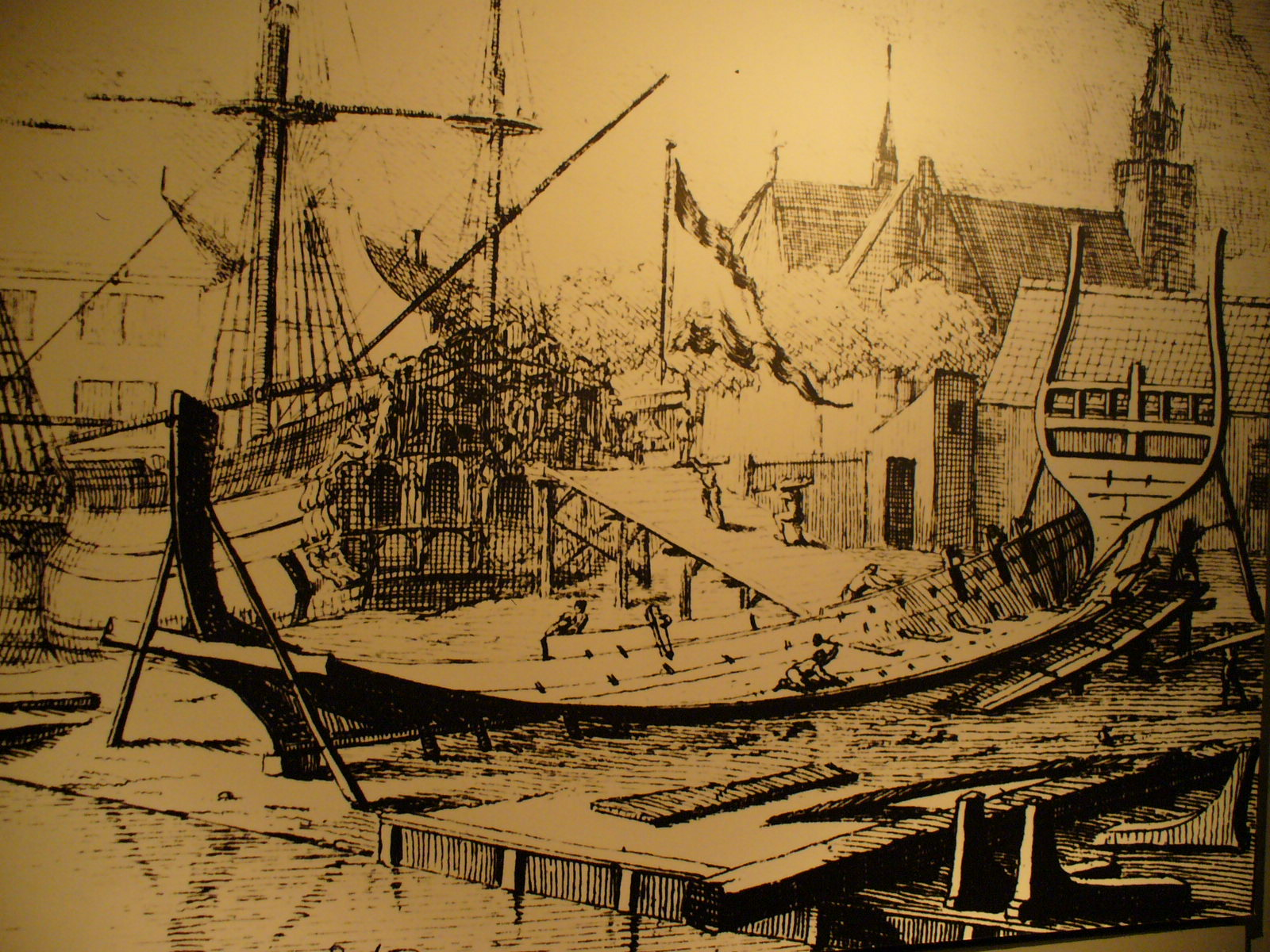
Construction d'un navire, vers. 1700, Sieuwert van der Meulen, 1690 - 1710

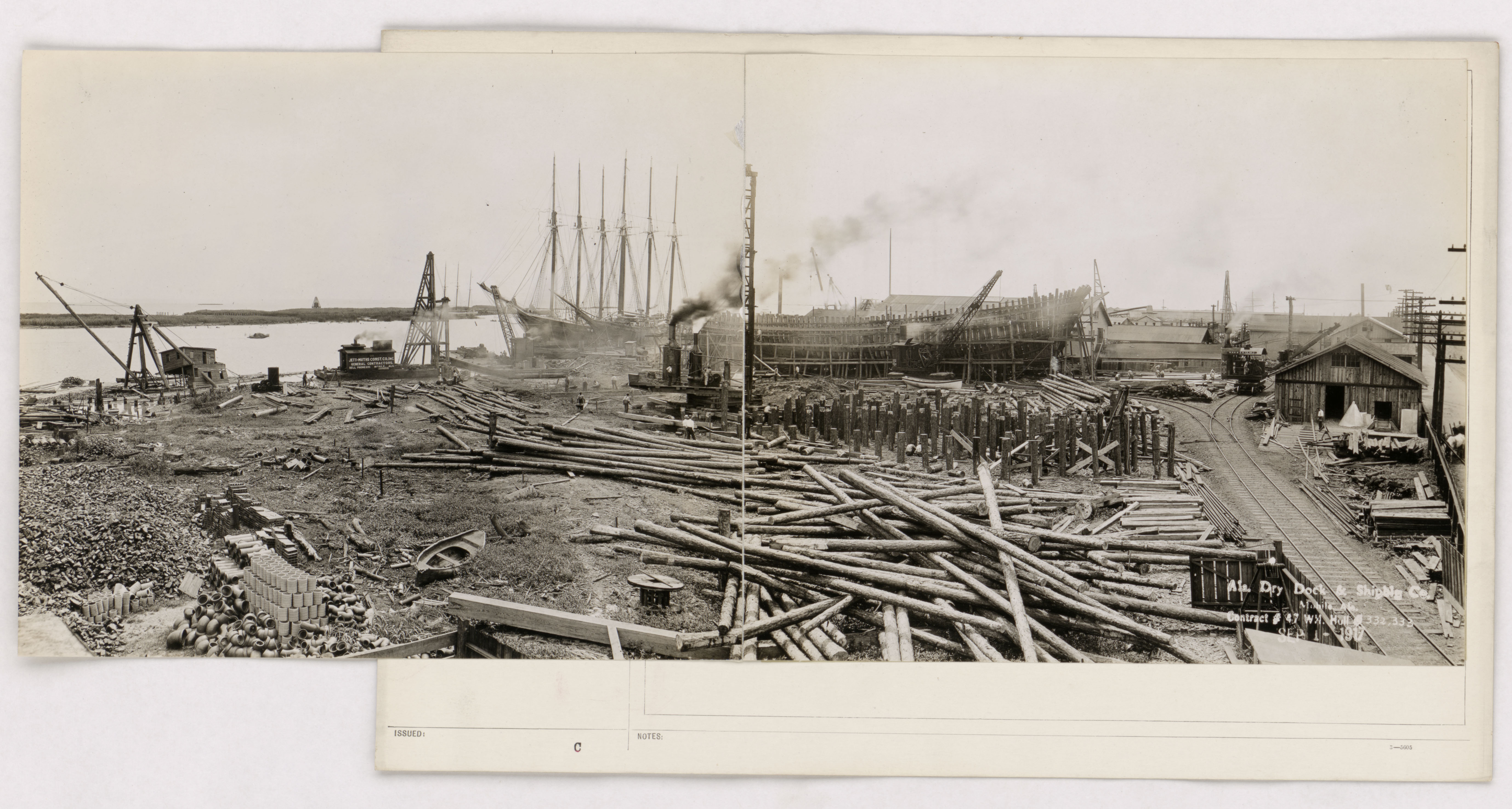
Chantier naval bois - Alabama Drydock et Shipbuilding Co. Goélette de 500 tonnes en construction

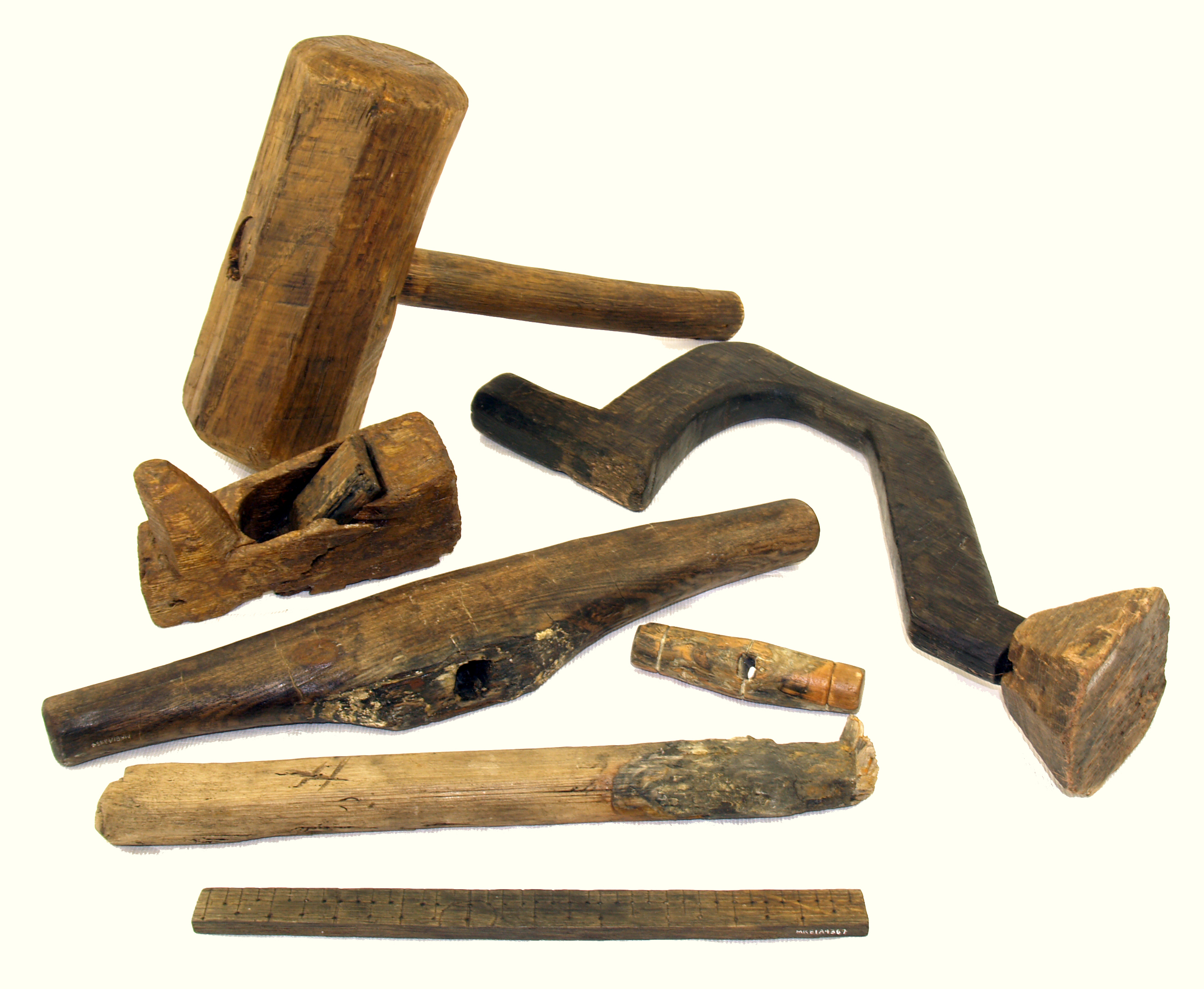
Outils de charpenterie trouvés sur la carack Mary Rose, coulé en 1545, récupérée en 1982

Conversion, depuis le système d'unité de l'ancien régime: 1 pied= 0,325 m, 1 pouce= 2,71 cm
Le chantier d'un vaisseau commence par l'établissement de la quille sur les tins. Les pièces de la quille ont ordinairement entre 30 pieds (9,75 m) et 40 pieds (13 m), et leur équarrissage est de 20 pouces (54,2 cm) sur 18 pouces (48,8 cm), ou 17 pouces (46,1 cm) sur 16 pouces (43,4 cm), ou 16 pouces sur 15 pouces (40,65 cm), ou 15 pouces sur 14 pouces (37,94 cm), suivant la force des bâtiments pour lesquels on les destine. La coque détermine la forme du navire. Sont ajustés le brion, à l'étrave ; et à la poupe l'étambot. Le brion est lié et chevillé avec la quille et avec l'étrave par des « empâtures » semblables à celles des pièces de la quille.

L'étambot pièce verticale qui porte le gouvernail et soutient l'arcasse, charpente de l'arrière du vaisseau, est assemblé par terre; on l'élève ensuite comme pour l'étrave au moyen de bigues sur l'extrémité arrière de la quille ou talon et on l'étaie également avec des accores (pièce de soutien). On renforce ensuite la structure en l'état via la contre-quille, la contre-étrave et le contre-étambot; ce dernier reçoit encore la courbe d'étambot qui réunit l'étambot à la quille.

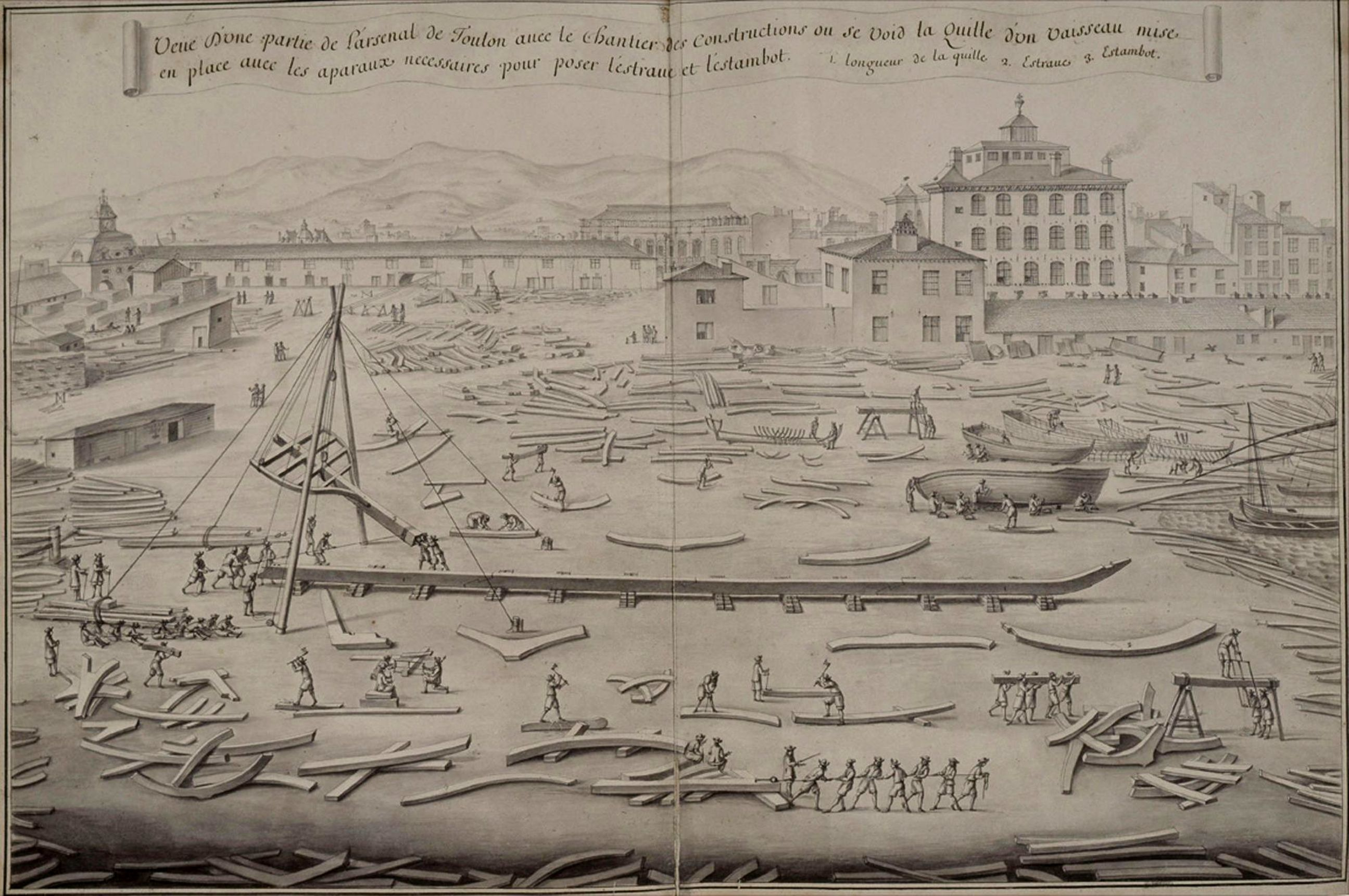
L'arsenal de Toulon vers 1670. Une quille sur ses tins, prolongée à la proue par le brion ou ringeot, mise en place de la poupe (étambot et arcasse) au moyen d'une chèvre à haubans (bigues et apparaux). L'étrave gît à proximité de la proue.

On façonne et assemble par terre les couples de levée qu'on les élève les uns après les autres sur la quille et la contre quille; au moyen de bigues, on les fixe à leur juste place, et on les soutient par des accores, puis on les relie les uns aux autres par des lisses de construction, pièces de bois flexibles horizontalement disposées et qui servent à guider le travail des couples de remplissage; à cet effet on place autour du vaisseau des montants, avec leurs traversins, pour les échafaudages nécessaires aux ouvriers. Telles sont les premières opérations de la mise en construction d'un bâtiment; lorsque les couples sont en place, le vaisseau qui consiste en sa carcasse est « selon le langage des marins », « en bois tors ». On perce alors les trous pour les gournables dans l’étrave, l’étambot, et la quille.
La construction d'un navire se fait selon l’Encyclopédie en 122 étapes,.
La construction navale autorise une préfabrication poussée aussi, mais rarement en série. La coque consiste finalement en un grand mécano dont le montage a pu faire l'objet de démonstrations publiques; à Venise le 15 juillet 1574, une galea sottile est rapidement construites devant le roi Henri III de France, le temps d'une collation, expérience renouvelée dans les années 1670 par Colbert qui se désolait du peu d'intérêt que Louis XIV pour sa marine, à Marseille, Rochefort, Brest et Toulon. L'Arsenal de Venise, plus grand complexe industriel au monde de l'époque, a développé un système original de travail quasi à la chaîne. L'opération de construction qui se déroule à Marseille, le 10 novembre 1678, finalement se fait en en présence de Jean-Baptiste Colbert de Seignelay et du général des galères le duc de Vivonne, Louis Victor de Rochechouart de Mortemart: un montage à blanc et démontage, et un stockage à l'envers des pièces est effectué et le remontage de la galère, impliquant la totalité du personnel de l'arsenal, soit plus d'un millier de personnes répartis en équipes sur une période de 24 heures. Le montage s'est effectué à partir de l'ensemble « quille, étrave, étambot » déjà en place dans tous les arsenaux, travail particulièrement délicat qui conditionne tout ce qui suit, y compris l'existence du futur navire et incompatibles avec la rapidité d'exécution.

## Agents de dégradation du bois
Les agents de dégradation du bois sont les facteurs abiotiques ou biotiques qui vont conduire au vieillissement ou à la destruction du bois. Parmi les facteurs biotiques, les champignons et les insectes sont inactifs à une température ambiante inférieure à 0 °C; ou lorsque le bois est gorgé d'eau, avec une faible teneur en oxygène, ce qui constitue la condition principale des bois enclavés, ou des œuvres vives. Pour une faible teneur en oxygène les bactéries sont reines mais leur action limitée. La principale cause de dégradation des bois en milieu immergé marin, ce sont les tarets, vers marins ou plutôt des mollusques acéphalés qui creusent dans les bois de longs canaux longitudinaux dans lesquels ils se logent; par leur multiplicité et la rapidité de leur développement, ils détruisent en peu de temps les bois du plus fort échantillon; ils sont la cause principale de la destruction des bois immergés dans la mer. Pour le reste, les bois vont être exposés au soleil, à des vents laminaires, à des alternances de sécheresse et d'humidité, à des sollicitations mécaniques violentes, qui immanquablement mèneront le navire à sa ruine: tous les bois sont plus ou moins sujets à la pourriture, qui finit par altérer et désagréger plus ou moins profondément les différentes parties du navire; les matériaux qui les composent seraient-ils restés intacts, arrivées à un certain degré, l'altération du chevillage, la déliaison de la charpente qui en est la conséquence, rendent un bâtiment tout à fait innavigable. Arrivé à ce terme le navire peut recevoir refonte, mais plus souvent il est démoli, pour tirer parti des matériaux de réemploi. Le cycle de vie d'un navire en bois est généralement de quinze ans.

### Pourriture sèche
En 1810, le HMS Queen Charlotte (1810) fût lancé à Deptford quand on constata qu'il était atteint de dry rot. Dans la foulée, un traité – A Treatise on the Dry Rot – est publié en 1810 et traduit en français. La pourriture sèche, en anglais dry rot est une expression du XIXe siècle qui décrit généralement ce qu'on appelle désormais « pourriture brune » ou « pourriture cubique », résultat dévastateur de la bien-connue mérule pleureuse. Le terme « sec » a été utilisé en raison de la masse friable restante et du fait qu'il n'était généralement pas admis que la pourriture avait été causée par l'eau, bien qu'il ait été reconnu qu'elle avait été exacerbée par des situations confinées, chaudes et humides,. On parlait alors de « fermentation interne » ou de « combustion lente » dans laquelle intervenaient la sève, le ligneux et la cellulose. Le champignon de la pourriture sèche ('dry-rot fungus') était identifié. Toutefois la concordance invariable de la présence de boletus lacrymans, la mérule pleureuse, et du développement de la pourriture faisaient hésiter l'observateur: était-il la cause de la pourriture, ou sa conséquence? Cette désignation malheureuse induisit en erreur de nombreuses personnes, en leur faisant croire que le bois pourrirait à sec; et longtemps les précautions adéquates pour prévenir la pourriture furent ignorées, à supposer qu'elles auraient été efficaces. Fin XIXe siècle cette idée était corrigée.
La caractéristique des champignons de la pourriture brune, est que le bois en décomposition est de couleur marron (les expressions de « bois cannelle » et « tabac d'Espagne » sont les autres noms anciens de la pourriture sèche.) et présente des fissures ressemblant à des briques, dues au motif irrégulier de décomposition, qui provoque la scission du bois le long de lignes de faiblesse. Le terme « pourriture brune » (brown rot) fait référence à la couleur caractéristique du bois en décomposition, car la plus grande part de la cellulose et des hémicelluloses est dégradée, laissant la lignine plus ou moins intacte sous la forme d’un cadre brun modifié chimiquement. Les champignons responsables de la pourriture brune dégradent la cellulose par un processus d'oxydation, impliquant la production de peroxyde d'hydrogène lors de la décomposition des hémicelluloses. Étant une petite molécule, le peroxyde d'hydrogène peut se diffuser à travers les parois des cellules ligneuses pour provoquer une dégradation généralisée.
L'origine et la propagation de la pourriture sèche ont été attribuées à différentes époques à l'utilisation de bois non séché, à l'utilisation de certains bois étrangers, à une mauvaise construction et au manque de ventilation. Bien que parfois tous ces facteurs aient pu contribuer au problème, les causes les plus évidentes de pourriture pouvaient selon Samuel Pepys être réduites à deux: le bois non séché et le manque de ventilation; le manque de ventilation était dû à une construction défectueuse. La mauvaise réputation du bois étranger découlait d'un mauvais séchage; il était souvent flotté dans les rivières puis immédiatement chargé dans les cales des navires, une combinaison de facteurs idéale pour les attaques fongiques; les grumes étaient parfois couvertes de sporophores avant d’atteindre les chantiers navals. Le bois d'origine étrangère d'autre-part n'était en règle générale utilisé que dans les situations d'urgence, pour lesquelles il n'y avait « aucune possibilité de les sécher » pendant la période requise; il n'était aussi utilisé que pour la réparation de vieux navires pour lesquels l'inévitable ruine était presque toujours imputé à l'utilisation de ce bois.
Le flottage du bois comme circonstance de pourrissement des bois est décrite également par Duhamel du Monceau en 1764 pour un convoi de bois de hêtre à destination de la fabrication de rames, en provenance de Lorraine allemande; incorrectement séché avant embarquement le chargement arrive à Marseille superficiellement moisi, surtout là où les pièces se touchent; quelquefois tellement moisi qu'au débarquement les pièces se rompent.

### Détérioration des bâtiments à la mer
Lorsque les bâtiments sont à flot, les différentes parties de leur charpente ne sont pas placées dans les mêmes conditions de conservation, la quille et le bordé de carène toujours immergés sont à peu près à l'abri de la pourriture (Le bois situé au-dessous de la ligne de flottaison de tout bateau en bois doit être au moins partiellement gorgé d'eau après quelques semaines, voire plusieurs mois d'immersion.); le bordé de diminution au contraire soumis à des alternatives de sécheresse et d'humidité y est fort exposé, tandis que les revêtements de l'accastillage bien aérés par l'extérieur sont moins sujets à dégradation, à condition toutefois que leurs joints et leur chevillage soient bien étanches et ne laissent aucun passage à l'eau qui les baigne accidentellement. La charpente des ponts supérieurs ainsi que le bordé des entreponts sont aussi dans de bonnes conditions d'aérage et présentent peu de parties exposées à la pourriture.
Il n'en est pas de même pour la membrure des œuvres vives, celle-ci pénétrée par l'humidité qui provient soit du contact du bordé, soit de suintements inévitables à travers le calfatage, exposée en même temps à l'atmosphère chaude humide et stagnante de la cale, se trouve dans les conditions propices à la pourriture, aussi la membrure de la basse carène entre-t-elle rapidement en décomposition, surtout dans les grands navires où elle est composée de bois de fort échantillon, provenant de très gros arbres, pour la plupart sur le retour et déjà plus ou moins altérés dès l'origine. Le vaigrage de la cale soumis aux mêmes influences est également sujet à être attaqué de la pourriture. S'impose la nécessité d'une bonne ventilation de toutes les parties de la cale.
Les bâtiments qui constituent la réserve de la flotte sont conservés sur les chantiers entièrement terminés; ou tout au moins à un degré d'avancement tel qu'ils puissent être mis à la mer dans un court délai. Si les navires avaient été conservés dans le port pendant le même laps de temps on les aurait trouvés consommés par la pourriture et inutilisables. Un navire conservé sur cale, douze, quinze ou même vingt ans, va subir une sorte de refonte: on va vérifier l'état de sa charpente et surtout celui de la membrure qui est toujours la partie la plus périssable et y remplacer les pièces défectueuses; mais les réparations restent minimes en comparaison de celles qui auraient été nécessaires après le même temps de séjour à la mer.
Lorsque le navire est conservé à quai, on s'assure qu'il soit correctement lesté, pour qu'il s'enfonce le plus dans l'eau, plaçant ainsi le bois de la coque à l'abri des surchauffes et des attaques fongiques.

### Cycle de vie
Au milieu du XVIIe siècle, on considérait qu'un terme de trente ans était la période de la durée d'un navire; au commencement du XVIIIe siècle cette durée était de quatorze ans seulement. D'après les données de l'expérience acquise durant les guerres, la durée moyenne des vaisseaux ne dépassait pas huit ans, sans qu'ils aient besoin de réparations importantes. Le bois de teck porte l'espérance de durée d'un vaisseau à 40 ans.
Au bout de cinq à sept ans de navigation, un navire en bois subissait un premier radoub qui consistait en son carénage, c'est-à-dire son calfatage. Dix ou douze ans après sa sortie des chantiers, il subissait une refonte ou « grand radoub » qui consistait en le renouvellement des parties principales qu'il fallait remplacer. Un navire au bout de dix ans était amorti. Le temps qu'il restait à flot au-delà de cette période était bénéfice. Quinze ou vingt années après la sortie des chantiers le navire trop dégradé la plupart du temps était remplacé.
L'espérance de vie contemporaine des navires en bois peut être jaugée au nombre d'années pendant lesquelles les compagnies d'assurance considèrent un navire comme un risque de première classe(first class risk). Ils attribuent cette classification pendant environ 16 ans aux navires construit dans les essences de bois les plus durables (comme les navires en teck et en chêne), 12 ans pour les espèces les plus résistantes et 6 ans les moins résistantes. Une autre norme était la « durée », duration utilisée dans l'Amirauté britannique et apparemment comptée depuis la date de lancement jusqu'au moment où les coûts de réparation annuels nécessaires pour toutes les causes totalisent autant qu'un nouveau navire. Selon un auteur, la durée moyenne était de 10 à 20 ans pour différents pays périodes des deux siècles. Cette pratique ne signifie pas nécessairement que le navire a été retiré du service lorsque la durée a été atteinte.

## Préservation historique des bois

### Stockage et mise en œuvre des bois
Les bois ne sont admis dans les ports que dépouillés de leur aubier.
Dans les chantiers de grands travaux permanents, on était forcé de s'approvisionner longtemps à l'avance des diverses essences de bois, afin d'avoir toujours un vaste assortiment de pièces de toutes configurations et dimensions, qui répondent à tous les besoins prévus et imprévus. On stockait par ailleurs en temps de paix, les mâts que l'on faisait venir de l'étranger (de Russie premièrement, des colonies anglaises vers l'Angleterre dès le XVIIIe siècle, du Canada vers la France à partir du XIXe siècle), et qu'il devenait difficile d'obtenir en temps de guerre. Il a fallu dès lors étudier les moyens de les conserver jusqu'au moment de la mise en œuvre et notamment les protéger des attaques des champignons et ravageurs xylophages.
Deux modes distincts de conservation des bois se mettent en place; le premier consiste à les empiler à l'air libre, sous de vastes hangars, qui doivent les préserver également des pluies et des ardeurs du soleil, tout en laissant une libre circulation à l'air ambiant, de manière à assurer une ventilation constante; dans le deuxième les bois sont simplement immergés sous l'eau, soit dans des anses fermées, où l'on peut obtenir un mélange d'eau douce et d'eau salée dans lequel les tarets ne subsistent pas, soit sur des plages exposées au jeu des marées et dont l'altitude est telle que le temps des émersions et des immersions successives ne soit pas assez prolongé pour que les bois en souffrent, tout en étant assez long pour ne pas permettre l'existence des vers marins. On pouvait aussi les placer dans des bassins aménagés nommés « Fosses de pieux », et on parlait dans ce cas « d'enclavation ».
Dans la construction navale en bois deux manières de mise en œuvre se distinguent selon que le bois a été conservé à sec ou gorgé d'eau. On peut noter que cet état gorgé d'eau est proche de l'état des bois dans un navire immergé depuis quelque temps, le poids de la coque d'après Fréminville s'accroit de l'ordre de 10% par rapport au poids initial, celui de la charpente au moment du lancement, c'est-à-dire alors que les bois sont parfaitement secs.

#### Stockage et mise en œuvre gorgé d'eau
Le bois peut être conservé pendant de longues périodes dans des conditions anoxiques et gorgées d’eau; l'intérieur d'une pièce de bois mort immergé est pauvre en oxygène, surtout si le bois est dense; dans les milieux anoxiques les bactéries dominent, mais leur activité est limitée, tandis que les champignons ne peuvent se développer. L'immersion en eau douce ou en eau de mer des bois a donc valeur conservative; elle est par ailleurs pratiquée de nos jours dans le stockage humide des grumes et des chablis, et les forêts immergées lors des travaux de barrage par exemple sont depuis le XXe siècle récupérés par bûcheronnage sous-marin. Le bois gorgé d'eau est le matériau que l'on récupère sur les sites archéologiques sub-aquatiques et qui doit être stabilisé.
Dans l'enclavation, une eau saumâtre ou la disposition des fosses, aurait donc permis de tenir éloignés les tarets.
Lorsque les bois ont été conservés sous l'eau, ils sont souvent mis en œuvre immédiatement après leur sortie des enclavations; lorsqu'ils sont imbibés d'eau, les bois sont plus tendres et plus faciles à travailler, ce qui fait souvent préférer cet état; d'autre-part la main d'œuvre y est moins importante. Les pièces de membrure peuvent même être assemblées saturées d'eau sans qu'il en résulte d'inconvénients; Par leur séjour prolongé dans l'eau, les bois ont été dépouillés de leur sève qui a été entraînée par le liquide du bain et remplacée par de l'eau, qui se dégage bien plus facilement que la sève; et sans que l'on ait à redouter de voir la pourriture se déclarer, pourvu toutefois qu'on permette au dessèchement de s'opérer librement; ce qui exige qu'après la levée des couples, on laisse écouler environ une année avant la mise en place du bordé.
La membrure doit être recouverte d'une toiture mobile, cependant sa mise en place est moins pressée que si le montage était fait à sec, car il est assez indifférent que des bois dont tous les pores sont remplis d'eau de mer soient un peu mouillés par les pluies; on considère même comme avantageux les lavages qu'elles opèrent. Le sel est hydrophile et entretient l'humidité dans les bois, la pluie débarrasse les bois des parties salines qu'ils contiennent.
Les bardages que l'on applique sur la membrure doivent de leur côté être parfaitement secs, sans quoi on perdrait tout le bénéfice des précautions prises pour l'établissement des couples. Les plançons dont ils proviennent sont conservés soit à sec, soit sous l'eau; il n'y a aucun inconvénient à les débiter lorsqu'ils sont frais; mais ce travail doit être exécuté assez longtemps à l'avance pour qu'ils ne conservent plus aucune trace d'humidité lorsqu'ils sont mis en place; ce qui exige l'établissement de magasins assez spacieux pour renfermer la quantité de bordages secs nécessaires aux besoins courants.

#### Stockage et mise en œuvre à sec

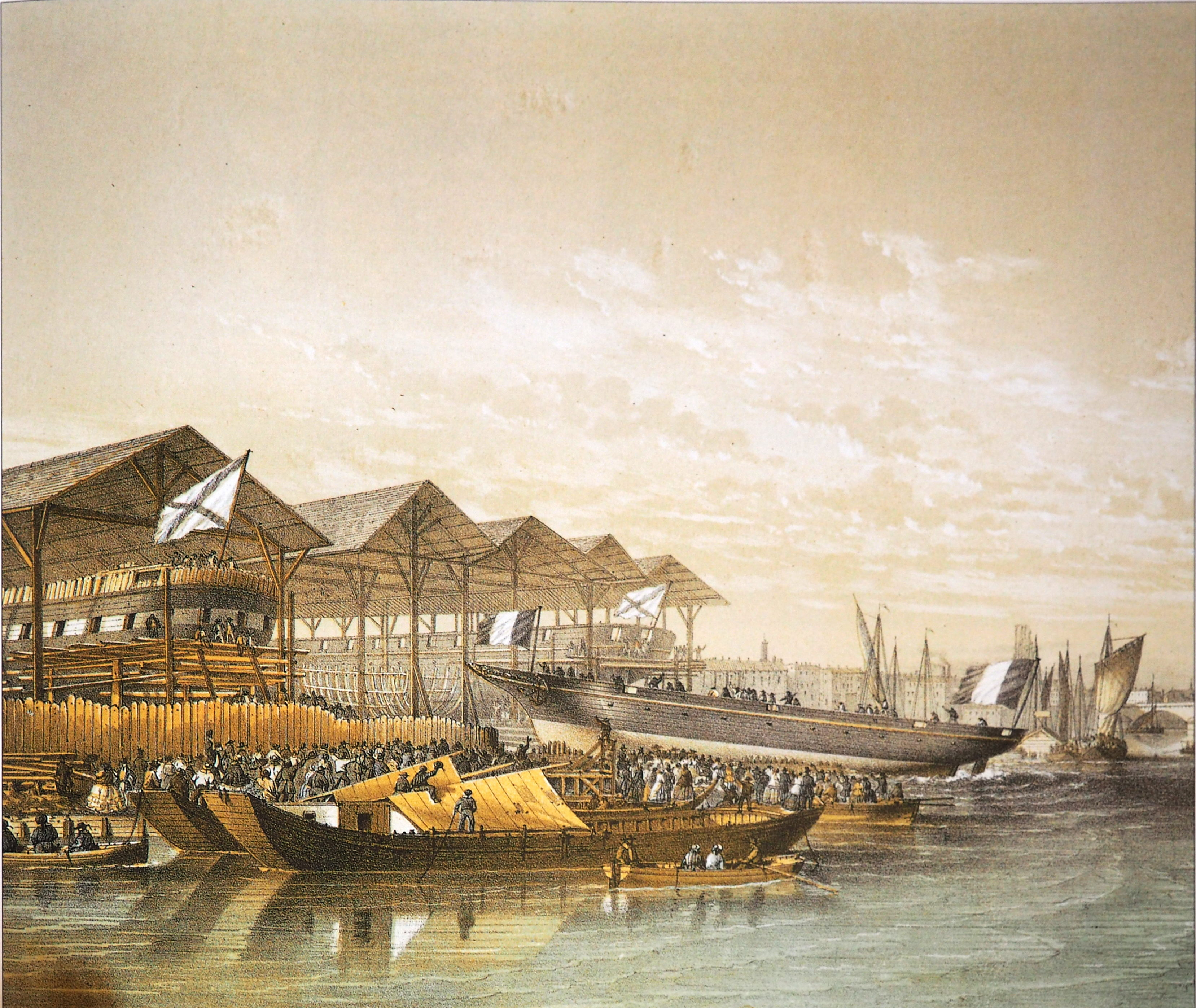
Lancement du navire de guerre français Renaudin (1857) au chantier Arman à Bordeaux. Aquarelle de Louis Le Breton. On peut également voir deux navires en construction pour la Russie: la frégate Svetlana et la corvette Baïan. Le Shtandart, un yacht pour l'empereur de Russie Alexandre II est également visible, à un stade plus précoce de la construction.

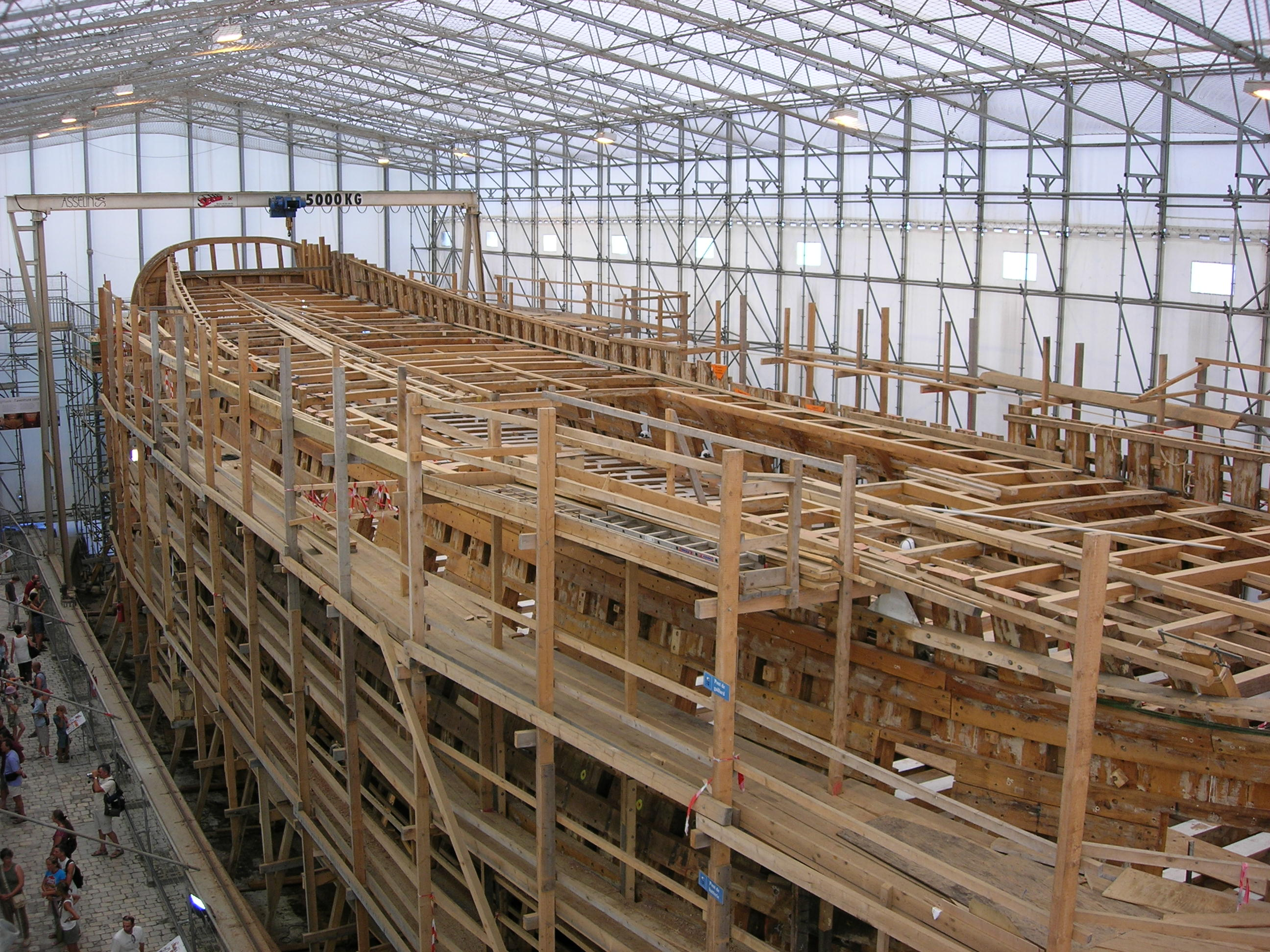
Reconstruction de l'Hermione, Rochefort, France

Ici les bois sont empilés à l'air libre, sous de vastes hangars ou « magasins », qui doivent les préserver également des éléments climatiques naturels, tout en laissant une libre circulation à l'air ambiant, de manière à assurer une ventilation constante. La sève s'y échappe par l'évaporation naturelle, ce qui se fait très lentement, et l'on ne peut la considérer comme totalement terminée qu'après deux ans de coupe. Toutes les fois qu'une pièce de bois encore fraîche se trouve emprisonnée dans une construction de manière que l'évaporation de la sève ne puisse pas s'effectuer librement, elle est bientôt atteinte de pourriture qu'elle communique à toutes les pièces avec lesquelles elle se trouve en contact. Si toutes les pièces sont dans le cas, le navire au bout de cinq ou six ans doit être démoli. La règle souvent violée voulait qu'on attende dix huit mois ou un an après la levée des couples avant de continuer la construction.
Après avoir apporté la plus grande attention à n'introduire dans la charpente du navire que des bois de bonne essence sains et bien secs, il faut encore prendre les précautions nécessaires pour les maintenir dans cet état. Dans certains arsenaux, quand cela est possible les bois sont amenés du magasin vers des hangars et des cales couvertes. La membrure y est travaillée, assemblée et levée protégée de l'humidité. Cependant c'est un cas exceptionnel et le plus souvent les couples sont travaillés et assemblés en plein air, exposés aux intempéries du climat très pluvieux des côtes, et ce n'est qu'après leur mise en place sur la quille que l'on vient les recouvrir de toitures légères, dites « toitures mobile », ainsi que des auvents et des masques qui protègent les flancs du navire, protection imparfaite puisque les brouillards ou la simple humidité de l'air de la côte suffisent encore pour pénétrer les bois et y déterminer la pourriture. Le seul moyen de combattre « cette influence fâcheuse » consiste à entretenir une ventilation active dans toutes les parties de la charpente, afin que la circulation de l'air par jours secs entraîne l'humidité qu'il dépose par jours où les vapeurs sont abondantes.
Lorsque la membrure seule est en place la ventilation se fait naturellement et n'exige aucune disposition spéciale; mais lorsque la construction est plus avancée, on réserve de distance en distance quelques virures vacantes dans les revêtements tant intérieurs qu'extérieurs afin que l'air puisse circuler dans les mailles des couples et rafraîchir leurs surfaces latérales.
Les trous de gournables percés à l'avance et laissés libres contribuaient à la circulation de l'air jusqu'à l'intérieur des bois. On active encore la ventilation intérieure à l'aide de plusieurs manches à vent dont l'orifice supérieur est situé au-dessus du faîtage de la toiture et que l'on fait fonctionner « toutes les fois que l'état de l'atmosphère est favorable ».
Enfin lorsque la construction est plus avancée, et que tous les bordages et leurs gournables sont mis en place, il se fait encore une circulation d'air dans la maille pourvu que l'on n'ait pas rempli l'intervalle compris à chaque pont entre la bauquière et la face inférieure de la fourrure de gouttière, l'air pénétrant par les accotars circule dans la maille comme dans une cheminée d'appel, il en résulte une ventilation qui sans être aussi efficace, n'en est pas moins salutaire.

### Drainage des eaux, étanchéification des navires

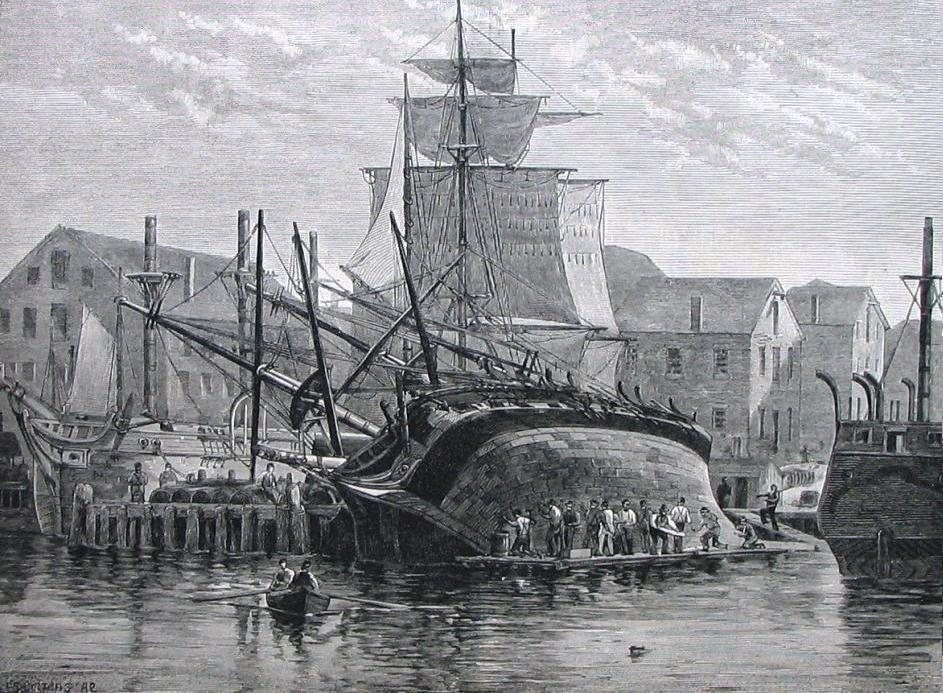
Abattage en carène et doublage en cuivre sur un vieux baleinier près de New Bedford, gravure sur bois dessinée par F. S. Cozzens et publiée dans le Harper's Weekly de décembre 1882.

Une coque ou carène d'un navire forme une enceinte plus ou moins étanche sur tous ses côtés. On le comprend de manière complète lors de l'abattage en carène: un bâtiment à flot est couché sur un de ses flancs; la partie submergée de la carène se trouve hors de l'eau, et l'on peut s'occuper des réparations qui ont motivé l'abattage; les ouvertures du côté que l'on doit submerger sont fermée et toutes les coutures sont calfatée et jointes; l'eau qui a pu pénétrer malgré tout en plus ou moins grande quantité dans la coque est pompée. L'étanchéité d'un navire n'est jamais acquise et c'est la tâche du calfat (en anglais calker), d'entretenir les pompes, de boucher les trous de boulet, d'aveugler les voies d'eau, d'enduire quand il y a lieu les carènes de courois ou autres préparations, de placer le doublage en cuivre, de sonder les piqûres des vers, etc. Les bordages s'assemblent avec la quille, l'étrave et l'étambot par embrèvement dans une rainure à section triangulaire nommée la râblure, pour le reste les bordages sont entre eux assemblé de chant, à plat-joint, et quelque soin que l'on prenne à les réunir, leur contact ne saurait jamais être assez exact pour s'opposer au passage de l'eau: il est donc nécessaire de le compléter en introduisant de l'étoupe fortement comprimée dans les interstices qu'ils laissent entre eux; le calfat remplit les joints des bordages avec cordons d'étoupe ou autre matière semblable, pour leur faire occuper tous les vides, fermer tout accès à l'eau; chassés ou enfoncés avec force, à coups répétés de maillet sur des ciseaux à calfat, les cordons sont placés l'un par-dessus l'autre pour remplir la profondeur entière des joints; on en compte jusqu'à vingt entre deux bordages de carène d'un vaisseau. On évite d'agrandir inutilement les coutures ou joints surtout sur les ponts, à cause de l'aspect de négligence ou de vétusté qui en résulte. On termine l'opération en couvrant l'étoupe de brai, ce qui l'empêche d'être pourrie par l'eau.
La forme des ponts permet l'évacuation des eaux: eaux de pluie et aussi celles que les vagues ont jeté. Sur les côtés du vaisseau, des ouvertures de deux ou trois pouces de diamètre, faites dans la longueur d'un bout bois, les « dalots » (ou delot), permettent l'écoulement des eaux sur les tillacs. Des maugères ou mauges – sortes de bourses de cuir ou de grosse toile goudronnée, longues d'environ un pied et qui ressemblent à des manches ouvertes par les deux bouts – sont disposés sur chaque dalot ou delot et renforcent le système: les vagues aplatissent la maugère contre le bordage. Des braies sont disposées à l'endroit de passage des mâts (étambrai), du gouvernail (jaumière) pour empêcher le passage de l'eau, etc.
L'eau par défaillance du bordé se retrouve dans la maille. La maille est la distance entre les couples de la membrure d'un bâtiment, elle est dans la marine de guerre déterminée par la taille des boulets de canon, elle est close côté extérieur par le bordé, côté intérieur par le vaigrage; ce dernier a différentes fonction dont celui d'empêcher la cargaison de s'introduire dans la maille, qui forme une sorte de coulisse ventilée qui sert aussi au drainage. On avait soin de maintenir une bonne circulation de l'air dans la maille, et pour l'écoulement de l'eau susceptible de s'y introduire accidentellement, des anguillers – petits canaux à section triangulaire – étaient pratiqués dans les clefs de liaison des couples; on en pratiquait aussi dans les varangues, destinés à établir une communication entre toutes les mailles des petits fonds, permettant à l'eau qui pouvait y pénétrer dans le navire de se rendre aux pompes pour être expulsée du navire. Faute d'anguillers les mailles des petits fonds auraient formé autant de cellules isolées, qui se seraient bientôt remplies jusqu'à la hauteur du collet des varangues, d'une eau stagnante chargée de matières organiques; venant à se corrompre, cette eau aurait produit surtout dans les pays chauds « un foyer pestilentiel des plus funestes à la santé et à l'existence des équipages ». Le contact de la cargaison avec la maille était bien-entendu préjudiciable à la conservation de celle-ci.
Des effets de condensation se produisent également, qui vont aller se renforçant avec la marine en fer. Lorsque la température extérieure est plus basse que celle de la cale, la vapeur d'eau qui sature l'air contenu dans les capacités intérieures du bâtiment se condense sur les membrures (abondamment sur les tôles en fer) et ruisselle en eau. Les effets de condensation se produisent aussi sur les baux, et sont d'autant plus nuisibles que les gouttes d'eau condensée retombent directement sur la cargaison; les barrots de la cale sont donc enveloppés dans un soufflage en sapin. Dans les entreponts consacrés aux logements, l'aération est meilleure que dans la cale, mais l'humidité peut y être assez sensible pour rendre l'habitation, surtout celle des chambres fort désagréable.

### Ventilation
Les moyens de conserver les membrures sont indiquées par les causes qui provoquent leur destruction, essentiellement l'humidité confinée dans les cales.
Après un choix scrupuleux dans la qualité du bois; après tous les soins apportés à la bonne exécution de la charpente, à ses liaisons soit longitudinales, soit transversales, et enfin à son chevillage, comme autant de moyens de prévenir les suintements d'eau qui entretiennent l'humidité des bois, après avoir veillé à conserver des ouvertures aux deux extrémités des mailles et à les maintenir elles-mêmes parfaitement propres et nettes de tout corps étranger, afin d'y faciliter la circulation de l'air ou de l'eau qui peut s'y introduire, il ne reste plus qu'à s'efforcer de maintenir une aération active dans toutes les parties de la cale, tant par des dispositions bien entendues de l'arrimage, que par des moyens artificiels de ventilation, soit à l'aide de manches à vent, notamment. L'utilité de ces dispositions est reconnue de tout le monde, mais il n'est pas toujours facile de les mettre en pratique.
Dans les vaisseaux à voiles, les cales étaient complètement bondée de marchandises, et pendant le cours d'une traversée, l'aération y est à peu près nulle. Dans les navires du commerce en bois, après chaque voyage dont la durée n'excède jamais quelques mois, le chargement tout entier était mis à terre, la cale était complètement débarrassée, nettoyée et aérée avant que l'on y place une nouvelle cargaison; ces ventilations périodiques suffisaient pour prévenir du pourrissement des bois et assuraient à la membrure une durée d'autant plus importante que les bois qui la composaient étaient de faibles échantillons et provenaient d'arbres jeunes. Les bâtiments à vapeur, se rapprochaient des navires du commerce en ce qui concerne la durée de leur charpente; ce résultat doit être attribué à ce que toute la partie de la cale occupée par les machines, les chaudières, et même les soutes à charbon, se trouve dans de très bonnes conditions d'aération, puisque l'air y est renouvelé constamment par l’effet du tirage de l'appareil évaporatoire (qui distille l'eau de mer à partir de la chaleur résiduelle de la vapeur des machines); Les eaux grasses qui proviennent des machines pénétrant de toutes parts les varangues, préservent aussi de la pourriture. Certains bateaux à roues à aubes peuvent ainsi durer vingt et trente ans et plus. Les navires à hélice sont également dans de meilleures conditions que les bâtiments à voiles, « mais il est difficile d'apprécier leur durée d'une manière générale à cause des circonstances exceptionnelles dans lesquelles plusieurs d'entre eux ont été établis, et qui n'ont pas permis de procéder à leur construction avec la lenteur et les précautions recommandées pour obtenir les meilleurs résultats. »

### Traitement des bois
Les enduits apportés sur les bois visaient pour les parties immergées de la coque (œuvres vives) à assurer une protection contre les térébrants marins (tarets et pholades) et améliorer le sillage, on dit aujourd'hui que l'enduit doit être antifouling. La coque régulièrement devait être carénée (en anglais to repair, to dock, to coreen): les œuvres vives étaient réparés, ce qui consistait à chauffer, nettoyer, remplacer certains bordages ou autres pièces défectueuses, calfater, couroyer et doubler. Ces travaux avaient lieu dans un bassin, sur un gril ou à flot, après avoir abattu le navire en carène. Un bon enduit de coque devait assurer l'étanchéité des coutures de la coque. La coque, du moins le bordé, immergés au bout d'un certain temps étaient immanquablement imbibés d'eau, ce qui ajoutait du poids à la coque, mais surtout créait le milieu gorgé d'eau anoxique où les champignons ne pouvaient se développer.
Au-dessus de la ligne de flottaison (œuvres mortes) et à l'intérieur des navires les éventuels enduits visaient à assurer la une protection contre les attaques fongiques et bactériennes lignivores. Le principe de précaution qui vise à éviter le confinement de l'humidité était assumé puisqu'on prenait garde de ne pas enduire de goudron les vaisseaux en trop grande épaisseur surtout dans les dedans « parce qu'il empêche les humidités qui corrompent le bois de s'évaporer (Nicolas Aubin, Dictionnaire de marine, 1702). » Un enduit intérieur devait éventuellement être compatible avec la destination du navire: on ne devait pas se servir de goudron de pin pour les dedans des navires qui allaient à la pêche au hareng parce que le goudron dans l'eau finissait par communiquer son goût au poisson.
Une confusion fréquente dans l'antiquité entre les dénominations de poix, de résine, de bitume et de pétrole nous prive de la certitude du moyen employé pour étancher l'Arche de Noé, du goudron de pin ou de l'asphalte. Toutefois toutes les traductions de la bible s'accordent à dire que l'arche était enduite sur le « dedans et en dehors ». L'histoire n'a pas retenu si le terme hébreu « Gopher » renvoie à une variété d'arbre ou à une technique. En Scandinavie, une corrélation semble pouvoir être établi entre la taille des fours à goudron et la période d'expansion viking.
L'utilisation de goudron dans les coques et les mâts serait très destructrice à la fois pour le cuivre et pour les attaches en fer, aucun brai ou goudron ne doit entrer en contact avec eux. Au lieu de poix, les Chinois utilisent du kiang qui est une composition de chaux et d'une colophane exsudant de l'arbre tonyea; à Surate du dammar est utilisée à la place de la poix; au Bengale, ils utilisent un mélange d'huile de poisson, de chaux et de sucre.

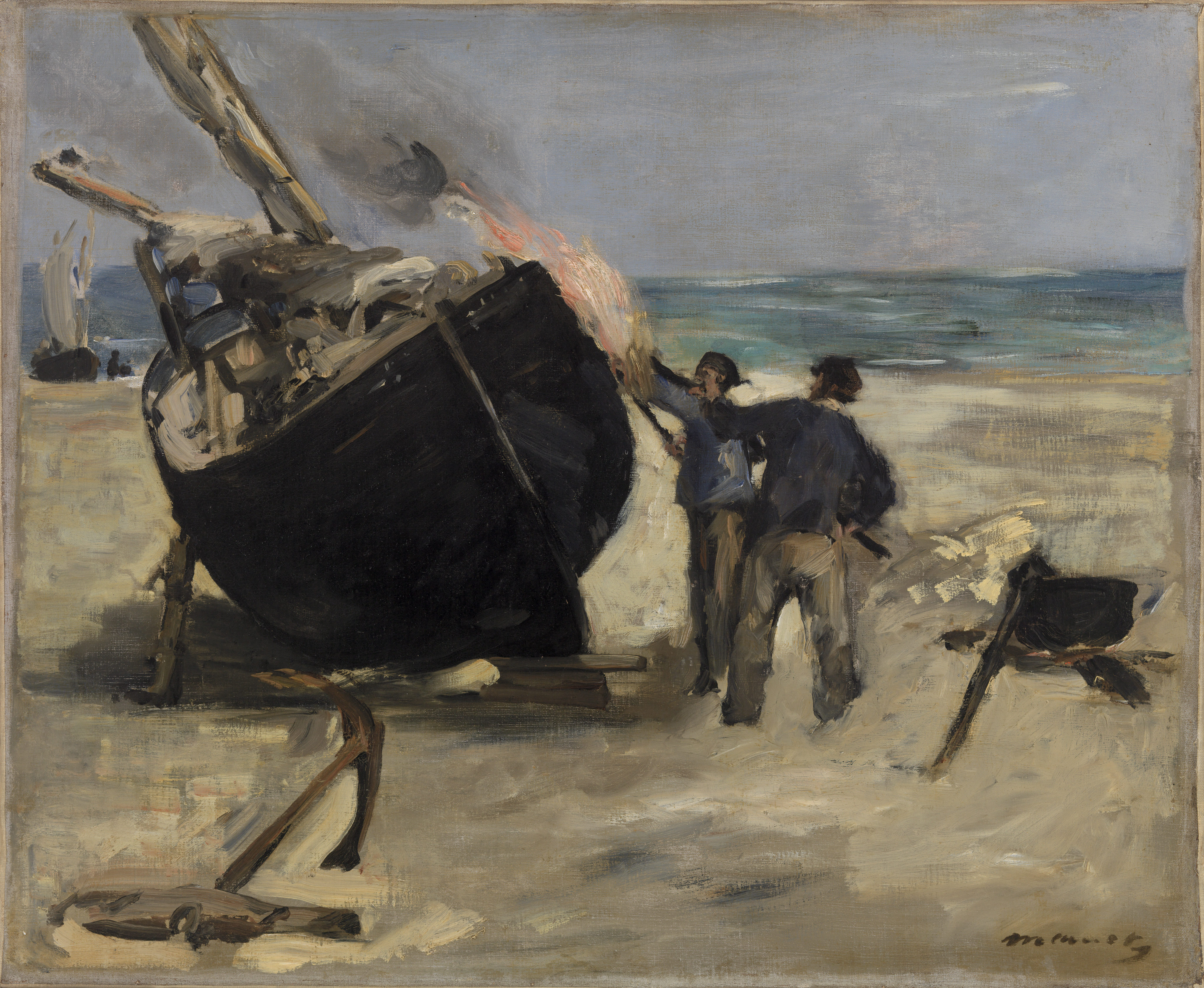
Édouard Manet - Le Bateau goudronné - août 1873

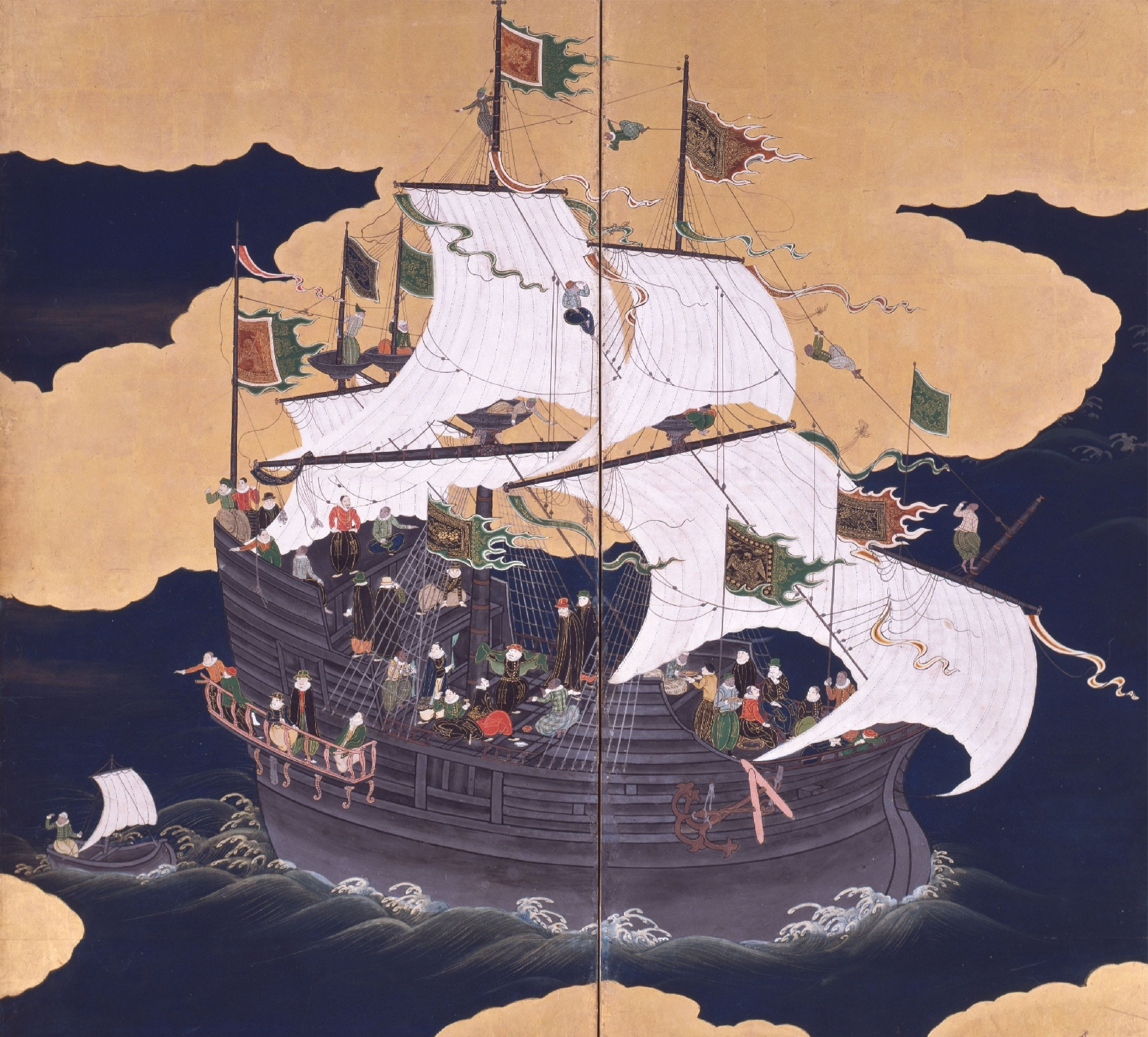
Caraque portugaise goudronnée au Japon, Art Nanban. Les navires noirs portugais finiront par symboliser la menace occidentale

Goudron de pin
Le goudron de pin, quelquefois le terme poix ou brai est privilégié, est une substance épaisse, collante et gluante, généralement de couleur sombre, produit par la pyrolyse du bois (une combustion lente en absence d'oxygène), de différentes essences de pin. Le goudron de pin consistait essentiellement en l'oléorésine des arbres altérée par le feu et plus ou moins noircie par le noir de fumée. Le goudron était empoyé tel quel dans le calfatage et l'enduisage des carènes navires. Il pouvait être aussi épaissi par ébullition pour donner un goudron épais appelé dans certaines circonstances « brai gras » ou « bray », il était appliqué à chaud et sur des surfaces sèches. Le goudron pouvait aussi être mêlé à d'autres matières (cires, suifs, colophane, au XIXe siècle caoutchouc, etc.), ce qui mène à la qualification de différents brais. Les meilleurs brais venaient de Scandinavie, un goudron clair réputé qui tirait sur le jaune (L'oléorésine relativement pure débarrassée de son essence, de la colophane?) venait de Vyborg,dans des futailles marquées d'un W couronné. Le goudron de pin faisait partie de ce qu'on a appelé les munitions de marine.
Le zopissa, un terme de médecine ancienne, une sorte de panacée, désignait une poix raclée des navires, et macérée dans lʼeau de mer. Le zopissa est évoqué dans Pline l'ancien et dans Dioscoride.
Courroi
Le courroi est une composition de trois parties de brai sec (colophane), deux de soufre, et une d'huile de poisson ou de suif, dont on enduit à chaud la surface extérieure de la carène d'un navire pour chercher à la préserver de l'atteinte des vers, lorsqu'elle n'est pas doublée en cuivre et pour en unir les contours afin d'accélérer le sillage. Si le navire doit rester dans le port le couroi se compose seulement de soufre et de brai gras. Lorsqu'on veut rendre le couroi plus blanc, on augmente la quantité de soufre et quelquefois on y mêle de la céruse et de la résine. On a proposé divers enduits pour prévenir les effets désastreux des tarets sur les carènes, ou en général sur tous les bois qui sont immergés en remplacement des courois ordinaires, la galgale (dont les Indiens revêtent les carènes de leurs navires et qui durcit dans l'eau. Les Européens font une espèce de galgale avec un mélange de chaux, d'huile et de goudron), le saragousti, la « colle marine empoisonnée » et autres. L'imprégnation des bois sera utilisée dans ce but.
Galgale
Le galgale (galgal, India stuff Mastic) était employé avec succès en Asie et particulièrement à Surate pour préserver les vaisseaux des vers qui les détruisent, particulièrement dans les eaux chaudes; mélange de chaux et d'huile de lin; D'après Pierre Sonnerat (1781), c'est une portion de chaux de coquillage ou de corail, réduite en pâte mélangée à une portion d'huile et de jagre, le sucre brut sortant de la cuve dans le traitement du sirop de palmier. On bat cette pâte de façon à en faire un mastic qui puisse s'appliquer sur le bordage des vaisseaux après qu'ils ont été chauffés suffisamment pour en tirer l'humidité sans endommager la qualité du bois. Le salamgousti ou sarangousti ne diffère de la galgale qu'en ce que l'on ajoute à celle-ci de la râpure de bambou; il s'applique comme la galgale avec la main dans les coutures pour préserver le ker, qui tient lieu d'étoupe dans ces pays.
Chuna ou Chunam
Au Brésil, les Portugais utilisent une composition à base de chaux et d'huile de poisson au lieu d'un mélange de poix et de goudron. Une composition de la même nature appelée chunam (chunan ou chuna est d'abord un type de plâtre utilisé en Inde, fabriqué à partir de calcaire et de sable) est utilisée dans les Indes orientales qui répondrait beaucoup mieux que la poix et le goudron car conservateur de fer et de cuivre. Vers 1858, les patamars, navires d'Inde et Insulinde sont bordés de teck; leurs fonds sont gainés de planche minces et couverts d'une couche de chunam mélangée à de l'huile de noix de cacao et une partie de résine de dammar. Certains de la plus petite classe de ces navires d'environ soixante tonnes burthen sont cousus avec du coco comme pour d'autres bateaux indigènes.
Sel marin
Le sel marin a également servi à préserver les bois de la pourriture; pratique qui aurait pris une certaine importance en Russie; le procédé consiste à placer de petits tas de sel commun à tous les défournis, à toutes les anfractuosités que présentent les empatures des couples et à laisser les bâtiments exposés à l'action des pluies qui dissolvent le sel et le font pénétrer dans la masse ligneuse; les dissolutions très concentrées de sel marin, préserveraient les bois de la pourriture, mais hygroscopique (hygrométriques) le sel entretient dans la cale une humidité malsaine pour les hommes, et préjudiciable à la conservation du chargement. Des essais seront tentés pour préserver la charpente des vaisseaux des effets de la pourriture sèche menant aux mêmes conclusions: la « déliquescence du sel marin ordinaire » entretient à l'intérieur du navire une humidité contraire à la santé des hommes, à la conservation des parties métalliques, objets, armements et approvisionnements.
Carbonisation
La carbonisation a été utilisé pour traiter les bois de marine. Quand Henri Cochon de Lapparent (1807-1884) propose de nouveau ce mode de préservation des bois au XIXe siècle, il cite en exemple la longévité exceptionnelle du HMS Royal William de 1719 dont les bois auraient été carbonisés. La charpente dans son entier était carbonisée avec de la paille ou des fagots enflammés, et certaines pièces de membrure isolée, par de petits feux de copeaux, Lapparent suggère de leur appliquer le gaz d'éclairage (Gaz portatif comprimé mais aussi des huiles lourdes) au chalumeau. Des Navires, mais aussi des traverses de chemin de fer seront traitées par cette méthode.
Procédé boucherie
Le procédé boucherie, mis au point par Jean-Auguste Boucherie en 1838, se révélera inapproprié dans le traitement des bois de marine; le sulfate de cuivre contenu dans les fibres se dissout et ne tarde pas à disparaître complètement,.
Spalme
Le spalme est la marque d'un enduit inventé milieu XVIIIe siècle, destiné à remplacer le goudron de pin pour le calfatage les navires de la marine française, fabriqué par la Manufacture royale du spalme fondée par un certain Jean Maille, bourgeois de Paris et établi par lettres patentes en 1750.

### Doublage en cuivre
Au XVIIIe siècle, les campagnes militaires s'allongeant, pour protéger les œuvres vives des tarets et les préserver de la salissure des algues, les coques sont doublées de feuilles en cuivre; il fallait 25 tonnes de cuivre pour double un vaisseau de 74 canons, dont les trois cinquièmes en clous et chevilles.

## Fin de vie, bois de démolition
Un bateau devenu incapable de résister aux sollicitations violentes de la mer ou des combats, pouvait trouver une retraite dégradante comme bâtiment de servitude (ponton). Certains navires ont été rasés et réarmés. D'autres motivations ont pu entrer en jeu dans la préservation plus poussée et fonctionnelle d'un navire.
Les navires étaient ensuite démantelés et recyclés et produisaient « bois de démolition », « ais » ou « bois de déchirage », quelquefois réemployés dans d'autres navires, les échafaudages ou dans la construction de bâtiments de terre. Souvent le bois était simplement employé comme bois de chauffage.
Le magasin Liberty situé dans Regent Street, à Londres, aurait été construit avec le bois provenant du HMS Hindostan (1841) (en) (qui faisait autrefois partie du Britannia Royal Naval College) et du HMS Impregnable (1810) (en). Les lourdes poutres en chêne dans le cloître de St Conan's Kirk (en) proviendraient de même de l'Impregnable (HMS Caledonia) et du HMS Duke of Wellington. Une partie du bois de construction du HMS Namur de 1756 a été utilisée pour soutenir le sol de l'atelier du charron à Chatham Dockyard, redécouvert en 1995 et identifié en 2003.

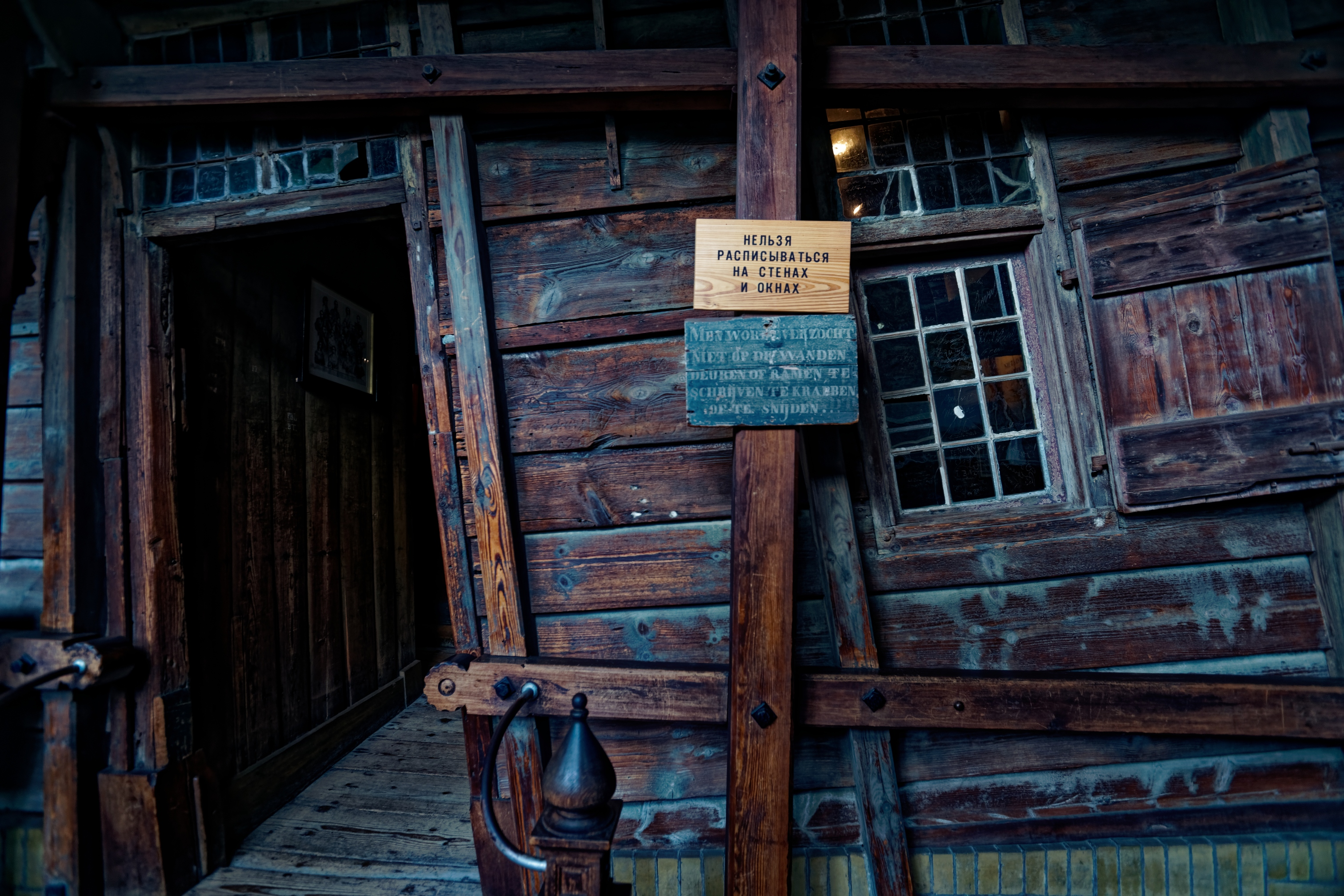
Maison du tsar Pierre le Grand de 1632 à Zaandam, religieusement conservée depuis cette époque.
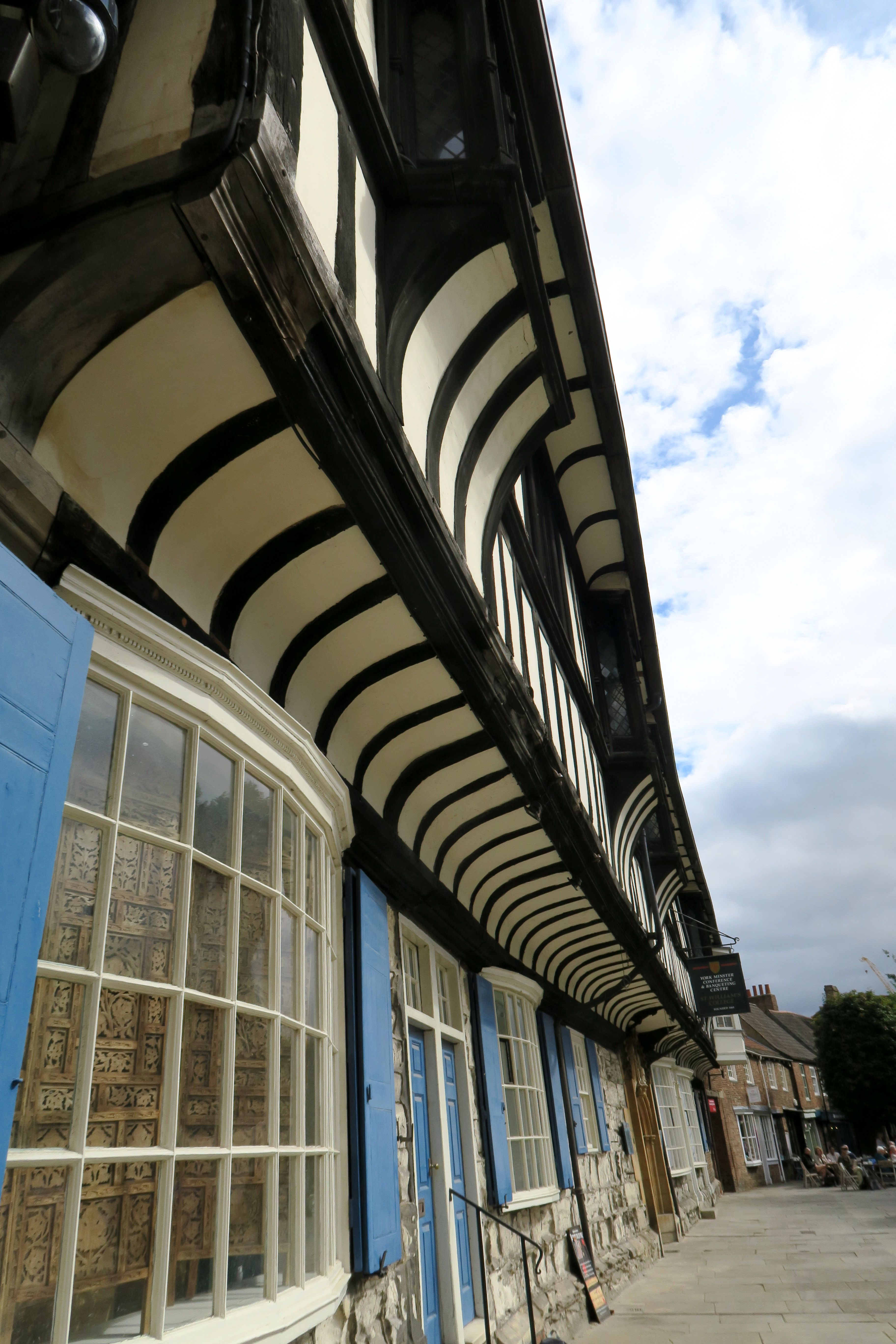
St William's College (York). Les encoorbellement en bois courbés sont probablement des courbes de navire réutilisées.
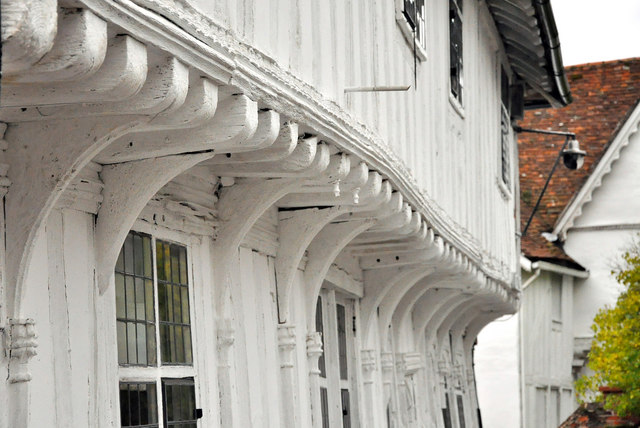
Maison à Lavenham, Suffolk. Le bois était cher lorsque cette maison a été construite. Les bois utilisables provenant de navires mis au rebut, ont été recyclés pour la construction de maisons. Cela explique les formes tordues des bâtiments à Lavenham. Certains bois intérieurs conservent de faibles peintures héraldiques de cette période.
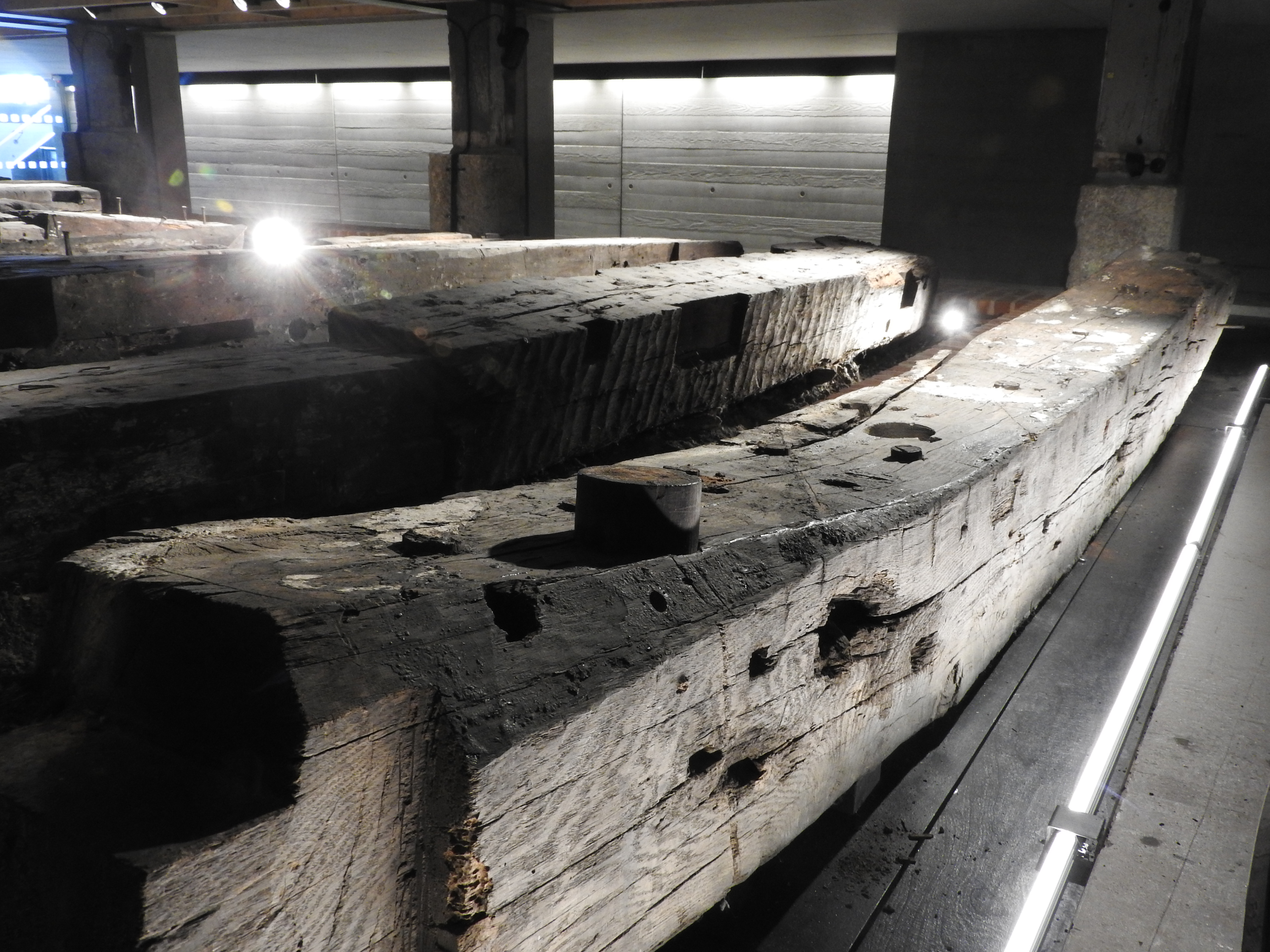
HMS Namur de 1756, vestiges récupéré dans le sol de l'atelier du charron du Chatham Dockyard.

Les épaves sont une autre source de bois soumise au jamais suivi droit de bris. En France, l'ordonnance de Colbert de 1681 (articles 19 et 20) gère les découvertes d'épave. Au XIXe siècle toujours couverts par cette loi, les effets provenant d'un naufrage, ou même d'une épave hors naufrage doivent être mis en sûreté et déclarés dans 24 heures aux bureaux de l'administration maritime, sous peine d'être puni comme receleurs. Par une loi du 17 juillet 1810 (article 26), les bois de construction et autres objets propres au service peuvent après un an et un jour de dépôt sans réclamation être acquis par l'administration de la Marine qui les prend sur estimation en en payant immédiatement la valeur. Les principales indications qui autant que possible doivent être fournies par l'avis de sauvetage pour les bois en général incluent: s'ils sont bruts ou simplement équarris à la hache, donner la longueur et la circonférence prise au 1/6e de la longueur pour les bois ronds, pour les bois carrés on indiquera longueur largeur et l'épaisseur.
Le droit de bris qui détermine depuis le Moyen Âge la propriété d'une épave ne sera que rarement suivi. Ainsi à Ouessant les débris des navires rejetés par la mer perçus comme une aubaine faisaient l'objet d'un droit de pensé; le bois d'épave fournissait tout ce qui fait partie de l'économie domestique en bois; les meubles ouessantins, aux bois d'origine différente, taraudés par les patelles, étaient peints pour masquer les défauts et dégradation inhérent à un séjour plus ou moins prolongé dans l'eau; et les bois nobles (chêne, acajou, teck, etc.), allaient au mobilier exposé dans les penn brao, les pièces de réception des demeures plus aisées.

## La forêt symbolique
Le bois (le chêne) étant le principal matériau de construction des navires de guerre à voile, il était virtuellement vu comme le rempart de la nation. Cette association symbolique se retrouve dans le mythes, et sous la plume du poète. Une des plus célèbres associations est l'Oracle du « mur de bois » donné à Thémistocle, confronté à la flotte perse. Venise, comme plus tard l'Angleterre, vont le reprendre à leur compte.

La Royal Navy était souvent décrite comme « Les murs en bois de la vieille Angleterre » . Dans Sylva, or A Discourse of Forest-Trees and the Propagation of Timber, John Evelyn invite les grands propriétaires (Landed nobility) à planter des arbres pour fournir le bois d’œuvre et particulièrement le chêne, exigé par le développement de la Royal Navy. Sylva commence par un avertissement :

« There is nothing which seems more fatally to threaten a weakening of this famous and flourishing nation [than the] decay of her wooden walls »

« Il n'y a rien qui semble menacer plus fatalement un affaiblissement de cette nation célèbre et florissante [que la] pourriture de ses murs de bois ».
« wooden walls» dans Sylva devient l'expression de la défense de la nation au travers de la construction des navires; Sylva peut être vu comme un ouvrage de botanique mais aussi comme un ouvrage de propagande.

On retrouve la même association pour Venise. Baldissera Drachio, gastaldo de l'Arsenal dans une lettre à Giacomo Foscarini, sans chêne il n'y a pas d'arsenal dès lors pas de vie :

« Così senza il rovere non è Arsenal, senza Arsenal non v’è preminenza, né stabilità, né sicurtà, né libertà, né per conseguenza vit »

— Baldissera  Drachio, Pensieri, 1596
Si, dans les écrits des magistratures vénitiennes, l'image des navires (d'abord les galères et plus tard les vaisseaux) revient souvent comme celle des murs de la ville, nés sur l'eau, un instrument essentiel de sa défense, de son pouvoir sur la mer et de sa propre existence, ici une fonction identique est attribuée directement au bois de chêne, principal matériau utilisé dans la construction navale, et à l'arbre qui le fournit.
« Heart of Oak », une vieille chanson de marins britannique, et encore aujourd'hui la marche officielle de la Royal Navy, ferait référence au chêne utilisé pour les coques.

## La forêt rationnelle
Quelques chiffres rendent compte de l'importance des prélèvements forestiers par la marine: sous Louis XIV, un vaisseau de premier rang – véritable forêt flottante – exige pas moins de 2 000 à 4 000 troncs et une frégate environ un millier; et fin XVIIIe siècle le renouvellement de la flotte française exige la construction annuelle d'au moins 350 navires d'une jauge d'environ 40 000 tonneaux; milieu XIXe siècle, la fabrication d'un vaisseau de premier rang consomme six mille mètres cubes de bois brut.
S'ensuit que certaines forêts deviennent des réserves de bois de marine, comme celles des Vosges, des Asturies, ou encore de la Tierraferma, qui fournit à Venise une partie des essences utiles, tandis que les autres viennent des forêts alpines.
Les « routes du bois » se développent, mais aussi celles du goudron de pin, de la poix, du brai, essentiels au calfatage des navires.

### Des prélèvements variable dans le temps
Il n'est pas nécessaire d'avoir beaucoup de forêts pour être une nation de tradition maritime, comme en témoignent l'histoire navale grecque ou hollandaise. En Grande-Bretagne, la construction navale n'a pas eu une influence constante sur tous les bois du pays ; la marine n'est devenue gros consommateur de bois que grâce à la croissance du commerce intercontinental et à la course aux armements à partir de la fin du XVIIIe siècle. La production des navires construits en bois entre 1800 et 1860 fut probablement égale à celle de tout le reste de l'histoire (vers 1812, la Royal Navy compte 862 navires armés).
En Angleterre, une grande partie du bois de construction navale, en particulier pour les grandes pièces et les formes spéciales, provint des haies et des parcs, et non des forêts.

### Des pénuries
Des pénuries de bois sont rapportées en Europe dès le XVIe siècle dont la réalité a fait débat chez les historiens de la fin du XXe siècle.
Un examen récent des preuves pour la Grande-Bretagne et ses voisins suggère qu'il y a peut-être eu des pénuries de bois localisées, mais qu'une pénurie générale fut peu probable avant le XVIIIe siècle. En Angleterre, au milieu du XVIIe siècle on estime qu'il y a trois millions d'hectares de forêts , contre au moins un million d'hectares au début du XVIe siècle. Au moment de la restauration, il y a soixante-huit forêts royales.
La croyance en la rareté des bois de construction navale, dépend de plaintes ou de pressentiments de pénurie à partir du XVIe siècle. Celles-ci concernent le bois pour la construction de navires de guerre et ne doivent pas être pris pour argent comptant : en Angleterre s'il y avait eu la moindre difficulté à trouver du bois pour la petite flotte élisabéthaine, il aurait été totalement impossible de construire la flotte soixante fois plus grande qui vainquit Napoléon. Les chantiers navals civils étaient de plus gros constructeurs de navires que la Navy, mais achetaient du bois au prix du marché et ne se plaignaient pas des difficultés à l'obtenir. Les chantiers navals étaient parcimonieux et gaspilleurs ; ils manquaient de fonds, pas d'arbres. Des goulets d'étranglement ont pu toutefois se produire liés aux guerres, notamment en ce qui concerne les mâts.
La hausse des prix du chêne est souvent citée comme preuve d'une pénurie de bois, mais c'est d'après Rackham principalement l'effet de l'inflation. Par rapport aux prix en général, le prix des chênes n'a augmenté que lentement au cours du XVIIIe siècle. Pendant les guerres napoléoniennes, le prix a grimpé jusqu'à près du double de ce qu'il était en 1690, mais ce n'est qu'en 1809 que les chantiers navals ont enfin été contraints d'utiliser d'autres matériaux tels que le chêne d'Albanie. La hausse des prix ne peut cependant pas être due à la construction navale, car elle s'est poursuivie après la fin des guerres. On pourrait l'attribuer à la construction navale marchande, qui se développa en temps de paix ; mais une grande partie de la hausse du prix des arbres était due à l'écorce pour la production du tan.
La longue période de maturité des arbres signifiait que la résolution d'une véritable pénurie de bois pourrait prendre des décennies, pour les chênes employés dans la marine, 100 à 150 ans. La crainte des pénuries de bois ou les pénuries elles-mêmes se sont conclues généralement à partir du XVIe siècle par un accroissement de l’interventionnisme de l’État: en Angleterre la première loi de préservation est adoptée par le Parlement en 1535 sous le règne de Henri VIII, en France une ordonnance royale de 1515 prise par François 1er suivie de la prise de contrôle étatique réalisée par les Ordonnances de Colbert au XVIIe siècle, qui peuvent être considérées comme les premières manifestations de l'impulsion de conservation moderne. Le bois de marine, matériau stratégique, a toujours été le premier prétexte à cette prise de contrôle.

### Développement de la foresterie
Sous la pression des exigences des marines de guerre et marchande, constatant l'inévitable dépendance des arsenaux vis-à-vis des forêts, d'où se tirent leur matière première, une rationalisation de l'exploitation des forêts se met en place, à Venise et aux Pays-Bas, « avec un retard considérable ailleurs, notamment en France où la monarchie, à la fin du XVIIe siècle, méconnaît encore les abondantes ressources en bois du pays. Vu la courte durée de vie d'une flotte (au mieux vingt ans), une politique efficace a tôt fait de porter ses fruits. »
En 1464 les Provveditori sopra legne e boschi sont créées, ainsi qu'une série de lois draconiennes visant à assurer l'approvisionnement en bois de Venise. La première loi de préservation des bois anglaise date de 1543, parfois connu sous le nom de Statute of Woods : douze arbres à bois par acre doivent être laissés sur pied, et les taillis doivent être enclos après la coupe pour les protéger des animaux au pâturage. À l'époque élisabéthaine, en 1488, une loi du Parlement fut adoptée qui interdisait le gaspillage de bois comme combustible dans les forges de l'industrie du fer. Elle déclara en outre que tout bois approprié devait être récolté exclusivement pour la construction navale lorsqu'il poussait à moins de quatorze milles d'une voie navigable. Le concept de plantation qui s'est développé en Europe gagne l'Angleterre et 1580 enregistre la première plantation authentifiée de chêne en Angleterre par Lord Burleigh: 13 hectares dans le parc de Windsor.
En France, alors que la forêt ouest-européenne avait déjà fortement régressé, et que de nombreux taillis étaient surexploités à un rythme (rotation des coupes, de moins de 5 ans parfois) ne permettant plus leur rentabilité, une ordonnance royale de 1515 (prise par François 1er) impose pour la première fois une règlementation plus détaillée des coupes en forêt, et en particulier des coupes rases. Les forestiers doivent conserver « au moins 8 baliveaux par arpent » (soit environ 16 par hectare), et ne pas faire de coupe de la même parcelle de taillis plus d'une fois par décennie. En 1661, Louis XIV réagit à une pénurie qui se profile en chargeant le ministre Colbert d'une réforme de la foresterie française. Rédigées par Colbert en 1669 dans le nouveau code forestier, les Ordonnances renforcent les règles forestières, les généralisent au royaume ; elles imposent notamment de conserver plus d'arbres en futaie lors des coupes. Commençant par un inventaire minutieux des surfaces boisées, Colbert définit le mode de conservation et d'aménagement et établit l'opportunité des défrichements. Les coupes sont limitées, les ventes réglementées et les quantités de bois à maintenir obligatoirement en futaie, déterminées.
Dans tous les dossiers de la réforme, il est toujours question de mâts à l'occasion de la visite des forêts. Cette réforme de la gestion des forêts françaises est adoptée avant tout dans le but d'approvisionner la Marine royale. Dès 1666, Louis de Froidour officier des forêts, parcourt les forêts pyrénéennes à la recherche de mâts, et des chantiers sont ouverts sous sa supervision. Un chantier était une entreprise considérable, pouvant rassembler 350 ouvriers, plus les ouvriers qui devaient approfondir le lit des rivières qui allaient acheminer les mât par flottage jusqu'à la Garonne. Des attelages de 50 paires de bœufs pouvaient en outre être sollicités pour tirer les mâts sur des chemins de vidange aménagés pour l'occasion. Ces exploitations dispendieuse en bois défigurèrent des pans entiers de forêt que les Ordonnances étaient censées protéger, ce qui n’échappera pas à la sagacité de de Froidour.
Adoptant l'opinion de Colbert, de Froidour estima que le roi n'avait pas de raison d'acheter de forêts pour obtenir de mâts, mais plutôt laisser choisir par des hommes « de fidélité et d'expérience » les arbres utiles, les marquer et les dénombrer par forêt. La quantité à couper chaque année pendant un laps de temps déterminé serait ensuite fixée avec le propriétaire.
Les mesures contraignantes proposées par l’Ordonnance rencontrèrent une résistance, de même que les opérations d'abattage pour se procurer les mâts. Cette résistance conduisit souvent un de Froidour à renégocier officieusement le texte normatif au profit des pratiques agricole paysannes qui étaient implantées ; le rapport de force toutefois changea en faveur de la monarchie, l’absolutisme faisait son œuvre, les populations locales jouèrent le jeu de l'Ordonnance de peur d’être évincée.
Le premier traité où le concept de gestion durable des forêts est énoncé, par Hans Carl von Carlowitz en 1713, toutefois initié par l'épuisement des forêts aux alentours des sites miniers de Saxe; il s'inspire largement de la « grande réformation des forêts » de 1669 de Colbert. Von Carlowitz a derrière le terme de Nachhaltigkeit, le premier décrit théoriquement l'idée du développement durable qui se décline aujourd'hui de diverses manières.
À la Révolution française, les Grands Maîtres des Eaux et Forêts de l'ancien régime émigrèrent ou connurent des fins tragiques, à l'exemple de Varenne de Fenille décapité en 1794. La révolution française donna à la foresterie un rôle mineure, donnant le plein usage de leur bien aux propriétaires de forêts, si bien que lorsque l'école forestière de Nancy fût créée en 1824 et la promulgation du Code forestier en 1827, la science forestière française était allemande. En dépit des pressions exercées par l'industrie du fer, les bateaux sont toujours en bois fait remarquer Marie-Césaire du Teil le 20 mars 1827. Le nouveau Code forestier en 1827, mis en place pour les besoins de la marine, aussi impopulaire que le premier, déclenche la « guerre des Demoiselles » en Ariège.

## Par pays

### Europe

#### Bois de la Baltique
Gdansk, Koenigsberg et Riga avaient, aux XVe et XVIe siècles une très grande importance pour le développement des flottes hollandaises, anglaises, espagnole et portugaise.
Le commerce de la baltique sera détenu par les vikings, puis la Hanse, puis les Hollandais, et enfin les Anglais au XVIIIe siècle. Ce qui plaçait souvent les pays européens dans une situation délicate quant à l'approvisionnement en bois de marine, et en goudron de pin. La route maritime en provenance de Norvège, présentait aussi un goulet d'étranglement, l'Øresund - le détroit étroit séparant le Danemark de la Suède - un passage facilement bloqué par les marines ennemies, en particulier les Hollandais qui étaient géographiquement bien placés pour faire obstacle au commerce à travers la Mer du Nord; comme le pouvaient aussi, dans une moindre mesure, les Français.
Les premières législations forestières sont mises en place en Pologne par Grigori wolowicz en 1558, pour compte de Sigismond II.

#### En Angleterre
Milieu XIXe siècle, l'Angleterre forte de la marine la plus puissante au monde, était aussi considérée comme la championne du monde du déboisement; ayant dévasté ses propres forêts, celles de l'Irlande, de l'Afrique du Sud et du Nord-Est des États-Unis, pour la construction navale, les fonderies et l’agriculture. À partir de 1830, s'ouvre alors à elle les forêts de teck birman, où la science allemande en matière de foresterie (en la personne de Dietrich Brandis, Inspecteur général des forêt de l'Imperial Forest Department) permettra de sauver un temps cette ultime ressource.
À l'époque médiévale et élisabéthaine, la construction navale était insignifiante par rapport aux autres utilisations du bois. Ce n'est que vers 1780 que sa croissance commence à rattraper l'offre d'arbres.
Le défrichement des forêts était nécessaire au développement économique de l'Angleterre, mais une première pénurie de bois est enregistrée en 1535, attribuée à la dissolution des monastères par Henri VIII, lorsque les forêts appartenant aux maisons ecclésiastiques sont abattues en bloc. Alors que cette première destruction imprudente de chênes se prolonge, et pour maintenir les activités traditionnelles liées aux bois (« repayryng and mainteyning of houses and shippes, as also for fewel and fierwood »), la première loi de préservation est adoptée par le Parlement en 1535. Henry est le premier roi à organiser la marine en tant que force permanente. Il reconstitue l'Amirauté, fonde la Trinity House et le Navy Board et créé les chantiers navals de Deptford, Woolwich et Portsmouth. Le preservation Act de 1535 est renforcé sous le règne d’Élisabeth Ire, en 1570. 1580 enregistre la première plantation authentifiée de chêne par Lord Burleigh: 13 hectares dans le parc de Windsor (Cranbourne Walk). Les coupes de bois constituent un apport de devises substantiel pour la couronne et toujours il faut s'assurer qu'il reste suffisamment de bois pour les besoins de la marine.
La Première révolution anglaise en 1651 voit de nouveau les forêts exploitées de manière débridée. La marine anglaise est depuis la période Tudor dépendante de l'étranger pour ses mâts; les Provinces-Unies lors des guerres anglo-néerlandaises furent en mesure de couper l'approvisionnement en bois de mâture et autres munitions de marine en provenance de la Baltique. La Première guerre anglo-néerlandaise (1652-1654) n'enregistre aucune pénurie en mâts et en bois, car la séquestration des domaines des Cavaliers et l’autorisation par la Navy de faire de gros abattages dans plusieurs réserves de la Couronne ont fourni une réserve abondante de chêne. Au moment où Charles II est rétabli sur le trône, le mouvement des enclosures a déjà eu des effets importants sur les forêts de sorte qu'il y a une grande inquiétude concernant leur dégradation. Les historiens ne sont pas d'accord sur la gravité de la situation et la rareté de l'approvisionnement en bois est remise en question ; certains suggèrent que la situation fut exagérée par les courtisans pour inciter Charles II à agir. En 1664, l'écrivain anglais, John Evelyn, dans son ouvrage Sylva, A Discourse of Forest Trees, invite les grands propriétaires (Landed nobility et Landed gentry) à planter des arbres pour fournir le bois d’œuvre exigé par le développement de la Navy, son appel est suivi à titre privé, mais quelquefois aussi par le gouvernement.
Le labour, l'industrie de l'acier et du verre, la marine, etc., sont les secteurs qui pèsent sur les réserves de bois; et le Grand incendie de Londres de 1666 pesa probablement aussi sur les ressources en bois, car aucun autre bois que le chêne ne fut autorisé par le Rebuilding of London Act pour la reconstruction des charpentes et menuiseries (Roofs, Windows frames and Cellar Floors) des maisons détruites.
La Troisième guerre anglo-néerlandaise (1672-1674) rend évidente la rareté des bois de marine et de mâture; il faut dépouiller les navires qui ont le plus besoin de réparations pour en rafraichir d'autres, et beaucoup de navires comme le HMS Diamond (1652) (en) s'avèrent trop dégradés par la pourriture pour prendre la mer. Le traité de Westminster de 1674 en rouvrant le commerce balte, soulage les problèmes d'approvisionnement en bois de mâture, mais il y a toujours pénurie critique de chêne. Plusieurs des plus gros navires de la Navy pourrissent et depuis la bataille de Solebay, ne font l'objet d'aucune réparation.
La Marine royale française entre-temps s'est développée sous la direction avisée de Colbert, et pour contrer cette nouvelle menace, le Parlement anglais, en 1677, affecte 600 000 £ à la construction de trente nouveaux navires. Mais le pays est saccagé et les forêts sont dépouillées de leurs chênes, ce qui a toutes sortes d'implication évidentes pendant un siècle. Les bois précieux et les planches sont particulièrement rares et du chêne doit être importé de la Baltique. Il y a de plus une grande négligence dans la construction, enregistrée par Samuel Pepys. En 1684 une inspection des trente navires par le président de la Royal Society conclut que les navires, qui ne sont jamais sortis du port, sont pourris et prêts à sombrer à quai. Des suggestions sont faites selon lesquelles la décomposition était totalement imputable à la construction hâtive, à la « verdeur » de la matière, et à la qualité des bois des pays de l'Est. La première accusation a été sommairement éliminée, car certains des navires étaient depuis deux, trois, quatre ans et même cinq ans en construction, et pour certains, plus de cent livres ont été réclamées par le constructeur pour réparer les coques; la simple omission des précautions ordinaires nécessaires pour préserver les navires nouvellement construits était finalement la cause de leur destruction. Pepys s'assura d'autre part que du bois d'importation rentrerait désormais dans les membrures.
De plus en plus de bois de mâture vient des colonies du Nord de l'Amérique, mais sous le règne d'Anne (1702-1714), l'attention se porte aussi vers les pins (pin d'Écosse, en fait le pin sylvestre) et sapins d'Écosse, grandes réserves d'arbre digne des mâts, et pour la fabrication de poix, goudrons, colophanes et autres munitions de marine; situés sur des terres inaccessibles car dans des parties montagneuses et éloignées des rivières navigables, des efforts sont faits pour rendre les routes, les passages et rivières praticables.
À la fin de la guerre de Sept Ans, pratiquement toutes les forêts indigènes sont dépouillées du bois destiné à la marine et d'importantes importations de sapin de la Baltique sont réalisées. En 1759, la Royal Society of Arts offre des médailles d’or et d’argent pour les plus grandes plantations d’arbres et, poursuivant l’initiative jusqu’à la fin du siècle, encouragea la plantation de millions d’arbres. En 1768, le Navy Board signale à l'Amirauté les difficultés rencontrées pour se procurer du bois et demande que des mesures soient prises pour y remédier. Trois ans plus tard, un comité parlementaire examine le sujet en détail et constate que pratiquement aucune grande pièce de bois ou bois tors autochtone ne peut être obtenu. L'Amirauté procède à une limitation du tonnage des navires de la Compagnie des Indes orientales afin d'empêcher toute compétition pour les bois de plus grande taille. Ils ordonnent de maintenir en tout temps une réserve de trois ans sur les chantiers navals et, important une grande quantité de chênes de la Baltique, ils brisent pendant un certain temps le monopole du bois, qui en entrave l'approvisionnement. C'est la première fois que l'on utilise beaucoup de chêne étranger, de grosses cargaisons sont achetées à Stettin, Brême et Rostock. Peu de navires sont construits entièrement de ce bois mais il est utilisé pour réparer les navires construits hâtivement avec du bois non séché.
Lors de la guerre d'Indépendance américaine, Albion soutient qu'il existe une relation très évidente entre la perte de l'offre de mâts de la Nouvelle-Angleterre et l'échec de plusieurs campagnes navales dans cette guerre. Lorsque la France entre en guerre en 1778, il n'y a que trente-cinq navires de la ligne signalés comme prêts à partir en mer sur plus d'une centaine, et Keppel se rendant à Portsmouth pour prendre le commandement du «Western Squadron» , found only six ships fit to meet a seaman's eye, ne trouve que six navires aptes à naviguer. Des efforts sont faits pour rafistoler suffisamment de navires en décomposition pour former deux flottes et les pires navires de « Rotten Row » sont temporairement réparés pour le service à domicile. L'Angleterre n'est pas prise au dépourvue par la Révolution française: Charles Middleton, futur lord Barham constatant que la résolution de l'Amirauté de conserver 66 000 chargements de bois de chêne (équivalant à trois années d'approvisionnement estimé sur les vingt dernières années) n'a pas été respectée, il réussit à constituer une réserve de munitions de marine, quelque 88 000 chargements de bois de réserve, ainsi que plusieurs années d'approvisionnement en mâts. En 1790, il est contraint à la démission par Richard Howe qui le juge extravagant. En 1787, une commission, dirigée par Middleton, avait été nommée pour enquêter sur l'état des bois, des forêts et des revenus fonciers de la couronne. Sont produits dix-sept rapports dans la première série (1787-93) et trois dans la seconde (1812-19); source précieuse d'informations, celui sur les bois de marine est publié en 1792, et avec ses annexes occupe plus d'une centaine de pages. Il déclare que le bois dans les haies (timber in hedgerows) qui est le plus précieux pour les utilisations navales, est le plus diminué, et que le stock de gros bois est tellement et si généralement diminué que l'approvisionnement ne peut continuer. Cette diminution a été attribuée à l'extension du labour, rendue nécessaire par l'accroissement de la population, et par un système agricole amélioré, en conséquence duquel les champs sont agrandis et les haies arrachées. Le chêne a besoin de cent à cent cinquante ans pour atteindre la taille requise par la marine et ce qui avait été jusque là utilisé en chêne pour les bois de la marine résultait de la propagande de John Evelyn au XVIIe siècle. Une pénurie temporaire de bois ne pouvait être traitée comme le maïs, par la simple conversion de terres; on recommande alors le mélèze comme arbre de substitution pour produire un approvisionnement suffisant en bois en un minimum de temps. Des millions de mélèzes sont ainsi plantés.
Au XVIIIe siècle, l’Angleterre supplante la Hollande comme principal acheteur des produits forestiers du Nord. Des entreprises comme J. Thomson, T. Bonar & co, ayant leur siège à Londres et à Saint-Pétersbourg, à partir du XVIIIe siècle feront fortune dans le commerce du bois de la Baltique.
Le blocus continental de 1806 instauré par Napoléon Bonaparte, oblige le Royaume-Uni, qui s'alimente habituellement sur la Baltique, à importer du bois en provenance du Canada, stimulant le commerce du bois carré, particulièrement sur la rivière des Outaouais. Ce commerce est de nouveau encouragé par des tarifs préférentiels.
Dès 1820, le bois devient l'un des premiers domaines d'application de la théorie du libre-échange. Cela est dû en partie à la persistance de puissants marchands qui souhaitaient voir l’ancien commerce balte rétabli.

#### En France
Henri II reçoit en héritage de François Ier une marine de guerre dans un état lamentable. Début de son règne, à partir de 1547, il arrête un vaste plan de constructions navales; à Marseille et à Toulon, vingt-six roberges sont commandées. La marine de guerre confiée à Léon Strozzi, comporte trente galères au Levant, et dix galères au Ponant (des réserves sont ménagées de telle manière que ce nombres pouvaient être augmenté de quelques galères et galiottes). Ainsi Henri par lettres patentes du 29 mai 1547 commande et permet de couper le bois qui sera nécessaire pour la construction de vingt-six galères et Claude de Tende, dans une lettre du 20 juin donne la permission aux porteurs de disposer du bois en terrain non cultivé et de moyens de transport, le tout « en payant raysonnablement » selon la coutume. Le 10 septembre suivant, le notaire marseillais Jean Déolliolis dresse pour les marchands Claude Montanhe et Pierre Pastre, vendeurs, et le capitaine André de Saxe, représentant de Leone Strozzi, acquéreur, un acte d'achat:

« de doze milles goas d'escayre de pin pour fornyr à la construction des vingt six galères données en charge à construire par lettres patantes du roy nostre sire audyt seigneur prieur de Cappe. »

Le bois pourra être coupé en Provence, et sera envoyé - la moitié et la mi-décembre et l'autre moitié en février 1548- à Fréjus (flotté sur l'Argens?), à Saint-Tropez ou dans un autre port pour être transporté ensuite à Marseille. La « stolonomie » premier traité de construction navale date de cette époque.
La France de Louis XIV est aux prises avec une pénurie de bois, en raison d'une gestion désolante des domaines royaux depuis des années. La surexploitation entraîne une diminution considérable des superficies forestières. Selon les chiffres disponibles pour la période entre le XVIe et le XVIIIe siècle, un quart, voire un tiers des forêts disparaissent, les futaies sont particulièrement menacées. En 1661, Louis XIV charge le ministre Colbert d'une réforme de la foresterie française. Devant la déliquescence des forêts et des arsenaux, Colbert se résout pour commencer à l'achat à l’étranger de 119 navires, entre 1662 et 1669. Ensuite pour assurer sur le long terme tant l’approvisionnement en bois de marine que la conservation et l’amélioration des forêts du royaume, il adopte une sévère réorganisation de l’administration des Eaux et Forêts (arrêt du 15 octobre 1661) ; la reconnaissance générale des forêts du royaume (instruction du 10 mars 1663) ; enfin  l'ordonnance de 1669. La futaie de chênes de la forêt de Tronçais remonte à Colbert qui en organise la délimitation et le réaménagement en 1670.
La France ne manque pas de chênes, mais les résineux pour les mâts font défaut. Il faudra aller les chercher dans les Pyrénées. De Froidour et ses collaborateurs sont chargés d'identifier et cataloguer les arbres propre à faire les mats et tout de suite des coupes sont pratiquées, dans la forêt d'Aygue-Bonne en Pyrénées-Orientales, celles de Boutx et Melles en Haute-Garonne, celles de la Vallée d'Aure, celles de Caudiès-de-Fenouillèdes, etc. La seule Forêt d'Iraty fournit à la mâture de Bayonne 7 000 sapins. En 1667, une tentative est faite d'acheminer des mâts via l'Ardèche jusqu'à Toulon mais échoue. Le procès-verbal du 8 mai 1670 signale que de la forêt de Lys, qui est à l'extrémité de la vallée du Larboust, on peut tirer plus de 4 000 mâts et toutes sortes d'autres bois ronds. En 1765 Louis XV crée une administration pour couper les arbres de marine et les acheminer à la mâture de Bayonne. Des chantiers sont ouverts dans les principales forêts d'Aspe et Ossau. L'extraction de ces arbres oblige à ouvrir dans la montagne des routes, sous la direction de Paul-Marie Leroy, ingénieur des ports et arsenaux à la Marine. Il publie en 1776 un ouvrage sur le sujet: Mémoire sur les travaux qui ont rapport à l'exploitation de la mâture dans les Pyrénées. Le Chemin de la Mâture, qui débouche sur la Vallée d'Aspe au Fort du Portalet, taillé dans le roc, est emblématique de son travail.
Du temps d'Étienne-François Dralet (1760-1844), depuis quinze ans, seule la Vallée d'Ossau fournit des sapins (sapinière de Gabas); les sapins sont acheminés à Oloron, où on les jette dans le gave pour les flotter à Bayonne. L'extraction s'étend aux chênes-verts, au bois très dur et quasi indestructible, pour les bois courbans, au hêtre pour les rames et avirons, et au buis pour les essieux et poulies.
Milieu XIXe siècle face à une nouvelle pénurie, la France est forcée d'étendre la circonscription du territoire où les bois sont exploités autres que ceux des bassins de la Saône et du Rhône, soit de l'Italie, l'Espagne, la Sardaigne, l'Illyrie et autres pays du midi de l'Europe; les bois de la Belgique de bonne qualité sont également admis; les courbes très rares se trouvent encore sur les fossés qui entourent les terres cultivées dans les arrondissements de la Bretagne où l'on n'a pas l'habitude d'émonder les chênes, particulièrement dans l'arrondissement de Vitré; Dans la Vendée et la Mayenne, les ressources sont presque entièrement épuisées; les particuliers détruisent toutes leurs futaies pour les remplacer par des taillis de 6 à 9 ans quand ils ne défrichent pas tout de suite; mais après quelques exploitations les souches étant usées les propriétaires aiment mieux défricher que de repeupler en bois; la plupart des forêts sont dans un état de délabrement avancé.

#### Bassin versant du Rhin et Hollande

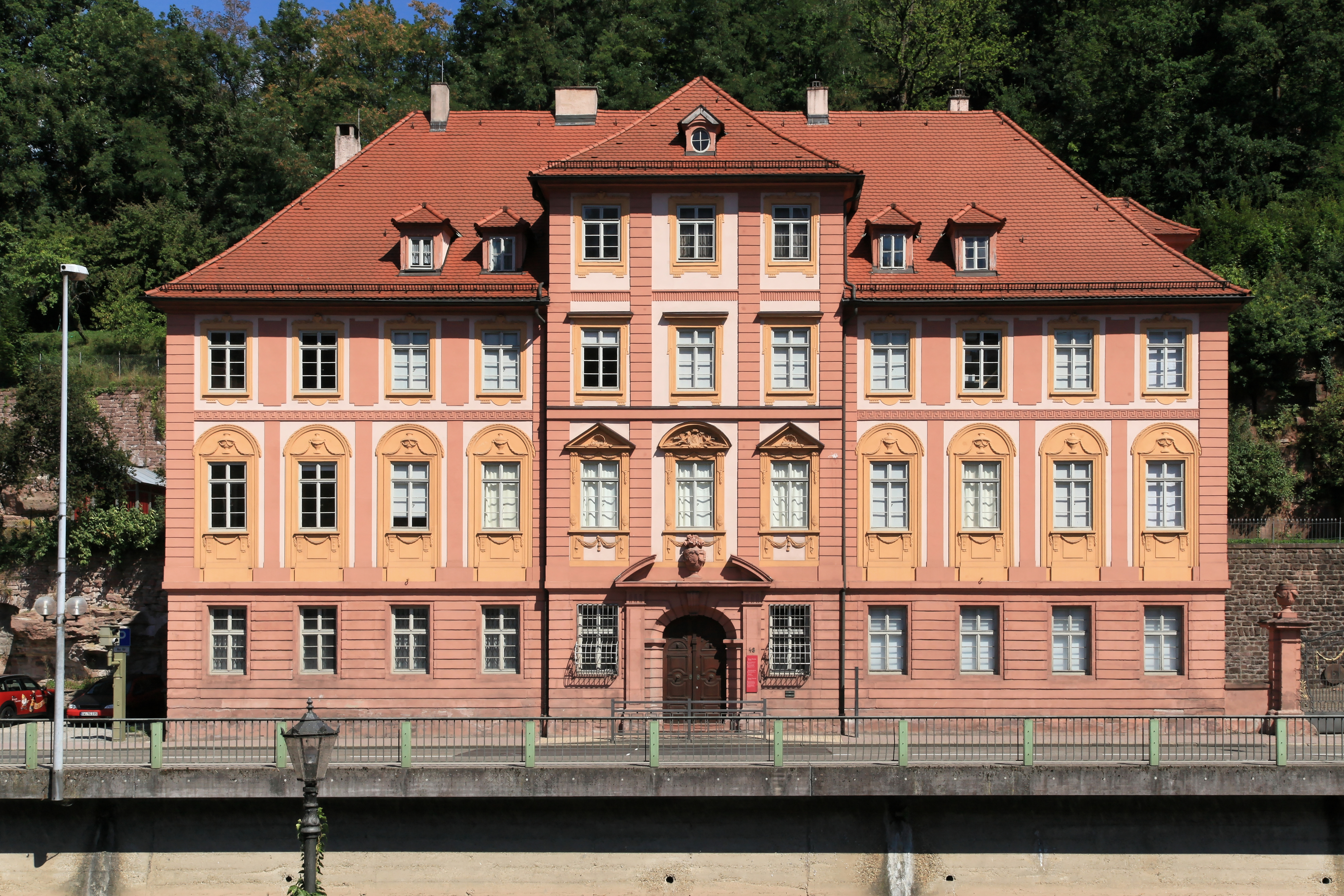
Calw - Le Palais Vischer témoigne encore de la prospérité liée au flottage du bois

Le bassin versant du Rhin a drainé depuis le XVe siècle, les bois des forêts riveraines, jusqu'à Dordrecht en Hollande, qui par le hasard d'un raz-de-marée en 1421, la relie à la Mer du Nord, et devient un centre du commerce du bois important à partir de cette époque. Des arbres sont récoltés dans la Forêt-Noire, acheminés vers la rivière par toutes sortes de chemins, puis ils sont transportés par radeau jusqu'à Mannheim, où des Holländer sont attachés liés aux trains de bois de la Holländer Holz-Floßcompagniën. Holländer est en fait le nom qui a été donné en Allemagne au bois tendre droit et long destinés aux mâts et aux pieux de fondations. Au XVIIe siècle, les Pays-Bas dépendent aussi du bois de la Forêt-Noire pour la construction des navires; aussi pour le bois d’œuvre, car depuis le grand incendie d’Amsterdam en 1452, et depuis un règlement de 1521 publié par Charles Quint, il est interdit de construire en bois; paradoxalement les maisons en brique en raison de la faible portance des sols, oblige à utiliser des pieux d'une longueur de 18 mètres pour atteindre un premier banc de sable à travers la tourbe boueuse sur laquelle la cité est bâtie; le chiffre symbolique, des 13 659 pieux du Paleis op de Dam était connus de tous Hollandais; les maisons en requéraient quarante.
Pour un Ostindienfahrer des Indes orientales, il fallait environ 2 000 troncs, pour un navire de guerre, environ 4 000 troncs. En 1634, la flotte néerlandaise comptait 35 000 navires.

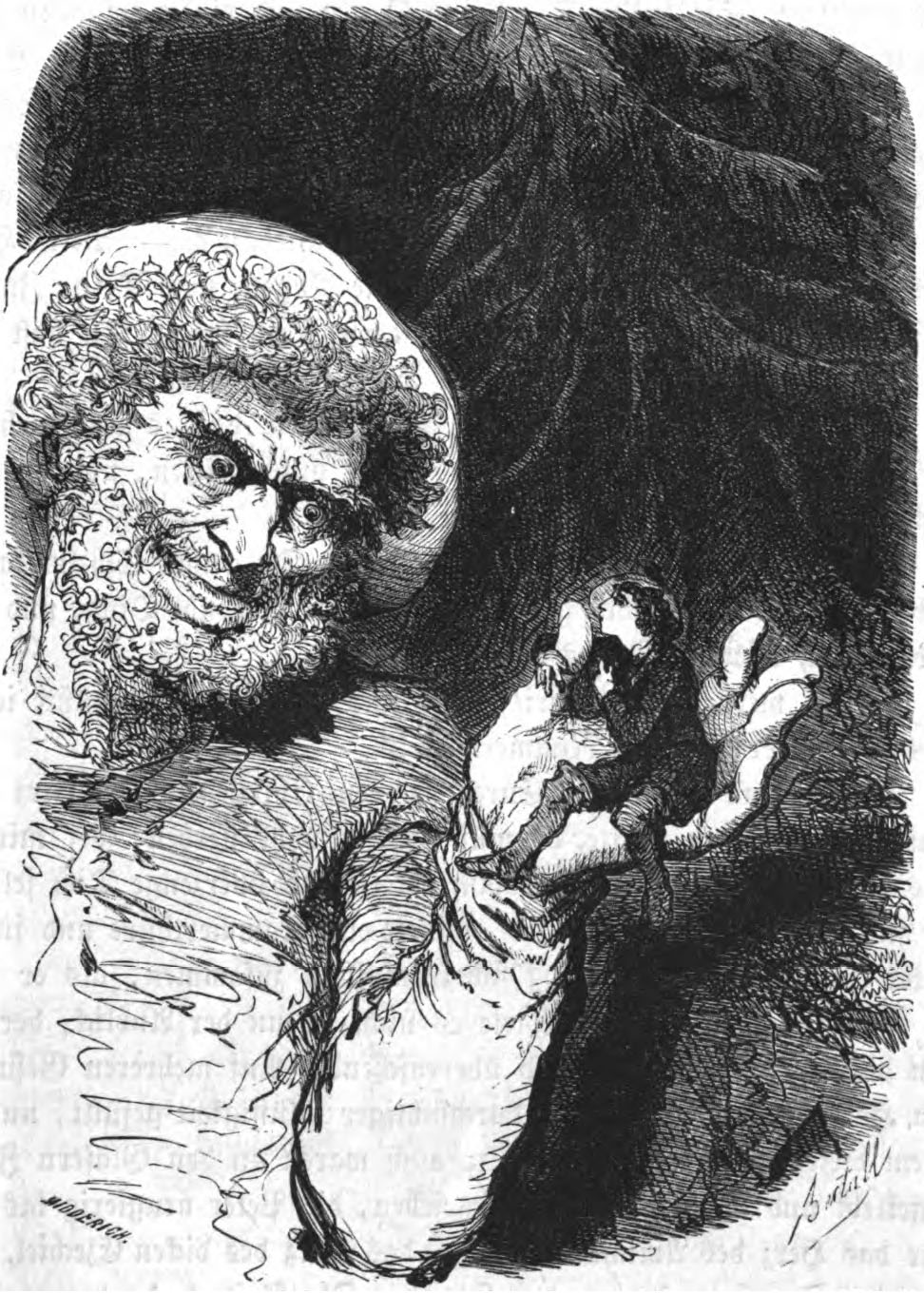
Bertall - Scène du conte de fée « Das kalte Herz » de Wilhelm Hauff: Le charbonnier Peter entre les mains du Néerlandais Holländer-Michels

Une autre Floß-Holzhandels-Compagnien était la Calwer ou Wuerttemberger; Autorisée par Charles II de Wurtemberg, elle fit la fortune Johann Martin Vischer II "der Fürsichtige" (1751-1801) dont le Palais Vischer (de) à Calw témoigne encore de la fortune. Dans le conte de Wilhelm Hauff "Das kalte Herz", qui raconte la magie fatidique de l'argent, l'un des membres du groupe, un personnage principal, porte le nom évocateur de « Holländer-Michel »

« Auf der andern Seite des Waldes wohnt ein Teil desselben Stammes, aber ihre Arbeiten haben ihnen andere Sitten und Gewohnheiten gegeben als den Glasmachern. Sie handeln mit ihrem Wald; sie fällen und behauen ihre Tannen, flößen sie durch die Nagold in den Neckar und von dem oberen Neckar den Rhein hinab, bis weit hinein nach Holland, und am Meer kennt man die Schwarzwälder und ihre langen Flöße; sie halten an jeder Stadt, die am Strom liegt, an und erwarten stolz, ob man ihnen Balken und Bretter abkaufen werde; ihre stärksten und längsten Balken aber verhandeln sie um schweres Geld an die Mynheers, welche Schiffe daraus bauen. »

— Wilhelm Hauff "Das kalte Herz"
Entre le XVIe siècle au début du XIXe siècle, la pénurie de bois devient un thème récurrent de la littérature allemande. La pénurie de bois en tant que telle n'a pas été contestée pendant longtemps, toutefois en 1986, déclenchée par l'historien de l'environnement Joachim Radkau, une controverse durable de la recherche a émergé (« Holznotdebatte » ) sur l'existence, l'étendue, les effets spatiaux et sociaux de la pénurie de bois.
Jusqu'au XIXe siècle, le Murg dans le Bade-Wurtemberg est une voie commerciale importante pour le flottage depuis la Forêt-Noire. Les marchands de bois et les propriétaires des scieries de la vallée d'Eberstein (devenue Baden-Baden) se sont regroupés pour former la société de négoce, la Murgschifferschaft (de), dont les premiers règlements remontent à 1488.
Selon Aubin, les pièces de bois droites qui viennent par le Rhin sont les plus estimées de toutes et pour les pièces courbes, celles de Westphalie sont les plus recherchées.

#### Bassin de l'Adriatique
L'Adriatique est bordée de forêts et Venise au fond de l'Adriatique, draine le commerce d'un riche hinterland forestier. Venise favorisée par son climat, des pluies plus abondantes et mieux réparties que sur d'autres côtes, jouissait d'une végétation de feuillus et de résineux étagée, entre la plaine du Pô et les Alpes, et d'un arrière-pays montagneux, traversé par des fleuves navigables, aboutissant sans difficulté à la lagune de Venise. L'industrie militaire navale de la péninsule qui s'était arrêtée avec la chute de l'Empire romain, reprend définitivement au Moyen-Âge. L'Arsenal de Venise est fondé en 1104. La Sérénissime met en place une organisation de la construction navale et de la gestion forestière sans équivalent à l'époque médiévale en Europe. Le testament du doge Tommaso Mocenigo en 1423, renseigne une flotte de 300 grands navires, 300 petits, 30 galères, un ensemble de bâtiments nécessitant l'entretien de 3 000 charpentiers et autant de calfats.
Venise a alors tout un éventail d'utilisations du bois, du chauffage à la cuisine et l'industrie, les pieux des constructions, la ville est tout en bois. Dans l'Arsenal on fabrique aussi les canons et les boulets, les armes, et les rations embarquées pour l'alimentation des marins qui nécessitent du bois de chauffage. La construction navale exige du chêne en pièces droites ou courbes, du mélèze pour les longues poutres, du sapin pour les espars et les mâts; les rames étaient en hêtre, les cabestans en orme et les gouvernails en noyer.
L'Arsenal de Venise se fournira d'abord dans des petits bois du Cadore, souvent utilisés pour le pâturage, paysage dominé par les zones cultivées, dans lequel les bois sont une présence sporadique. La gestion des bois à des fins de construction navale sera étroitement liée à d'autres fonctions économiques de la forêt, parfois complémentaires, comme le pâturage en forêt, dans d'autres cas concurrentielles, comme la production de charbon ou de pieux.
La présence de chêne pédonculé est signalée dans diverses zones italiennes, du nord au sud de la péninsule, mais le besoin de trouver du bois pour la marine entraînera une exploitation généralisée des bois italiens, quelle que soit la distance des chantiers navals. En plus du chêne, 40 % du bois nécessaire était constitué de conifères, notamment d'épicéa commun (Picea excelsa) et de mélèze (Larix decidua), tandis que les 10 % restants étaient constitués de hêtre, utilisé pour les avirons. Considérant sa robustesse et sa meilleure capacité à résister à l'humidité, le mélèze pouvait atteindre 20-25 % de la part des conifères s'il était possible de l'obtenir, et même plus. Les conifères provenaient des zones alpines, en particulier les mâts du Haut Belluno, du Frioul et du Trentin, il en venait également des Apennins de Romagne toscane.
Des dispositions sont prises par le Maggior Consiglio, puis au XVe siècle, par le Sénat et le Conseil des Dix, directement liées à l'approvisionnement en bois de l'Arsenal, portant à la fois sur la régulation du trafic des bois longs de résineux ou la protection des forêts de Terraferma, particulièrement les chênaies. En 1464 les Provveditori sopra legne e boschi sont créées, ainsi qu'une série de lois draconiennes visant à assurer l'approvisionnement en bois de Venise.
En 1463, la Magnifique Communauté de Cadore fait don de la forêt de sapins Somadida à la République Sérénissime de Venise afin qu'elle puisse tirer les mâts des navires pour combattre les Turcs; la forêt est consacrée à l'usage exclusif de l'arsenal. En un siècle, la République interdit les bois des principales essences nécessaires à la construction navale: en 1471 la chênaie de Montello située le long du Piave ; en 1548 pour le bois d'aviron le Cansiglio dans les Préalpes de Belluno ; en 1567 les sapins de Caiada, également dans la région de Belluno ; en 1580 ceux de Visdende en Cadore. Elle crée aussi un cadastre, un inventaire forestier. C'est un travail sans égal en Europe à cette époque, qui vise à obtenir une estimation de toutes les ressources forestières des domaines vénitiens et à établir leur contrôle périodique, en le combinant avec une gestion visant à augmenter la production. Le premier cadastre créé en 1489 concerne les bois du Frioul. 32 bois sont ensuite arpentés pour une extension totale de 477 ha, et c'est le premier d'une quarantaine de cadastres réalisés par Venise jusqu'en 1796, dans lesquels étaient indiqués les limites, l'exposition, le périmètre, l'état des chênes. Un second cadastre fut créé en 1536, dans lequel chaque bois était non seulement confiné, mais aussi entouré d'un fossé et équipé de ponts et de barreaux aux entrées, interdisant toute utilisation qui aurait eu lieu sans autorisation de la justice.
Aux Xe et XIe siècles, le commerce vénitien du bois de marine à destination des arsenaux musulmans était un trafic de contrebande important, jusqu'à ce que l'État appuyé par l'Église, place le bois parmi les marchandises interdites aux Infidèles, ou soumises à des contrôles stricts.

#### Portugal et Espagne

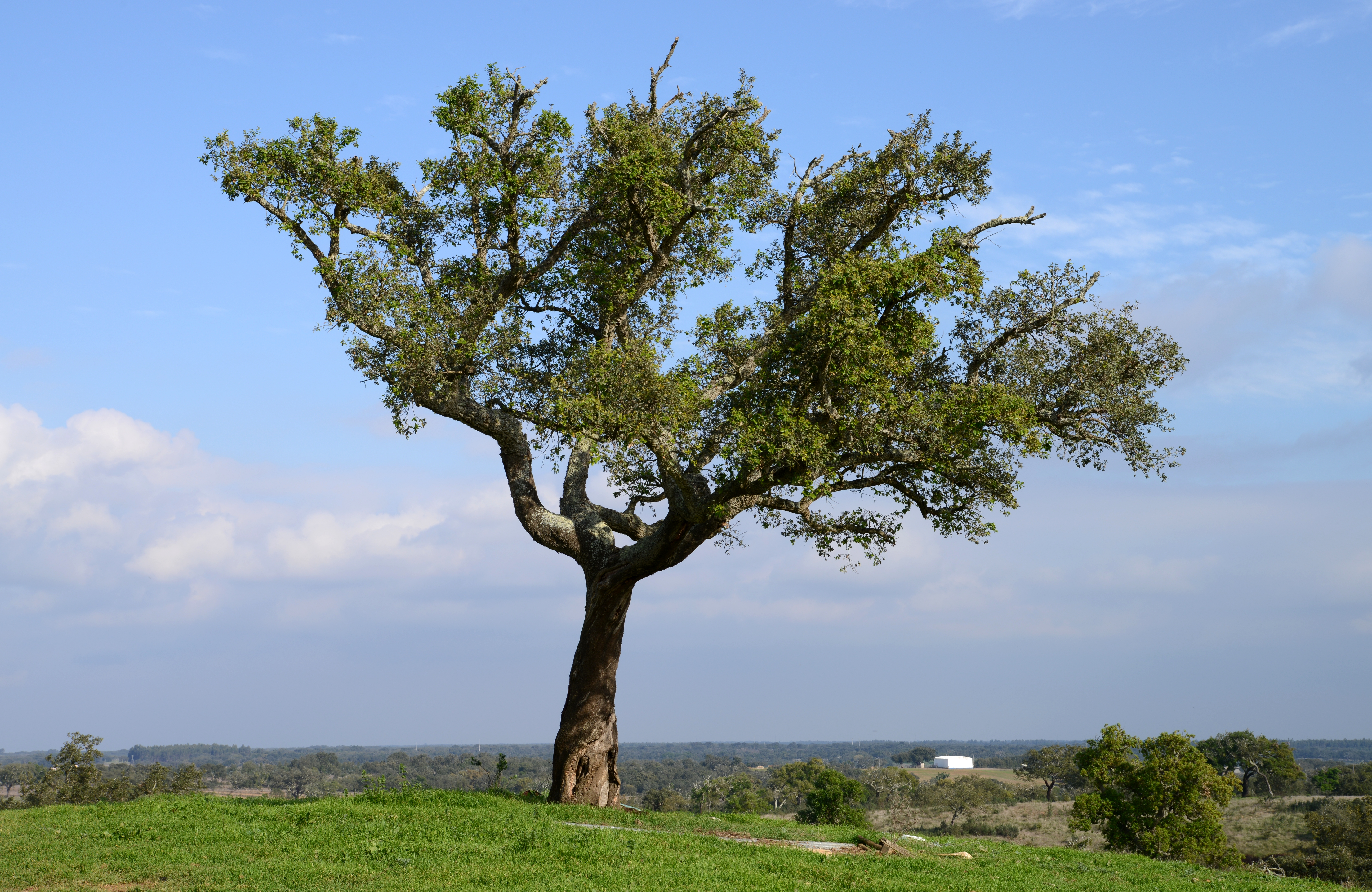
Un chêne-liège (Quercus suber) près du village de Cercal, Portugal

Les premiers traités de construction navale sont portugais. Le premier, Instrucción náutica, para el buen uso y regimiento de las naos, su traça, y su gobierno conforme a la altura de México de Diego García de Palacio (es) est publié à Mexico en 1588.
Les deuxième et troisième chapitres, du Liuro da Fabrica das Naos traité de construction navale du padre Fernando Olivera, vers 1580, traitent exclusivement des types de bois et de leur application dans les différentes parties du navire, la période de l'année au cours de laquelle ils doivent être coupés et travaillés de manière à conserver leurs meilleures propriétés. Dans la construction navale portugaise, deux essences de bois sont essentiellement nécessaires : Quercus suber (souaro en vieux portugais, sobreiro en portugais moderne), dont le bois fort et dur à sécher, est idéal pour l'ossature du navire (liame) ; et le pin (pinho) plus tendre, pour les bordages (tabuado). Apparemment, à la fin du XVIe siècle, Quercus suber commence à se faire rare car Fernando Oliveira met en garde à plusieurs reprises – « gastem as souereyras em caruão, nem casca de cortidores, nem outra cousa algua menos necessaria que a nossa fabrica naual » – de ne pas gaspiller les bois nécessaires à l'industrie navale portugaise. Dans l'éventualité d'une pénurie de Quercus suber, Quercus ilex (azinho, azinheiro) peut être utilisé aux mêmes fins. De même, le chêne ibérique est utilisé pour la construction des couples (cavername, varangues), bien qu'il s'agisse d'un bois assez perméable au teredo. En revanche, le chêne nord-européen plus doux et gras ne devrait pas être selon lui utilisé dans les bordages. Le bois de châtaignier, bien qu'il ne soit pas idéal pour la construction navale, car il casse facilement, peut être utilisé à la fois pour l'ossature et les bordages en l'absence de toute autre espèce. Les autres essences utilisées pour l'ossature sont Quercus coccifera (carrasco), Quercus (carvalho), Castanea (castanho, castanheiro); et pour les bordages des navires Pinus pinea (pinho, pinheiro manso, pins utilisés dans les œuvres mortes, aussi les mâts et les vergues), Castanea, Pinus larix (lerez, larício), Cedrus (cedro), Populus (alemo, Álamo), Cupressus, (aciprestre, cipreste), Abies alba (abeto).
Fondé par Abd al-Rahman III, l'arsenal de Tortosa exploite la forêt de pin locale au Xe siècle.
En Espagne, Juan de Goyeneche (1656,1735) établit l'approvisionnement de la marine espagnole en bois des Pyrénées, via l'Èbre jusqu'à Tortosa. Attachés les uns aux autres on forme des radeaux ou « almadía » des grumes jetés dans la rivière. Trois fabriques sont implantées au cœur des Pyrénées: dans les monts de Laspuña acheminés jusqu'aux rives du Cinca jusqu'à l'Èbre; dans le Valle de Echo et dans la Forêt de Oza, les bois sont acheminés jusqu'à l'Aragon puis à l'Èbre; dans la vallée de Roncal et Valle de Belagua via l'Aragon ils sont acheminés jusqu'à l'Èbre. Des fabriques de poix et de goudron, indispensables au transport maritime, sont également implantées dans plusieurs régions du royaume d'Aragon et de Catalogne, et en particulier dans les montagnes de Tortosa, où, en raison de la grande quantité de pins, la fabrique peut être agrandie pour n'importe quelle quantité nécessaire. De Tortosa les bois sont acheminés vers les arsenaux du Royaume,.

#### Russie
Jusqu'au XVIIe siècle, la scie est inconnue ou absente en Russie, l'exploitation forestière se fait à la hache, et les maisons construites en rondins empilés, la forêt intéressait le Russe d'abord sous le rapport de la chasse et de l'apiculture. Les premières embarcations russes sont de même des plus sommaires; héritières des meilleures traditions de la construction navale traditionnelle russes, les pirogues cosaques entre le XVIe siècle et le XVIIIe siècle, appelées chêne (дубовка, rapport au matériau dont elles sont faites), sont monoxyle ou mixtes, constituées d'un demi tronc de chêne entier, bordé par des planches de pin; malgré leur apparente primitivité ces pirogues peuvent naviguer non seulement dans les rivières, mais aussi sur la mer: de fait, les Zaporoguie font de longs voyages en mer et se battent avec audace contre de gros navires turcs et les vainquent.
Le commerce des produits forestiers, dont le bois, vers l'Europe débute au XVIe siècle, en Russie comme dans les États polono-lituanien, dans le contexte d'un appauvrissement des forêts d'Europe Occidentale. Moscou à cette époque n'a pas de port, ni sur la Baltique, ni sur la mer Noire, pas plus que d'arsenal de marine. Elle dépend des pays de la Baltique pour son commerce européen.
En 1533, l'arrivée providentielle d'un navire anglais à l'embouchure de la Dvina septentrionale, en Mer blanche, celui de Richard Chancellor changea tout. À cet endroit, sur la localité de Novokholmogory est fondée Arkhangelsk, à partir de laquelle se développe le commerce anglo-russe, mais vers laquelle se dirigent bientôt des navires norvégiens, hollandais et allemands. À Arkhangelsk est fondé le premier chantier naval russe (Solombala) par Pierre Ier le Grand, ce passionné de construction navale, qui n'hésite pas anonymement à parcourir l'Europe pour s'initier aux techniques navales et débaucher des charpentiers talentueux comme le Hollandais Wybe Gerens. Le bois de chêne était recherché comme en Europe occidentale mais il ne se trouvait pas partout en Russie. Pierre Ier prit des mesures pour développer cette essence pour la construction navale (Korabel'nye lesa) : dans une instruction de 1722, les propriétaires fonciers étaient priés de procéder à des ensemencements de glands; cette mesure visait particulièrement les propriétaires d'Ukraine, afin de pourvoir les chantiers de la mer d'Azov. Pierre le Grand fut le premier Russe, à souhaiter procéder à un boisement des steppes du sud. La liberté des particuliers au profit de l'État s'en vit diminuée, plus qu'en Europe occidentale.
Pierre le Grand donne à la Russie un accès à la Baltique en fondant Saint-Pétersbourg.
Fin XVIIIe siècle, la Russie de Catherine II produit tout ce qui est nécessaire pour la construction et l'équipement des vaisseaux. On les construit principalement à Kronstadt, à Saint-Pétersbourg, et à Arkhangelsk. Ceux qui sont construits à Kronstadt et Saint-Pétersbourg sont de bois de chêne, ceux d'Arkhangelsk sont de bois de mélèze, espèce voisine du pin et par cela même moins propres à soutenir un combat. Le chêne vient de la province de Kazan. L'Ukraine et la province de Moscou fournissent le chanvre; on trouve des mâts dans les vastes forêts qui sont entre Novgorod et le golfe de Finlande ou dans les provinces démembrées de la Pologne. Vyborg (Wibourg) fournit la poix et le goudron; il y a dans différentes provinces des manufactures de toiles à voiles et de cordages. Enfin les magasins de Saint-Pétersbourg et de Arkhangelsk sont toujours abondamment pourvus de ces divers articles. La production de goudron est très développée également dans les régions de Carélie, d'Arkhangelsk et de Vologda.
Des droits protecteurs sont imposés aux exportations de bois en 1818, dans le but de protéger la construction navale, et sont supprimés en 1866

### Amérique du Nord

#### Aux États-Unis
Les colons ont spéculé dès la première découverte, que le pin blanc, grand et rectiligne, formerait un matériau idéal pour la construction navale, en particulier utilisé comme mât pour les grands navires. En 1605, George Weymouth, trouve sur les rives de la rivière Saint-George des arbres de grande hauteur remarquables, qui rapporte-t-il pourraient faire des mâts pour des navires de quatre cents tonnes. Il rapporte en Angleterre des échantillons du pin; et quatre ans plus tard, la colonie de Jamestown envoie des pins de mâture vers l'Angleterre. En 1640, la production de mât devient la première industrie majeure de la Nouvelle-Angleterre, exportant vers les ports de construction navale des Caraïbes, d'Angleterre et jusqu'à Madagascar. Dans la Colonie Popham du Maine d'autre-part, un navire est construit par James Davis en 1607, démontrant pour la couronne britannique la possibilité de construire des navires en Amérique.
Durant les premières guerres hollandaises, des navires sont acheminés pour les mâts, et en 1670, il existe un commerce régulier, continué plus tard par des navires transatlantiques spécialement construits. Une cargaison de divers types de bois de marine américains est envoyée à l'arsenal de Deptford en 1696, et une cargaison supplémentaire quatre ans plus tard, mais elles sont rapportées de la manière la plus défavorable; car ce n'était pas de bois de construction américain qu'avait besoin l'Angleterre mais de mâts. Cependant, il y avait en Amérique une demande croissante de bois pour la construction navale, à la fois pour l'usage propre des colons, mais aussi pour l'exportation vers l'Angleterre.
Votées à partir de 1651 par le parlement anglais, pendant le mandat de Cromwell, les Navigation Acts, séries de lois protectionnistes accentuent la pression fiscale, et réserve aux marins britanniques le monopole du commerce des colonies avec la métropole, en excluant les navires étrangers des ports. Cette prohibition qui oblige les colonies à n'exporter ses produits (bois, munitions de marines) que vers la Grande-Bretagne seule a pour conséquence de faire baisser dans les colonies, le prix du bois de marine, et par conséquent d'augmenter les dépenses du défrichement des terres, le principal obstacle à leur mise en valeur. La plupart des États européens sont alors dépendants de l'Empire suédois pour le goudron de pin nécessaire au calfatage des navires et des États du Nord (autour de la mer Baltique) pour leur mâts, ce qui se traduit en Angleterre, par une balance commerciale défavorable par rapport aux États de la Baltique. Pendant la coïncidence de la Grande guerre du Nord (1700-1721) et la guerre de Succession d'Espagne (1701-1714), la Suède décida d'une politique mercantile agressive visant à imposer la Norrländska tjärhandelskompaniet comme seule compagnie pour le commerce de goudron, et surtout selon les conditions financières de la couronne suédoise; ce qui décida à son tour l'Angleterre, par des primes à l'importation (bounties), à favoriser le commerce avec ses colonies. L'Amérique du Nord devient à partir du début XVIIIe siècle, le principal fournisseur de goudron de l'Angleterre, mais elle continue aussi également à fournir celle-ci en mâts et gréements.
Après l’avènement de William et de Mary, plusieurs tentatives visant à réglementer l’abattage des arbres ont lieu. Le parlement britannique, révise en 1691 la Massachusetts bay charter, incluant une clause de préservation des mâts. Le marquage des arbres en forme de Broad arrow par les inspecteurs du roi impopulaire dans les colonies, sera l'une des causes de la révolution américaine (Pine Tree Riot).
L'Embargo Act américain de 1807 suivi du Non-Intercourse Act de 1809 tentera d'empêcher tout commerce avec le Royaume-Uni et la France.
Quercus virginiana (live-oak), dont l'aire de répartition se trouve le long du golfe du Mexique et de la plaine côtière atlantique, a été employé dans la construction de navires de guerre comme le USS Constitution et ses jumeaux, parce qu'il est dur et résistant, et parce que sa teneur élevée en tanin le rend résistant à la pourriture sèche; il est si dense qu’il s’enfonce dans l’eau douce. La U.S.Navy possède toujours de vastes forêts de live-oak et certains arbres sont déjà réservés à l’usage exclusif des multiples restaurations du USS Constitution.

#### Aux Canadas
Tout en Nouvelle-France concourt en faveur de la création d’une industrie du bois d’œuvre destinée à l'exportation: Colbert veut d’une part doter la France d’une puissante marine et d’une marine marchande; les Antilles, d'autre-part ont besoin de bois pour fabriquer les fûts, tonneaux et coffres nécessaires à leur commerce. Jean Talon, intendant de la Nouvelle-France, oriente l’industrie forestière vers ces deux pôles: bois de mâture; il envoie des mâts et du bois à la métropole; aux Antilles, des bois plus clairs, et particulièrement du bois de sciage. Au cours de l'hiver 1665–1666, Talon fait inspecter les forêts afin de recevoir des informations sur la quantité et la qualité des arbres appropriés pour la construction de navires. Malheureusement, il n’y a presque pas sur le Saint-Laurent, du très recherché chêne dont on fait alors les navires; L'intendant a l'idée d'utiliser les affluents pour faire flotter les billots. En 1667, il envoie ses premières cargaisons: dans les Antilles, des merrains et quelques petits mâts; en France des petits mâts, des espars et autres pièces pour la construction de navires. Soucieux de ne pas gaspiller cette ressource, Talon signe trois ordonnances en 1670 et 1671 interdisant aux colons de couper ou de brûler des chênes et d’autres essences propres à la construction navale, avant que les charpentiers du roi ne les examinent. Il ouvre un chantier naval sur la rivière Saint-Charles, fait venir de France des charpentiers et un contremaître. L'objectif de Talon est de fournir des navires au roi d'une part (Colbert avait promis de lui en commander) et à des particuliers d'autre part, pour l'industrie de la pêche et les échanges commerciaux avec la France et les Antilles. Dès l'automne de 1665, il réunit des colons pour entreprendre la construction de navires de 20 et 40 tonnes; il espère que le roi approuvera qu'il fasse venir de France les ferronneries, les toiles et les cordages. Un navire de 120 tonnes, est achevé au printemps 1667, et grâce à la collaboration de particuliers et à un fonds de 40 000 livres créé en 1671, il peut mettre à flot un navire de 400 à 500 tonnes, peu de temps après un autre de 800. Après le départ de l'intendant toutes les aides cessent; l'élan qu'avait imprimé Talon à l'industrie navale, forestière, ou celle du goudron de pin cesse également.
Les Canadas deviennent britannique en 1763.
Le blocus continental de 1806 instauré par Napoléon Bonaparte, oblige le Royaume-Uni, qui s'alimente habituellement sur la Baltique pour le bois indispensable à la construction de sa marine, à importer du bois en provenance du Canada, sa seule colonie restante d'Amérique du Nord. Depuis 1721 un commerce de mâts s'est établi en Nouvelle-Écosse. Vidée de ses mâts, l'attention s'est portée vers le Nouveau-Brunswick et l'Ontario. Avec le blocus, des quatre cargos que le Canada envoie régulièrement le nombre augmente brutalement entre 1804 et 1812. Avec le commerce du bois carré d'autre-part, particulièrement sur la rivière des Outaouais, la construction navale à Québec connaît un essor considérable, encouragé par des tarifs préférentiels. Abondance de bois d’œuvre bon marché, disponibilité de main d’œuvre, le développement de la construction navale ne heurte pas les intérêts britanniques. Les autres matériaux nécessaires tels que le fer, le cuivre, les cordages sont importés bon marché de l’Angleterre. Les navires de charge construits au port de Québec, sont quelquefois vendus en Europe (évitant le retour sur lest), reconstruits par des chantiers britanniques pour en faire des navires composites bois et fer, destinés au commerce d'Orient. Les entrepreneurs de construction des navires étaient à Québec les mêmes qui exploitaient le bois carré, ce qui fait dire que la construction navale n'était ici qu'une manière d’empaqueter le bois. Lancé en 1825, le Baron of Renfrew, un navire jetable, est l'un des plus grands jamais construits.
En moins de vingt ans de 1875 à 1895, l'activité portuaire décline tandis que le chantier naval est déserté, conséquences du tarissement des forêts, de la progressive disparition de la marine en bois, et de la transformation du commerce mondial exigeant des navires plus robustes que ceux fabriqués à Québec. Le marché du bois de sciage tourné vers les États-Unis, n'offre pas le rôle central que tenait Québec dans le commerce avec l'Angleterre. Cette dernière venait de rétablir son commerce avec la Baltique. Le commerce vers l'Angleterre de produits laitiers, de bétail et de blé, qui progressivement remplace le commerce de bois équarri, se fait désormais à partir de Montréal, mieux connectée à l'Ouest Canadien et aux fermes laitières de l'Ontario, etc..
En 1865, Quercus alba a remplacé Quercus rubra dans la construction des navires, pour les contre-quilles, les bauquières, les barrots et le premier pont. L'orme et le mélèze sont utilisés pour la membrure et le bordé.

### Caraibes

#### Bermudes
Lorsque les Bermudes sont colonisées en 1610, les îles sont boisées, couvertes par Juniperus bermudiana, le genévrier des Bermudes. Lorsque George Somers et sa compagnie font naufrage dans les Bermudes le 28 juillet 1609, peu après le Virginia de James Davis en 1607, ils construisent sous la supervision d'un certain Frobisher, constructeur naval, deux petits navires, le Deliverance et le Patience, en Juniperus bermudiana; les longerons et gréements sont récupérés de l'épave du Sea Venture. La prochaine construction de navires au Bermudes sera le fait de Nathaniel Butler qui à partir de 1620 engageant des charpentiers hollandais, construira une centaine de navires pour la vente. Cette première industrie sera découragée par le démantèlement de la Somers Isles Company. Les chantiers navals bermudiens vont ensuite se faire connaître par leurs croiseurs légers appelés « Bermuda sloop (en) », mis à profit par la Navy, et par la suite des vaisseaux de plus grande taille. Un grand nombre d'arbres sont abattus pour la construction navale, et une grande partie est utilisé comme combustible. En 1627, une loi est promulguée pour la préservation des genévriers, mais l'abattage des arbres se poursuit sans aucun doute et on ne pense guère au reboisement. Au début du XVIIIe siècle, du bois est importé pour la construction des maisons et des bateaux. Une grande partie des terres à cette époque devait être dénudée d'arbres, comme en témoigne un correspondant du Bermuda Gazette en 1786, qui écrit:

« All these hills and valleys, which were once so beautifully adorned with thriving cedar and which were the admiration of strangers, are now naked and barren wildernesses quite stripped of their pride »

L'absence de toute référence à un programme général de reboisement laisse penser qu'aucune tentative n'est faite pour reboiser les zones dénudées. Cependant un reboisement naturel a effectivement lieu. Mais l'espèce est finalement décimée au XXe siècle par diverses cochenilles importées accidentellement des États-Unis.

### Amérique du Sud

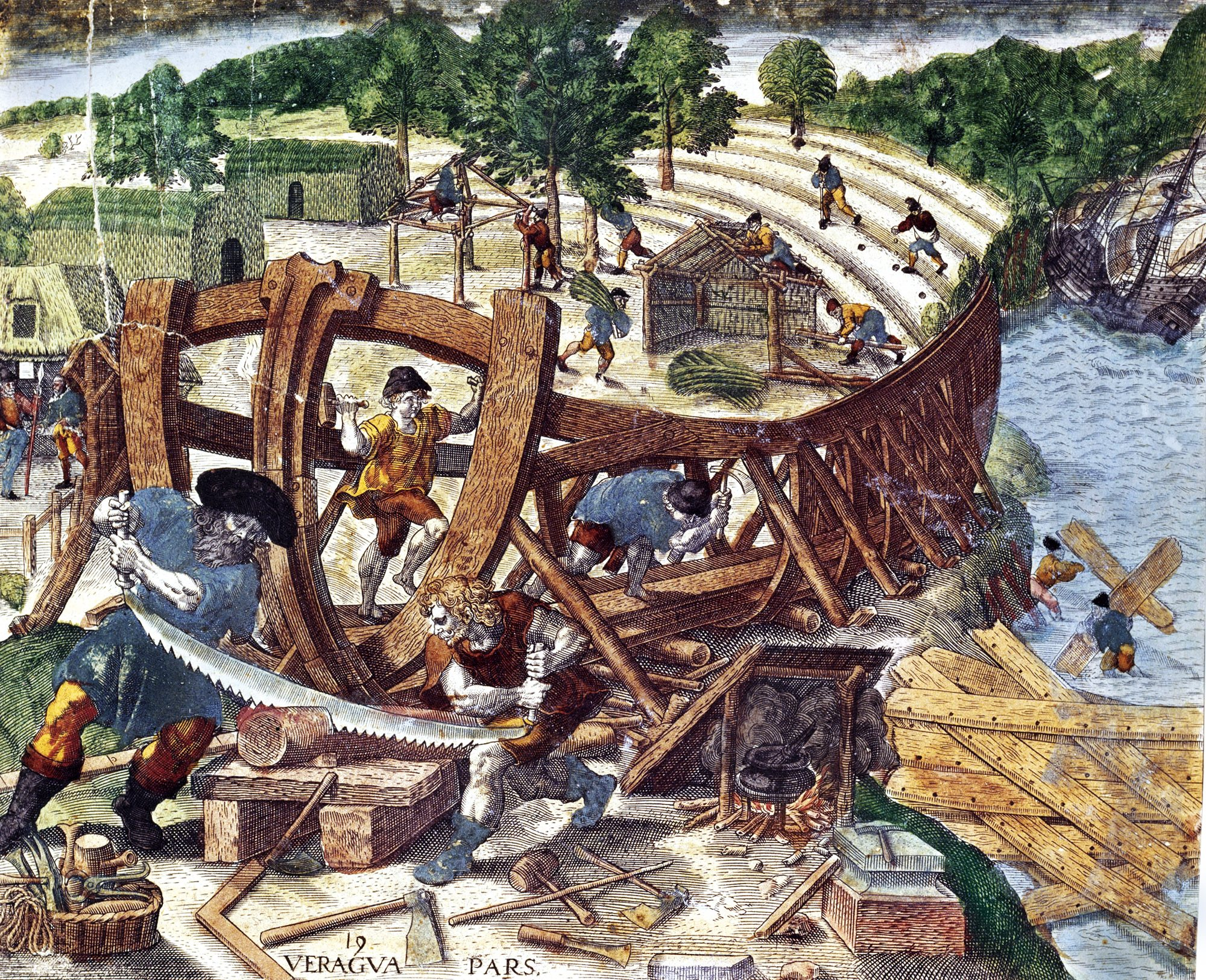
Scène de reconstruction navale en Amérique d'après l'œuvre de Girolamo Benzoni. Gravure de Théodore de Bry. titrée Nederlanders bouwen schepen en huizen. 1594.

Aux alentours de 1530, des chantiers de construction navale s'implantent à Alanje (Veragua), Iztapa (Guatemala), Acatjula (El Salavador), Acapulco, Huatulco, Tehuantepec, La Navidad (Nouvelle-Espagne), ainsi que dans le Golfe de Guayaquill dans l'Audiencia de Quito. Mais c'est le Nicaragua qui domine l'industrie navale.

#### Nicaragua
El Realejo devient le port le plus important du Nicaragua.

### Inde et Insulinde

#### Inde
« L’idéal de l’administration coloniale de la forêt indienne se révèle » «être une plantation utile et ordonnée, un territoire civilisé. »

#### Java
L'expertise de Java dans la construction des navires apparait dans certains bas-relief du temple de Borobudur datant du Xe siècle. Lorsque les marins portugais atteignent les eaux de l'Asie du Sud-Est au début des années 1500, ils trouvent cette zone dominée par les djungs javanais entièrement en teck.

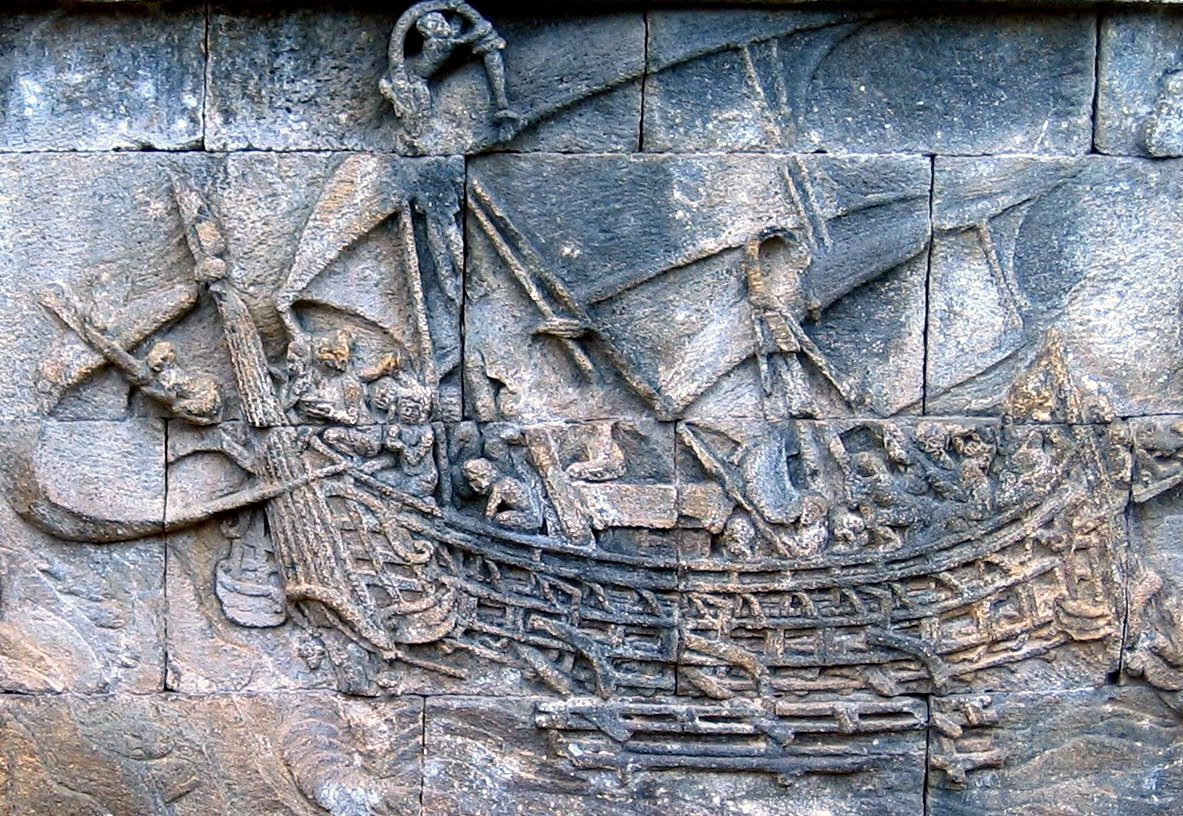
Navire à voile à double tangon en bois du Xe siècle de l'Asie du Sud-Est. Bas, bas-relief du temple de Borobudur.

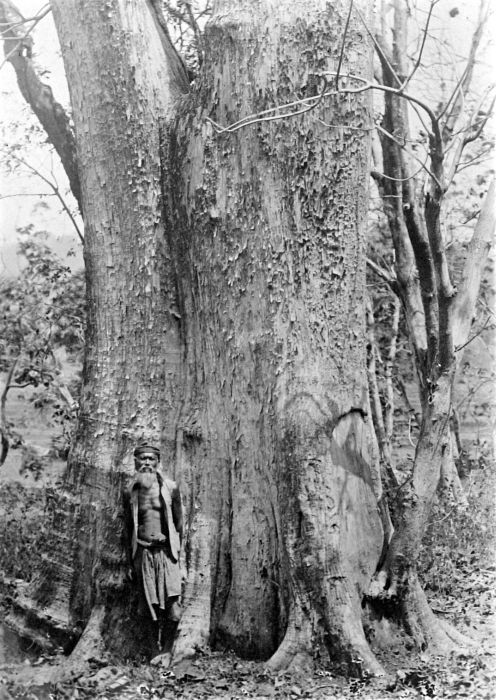
Un vieil arbre jati (bois de teck) à Bojonegoro pendant la période coloniale, 1900-1940.

L'exploitation du teck à Java est un enjeu de première importance pour la marine néerlandaise à partir du début XVIIe siècle, qui devra lui permettre d'accroitre son influence sur l'Insulinde.
Une politique de gestion des forêts est instaurée en 1620 par la Vereenigde Oostindische Compagnie, lorsque Batavia est fondée sur l'île de Java. Un garde forestier est nommé et une taxe sur le bois coupé est instaurée. De telles politiques de régulation de la forêt étaient déjà implantées avant les Hollandais, et les nouvelles mesures hollandaises ne seront pas suivies partout, puisque par exemple, un édit du sultan de Mataram en 1659, se réserve une forêt de Mandalika (en), notamment pour la production de mâts. L'exploitation du teck est instaurée par les Hollandais dès 1613, à partir du comptoir de Japara. La royauté de Mataram, jouera d'influence pour freiner ce commerce. La première guerre de Succession javanaise qui établit soutenu par la VOC, Pakubuwono Ier comme souverain permet à la VOC d'étendre son influence. Elle se voit également autorisée à implanter des chantiers navals là où elle le désire. Un système de travail forcé appelé blandong est instauré pour exploiter les forêts locales alors que la VOC augmente son emprise sur l'île. En 1743 elle obtient la prise de contrôle sur toutes les forêts de l'Île. Les forêts de teck régulièrement exploitée vont diminuer de la même façon, et la construction navale (en plus de la construction des maisons, la production de charbon de bois, le défrichage agricole) y joue un rôle non négligeable: pour la seule année 1779, 104 bateaux sont construits à Java par la Compagnie, dont le plus gros jauge 1 200 tonnes. Une harangue de Dirk van Hogendorp fin XVIIIe siècle concède toutefois que la forêt javanaise demeure l'espoir de reconstruction d'une VOC sur le déclin. La VOC est dissoute en 1799. Une série de décrets promulgués par Herman Willem Daendels entre 1808 et 1811 marque la première prise en considération durable de la forêt javanaise.

#### Myamar
Le teck a été l'une des principales raisons pour lesquelles les Britanniques ont voulu la Birmanie (Et un litige entre la Bombay Burmah Trading Corporation responsable de l'exploitation du Teck et l'État birman sera le prétexte à l'annexion complète du pays en 1885). La politique commerciale britannique du teck n'est pas étrangère non-plus aux revendications nationalistes karens. Les Karens qui vivaient dans les forêts de teck, et les Karen maîtres éléphants, étaient le rouage économique de l'exploitation britannique du teck. Les forêts de teck de Birmanie qui étaient une ressource de valeur pour l’empire britannique et sa marine furent d'abord exploitées de manière inconsidérée par des entrepreneurs privés principalement européens. Un administrateur forestier, Dietrich Brandis est alors nommé dont la tâche sera de fonder cette exploitation sur une base plus saine. Le système Taungya s'appuyant sur les Karens est instauré, précurseur de l'agroforesterie.

### Afrique du Sud
La Baie de la Table, choisie en 1652 comme port d'attache par la Vereenigde Oostindische Compagnie, est un port naturel plutôt pauvre et mal exposé aux vents du sud-est et du nord-ouest. De nombreux voiliers cherchant refuge dans la baie au cours des XVIIe ou XVIIIe siècles ont été chassés à terre par les tempêtes; les colons hollandais persistèrent néanmoins dans leurs efforts à s'y implanter. À la suite de nombreux naufrages, la VOC néanmoins désigna Simon's Town en 1741 comme port principal les mois de mai et d'août. Lors de l'implantation de la colonie hollandaise du cap en 1652, Jan van Riebeeck trouva une forêt de grands arbres à l'intérieur des terres (a six miles) d'exploitation si difficile qu'il convint qu'il serait plus facile d'en faire venir d'Amsterdam ou de Batavia. Baptisée en 1653, la Hout Bay va donner accès à des forêts qui font défaut dans la colonie. Vers 1776, un centre de coupe de bois est établi à l'emplacement de George, qui annonce un siècle de pillage des forêts environnantes. Un chantier naval est construit à Simon's Town en 1798.
La Southern Cape Forests est régulièrement surexploitée depuis l'arrivée des colons milieu XVIIIe siècle et jusqu'en 1856 environ, la forêt ne reçoit pratiquement aucune attention utile. À la suite de la première incursion britannique en 1795, George Macartney adopte une politique d'utilisation du bois des forêts de Plettenberg Bay pour les besoins de la Navy, et de Simon's Bay. Il est prévu que l'extraction du bois soit concentrée autour de Plettenberg Bay simplement parce qu'il peut être facilement expédié de là à Kaapstad. Cela stimule l'intérêt pour les forêts, ainsi qu'une forme très nominale de protection. Il semblerait cependant que beaucoup d'abattages irréguliers ont lieu entre 1795 et 1801. En avril 1800, Andrew Barnard (en) restreint l'usage de certaines partie de la forêt à l'usage seul du Gouvernement. Deux mois plus tard, le Landdrost (en) de Swellendam évalue les dégâts occasionnés aux forêts. En janvier 1801, le gouverneur Sir George Yonge publie une proclamation qui autorise la nomination de « commissaires permanents » avec pleins pouvoirs pour superviser, diriger et gérer les diverses forêts de la région de George, Knysna, PlettenbergBay, Mossel Bay, Algoa Bay ainsi que toutes les autres forêts de la colonie. L'annexion du Cap par la Grande-Bretagne en 1806 met fin aux intentions balbutiantes de reforestation par la République batave.
L'Embargo Act américain de 1807 suivi du Non-Intercourse Act de 1809 force le Royaume-Uni à trouver de nouvelle source d'approvisionnement en mât et des incursions sont faites pour exploiter Stinkwood (Ocotea bullata), Outeniqua yellowwood (Afrocarpus falcatus) et Real Yellowwood (Podocarpus latifolius) du Cap.
L'intérêt naval pour les forêts a été ravivé en 1811, par rapport de la Royal Navy sur les forêts à proximité de Plettenberg Bay, comme potentiel sources de bois naval. Le rapport contient une description des ravins profonds et des berges escarpées des rivières qui empêchent le débardage et le flottage des bois hors des forêts jusqu'à Plettenberg Bay. Depuis toujours le débardage jusqu'à la côte des troncs se fait par char à boeufs.
À l'embouchure de la Knysna (dérivé du mot Khoi Xthuys Xna signifiant « endroit où est situé le bois »), le britannique George Rex, qui réalise l'énorme potentiel commercial de la région, achète vers 1804 la ferme Melkhoutkraal, constituée vers 1770 par le gouvernement colonial; rt il fait immédiatement pression sur le gouvernement pour y établir un port, pour l'exportation du bois des forêts à feuilles persistantes de Knysna. Il emploiera éventuellement jusqu'à 400 esclaves pour récolter ce bois (l'esclavagisme en Afrique du Sud (en) et dans toutes les parties du Royaume-Uni est aboli en 1833 par le Slavery Abolition Act). Les rives regorgent de gros arbres que l'on coupe et convoie jusqu'à la nouvelle ville de Knysna (fondée par Rex), par un navire construit par Rex. Le bois est amené à l'arsenal naval de Simon’s Bay par le brick Emu, plusieurs fois même pour les chantiers navals en Angleterre. En 1817, Jahleel Brenton se rend à Knysna et relève la possibilité d'obtenir du bois pour la Royal Navy. Il apparaîtra que le bois envoyé aux chantiers navals anglais était jugé moins utilisable que le chêne, malgré cela, le commerce de cabotage du bois se développe. En 1820, Rex cède une partie de ses terres à l'amirauté britannique pour qu'elle puisse construire un port militaire; le projet n'aboutit cependant pas. En 1831, un nouveau brick de 139 tonnes Knysna est construit par Rex presque entièrement en Stinkwood (le slipway lui-même est de la même essence) et navigue à travers les Heads avec sa première cargaison de bois à destination de Table Bay au Cap.

## Abandon du bois
La construction des bateaux de pêche va longtemps va demeurer une tradition de bois. Par exemple en Norvège, on estimait en 1967 qu'il y avait 11 561 navires de pêche et environ 60 000 navires de plaisance en bois. La configuration des côtes du pays, justifie l'utilisation d'une multitude de petites embarcations presque toujours en bois, matériau abondant et à bon marché. De petits chantiers ou entreprises de réparation et d'entretien de navires en bois animent les petits ports sur toute la côte norvégienne, totalisant seulement 7,1 % des emplois de l'ensemble de la construction navale. 

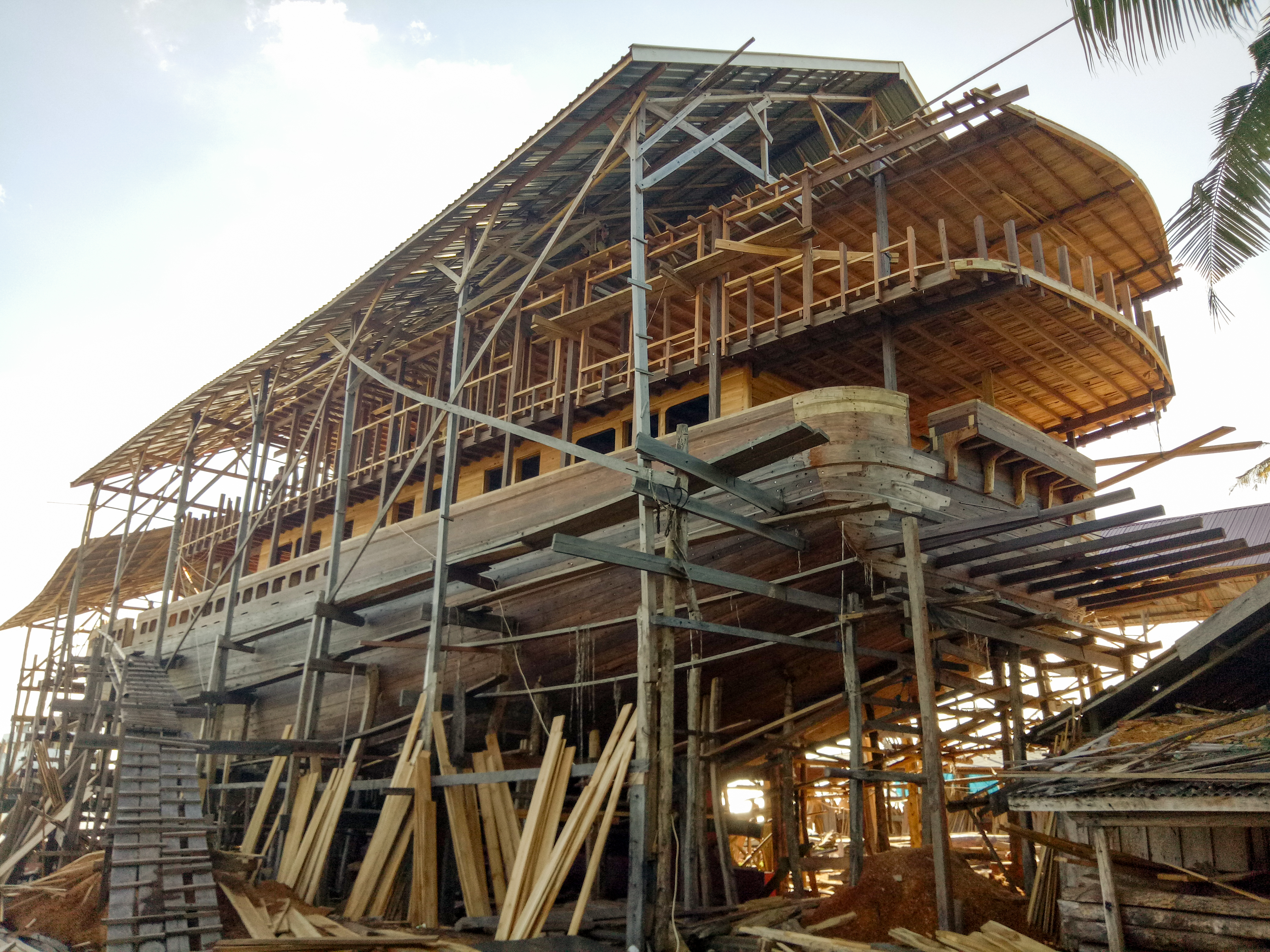
Pinisi en Eusideroxylon zwageri, en attente d'être perfectionnée par les artisans. Tana beru, Bulukumba, Sulawesi du Sud, Indonésie

Fin du XVIIIe siècle, le fer prend de l'importance dans la construction, pour s'imposer peu à peu comme matière première; les réserves de bois souvent utilisées de manière privilégiée comme combustible pour l'industrie du fer, du verre et de la céramique. Indépendamment de la quantité de plus de six mille mètres cubes de bois brut qui était consommés pour la construction d'un vaisseau de premier rang, par exemple, il fallait souvent encore, des formes et des dimensions très particulières pour cette construction; aussi l'usage se propagea-t-il de remplacer, le plus possible, le bois par le fer, et l'on alla jusqu'à faire des navires entiers en fer. On fit en outre usage du « système dit en petit bois », qui consiste à remplacer ces pièces par des assemblages de pièces plus petites; mais il y a augmentation de volume, et il y entre beaucoup de fer.
Durant la guerre de Crimée, la flotte russe de la mer Noire, à la bataille de Sinope, détruit une flottille de navires turcs en bois avec des obus explosifs. Le perfectionnement de l'artillerie conduits à développer des blindages de plus en plus épais, sur les navires en bois d'abord, puis des navires en fer, puis des navires en acier. Une étape notable dans l'évolution du blindage est l'interposition d'un matelas en bois de teck entre deux couches de blindage en fer, les trois couches totalisant un mètre dans le cas du HMS Hercules de 1868.
La plus importante des réalisations du XXe siècle été l'adoption du bois collé comme matériau d'ingénierie dans la construction de navires à coque en bois. De grands éléments structuraux ou des panneaux de forme droite ou incurvée permettent une utilisation beaucoup plus efficace du bois qu'auparavant. Ce développement est le premier changement fondamental dans la construction navale en bois en 2000 ans.
Avec l'appauvrissement des forêts, les bois résistants, à prix abordable deviennent une denrée rare. Dans les pays sous-développés les techniques de construction vont converger vers des techniques moins conventionnelles (contre-plaqué, lamellé, plastique renforcé de verre tissé, acier, aluminium, ferrociment (en), etc.), ou des bois de faible résistance.
De coût croissant, les bois résistants pour la construction de bateaux vont progressivement s'adresser à des secteurs de luxe, comme la fabrication de bateaux de plaisance.

## Dans la marine de plaisance moderne
Le teck a toujours de nos jours des débouchés vers la construction navale, essentiellement la construction de navire de plaisance (yacht); à peine menacé par d'autres essences comme l'acajou (Swietenia macrophylla) et l'afrormosia (Pericopsis elata). 70% de tout le bois de teck va à la construction navale et la Birmanie demeure un producteur et un exportateur de teck réputé : le teck est indigène à seulement quatre pays mais les forêts naturelles denses avec de grands et beaux tecks de qualité amirauté (« Admiralty quality ») se sont dégradées et rétrécies si rapidement qu'elles sont actuellement confinées uniquement en Birmanie (et dans une certaine mesure en Inde). Le plus grand importateur/exportateur de bois européen demeure les Pays-Bas,. Le teck grand public de qualité a disparu (un teck en PVC existe qui l'imite parfaitement).
Riva, entreprise italienne fondée au début des années 1950 par l'industriel Carlo Riva (1922-2017) a fabriqué des bateaux à moteur de luxe en placage d'acajou.

## Vestiges archéologiques et vieux gréement

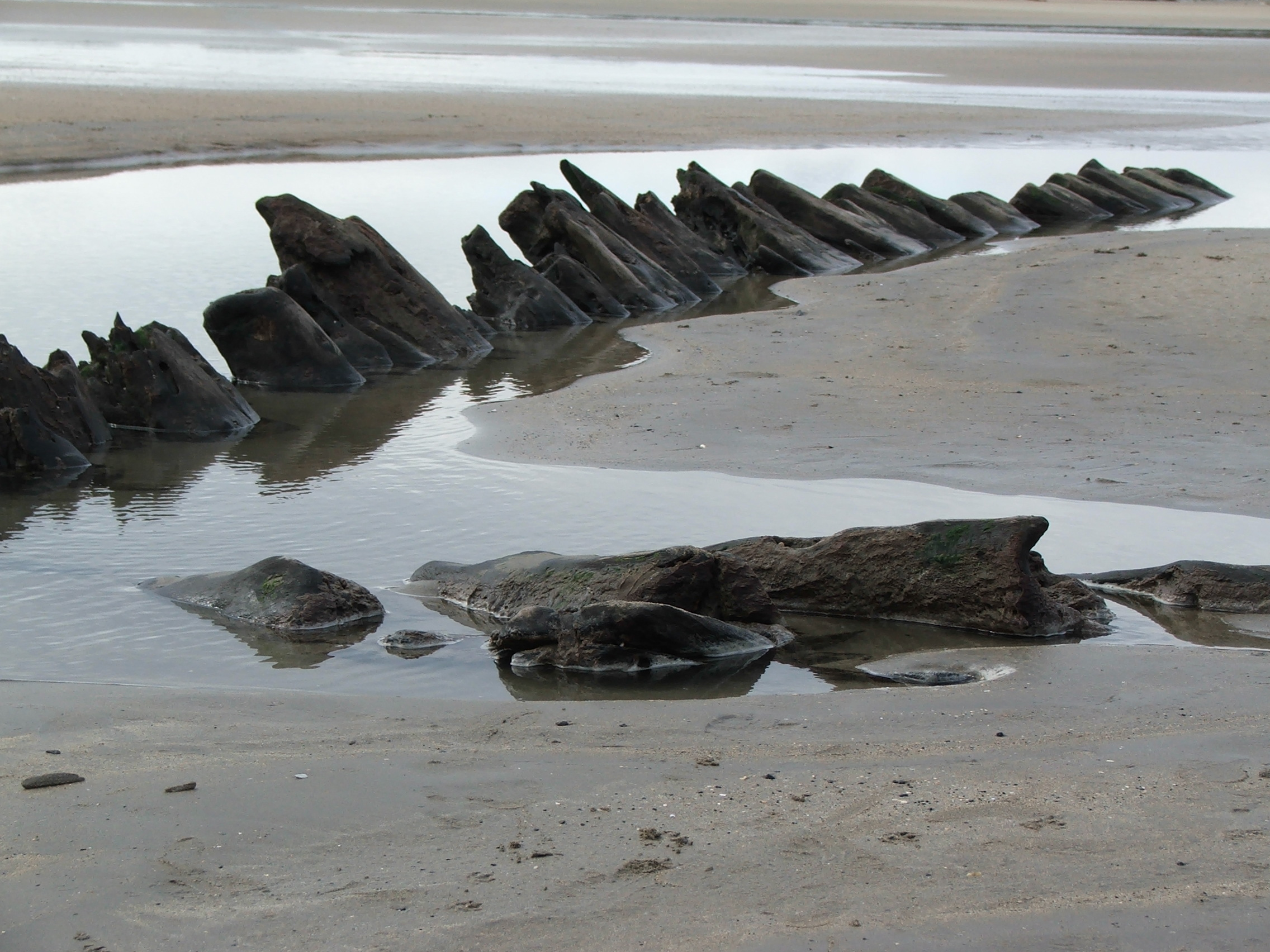
Streedagh Strand, épave affleurante connue sous le nom de Butter Boat, longtemps présumé appartenant à l'histoire de l'Invincible Armada; en fait le Greyhound, un bateau de commerce côtier de Whitby, dans le Yorkshire, qui coula dans une tempête en décembre 1770.

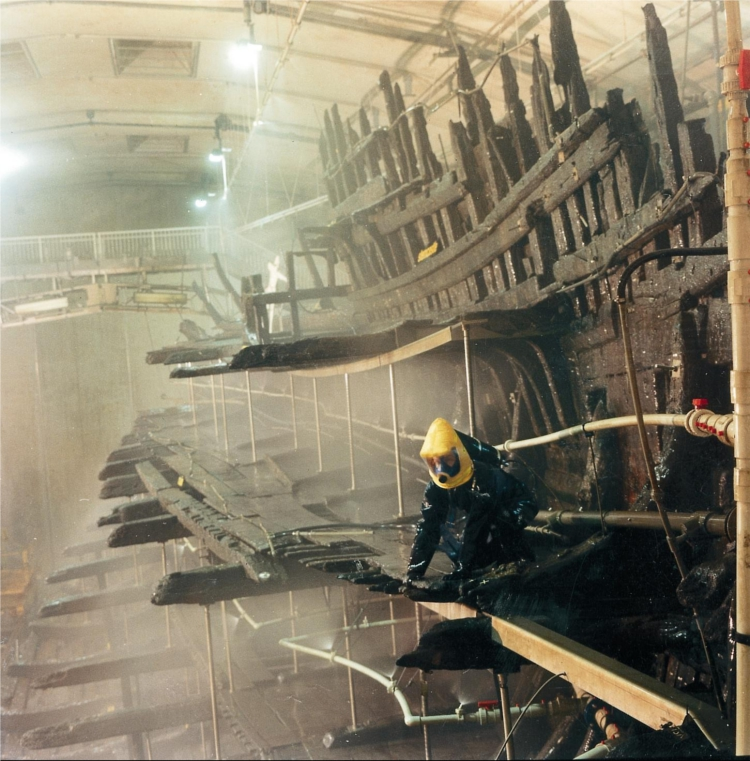
La carrack Mary Rose en cours de conservation au polyéthylène glycol.

Les vieux gréement en bois suscitent toujours de l'intérêt. Le USS Constitution, autorisé par le Naval Act of 1794, construit en 1797 et préservée jusqu'à nos jours, est le plus vieux navire au monde à naviguer encore (4% des bois du navire sont d'origine). Le HMS Trincomalee de 1807, en teck, est le plus vieux navire de guerre britannique en bois à flot. Le HMS Victory de 1765 demeure en cale sèche.
Le bois se conservant bien sous l'eau du moment qu'il est préservé mécaniquement des attaques des Teredinidae, des bateaux immergés en bois, objets de l'archéologie subaquatique et de archéologie sous-marine livrent un nouveau matériau, le bois gorgé d'eau, qui doit être stabilisé pour être exposé.